# Arte de la segunda mitad del siglo XVI en Milán

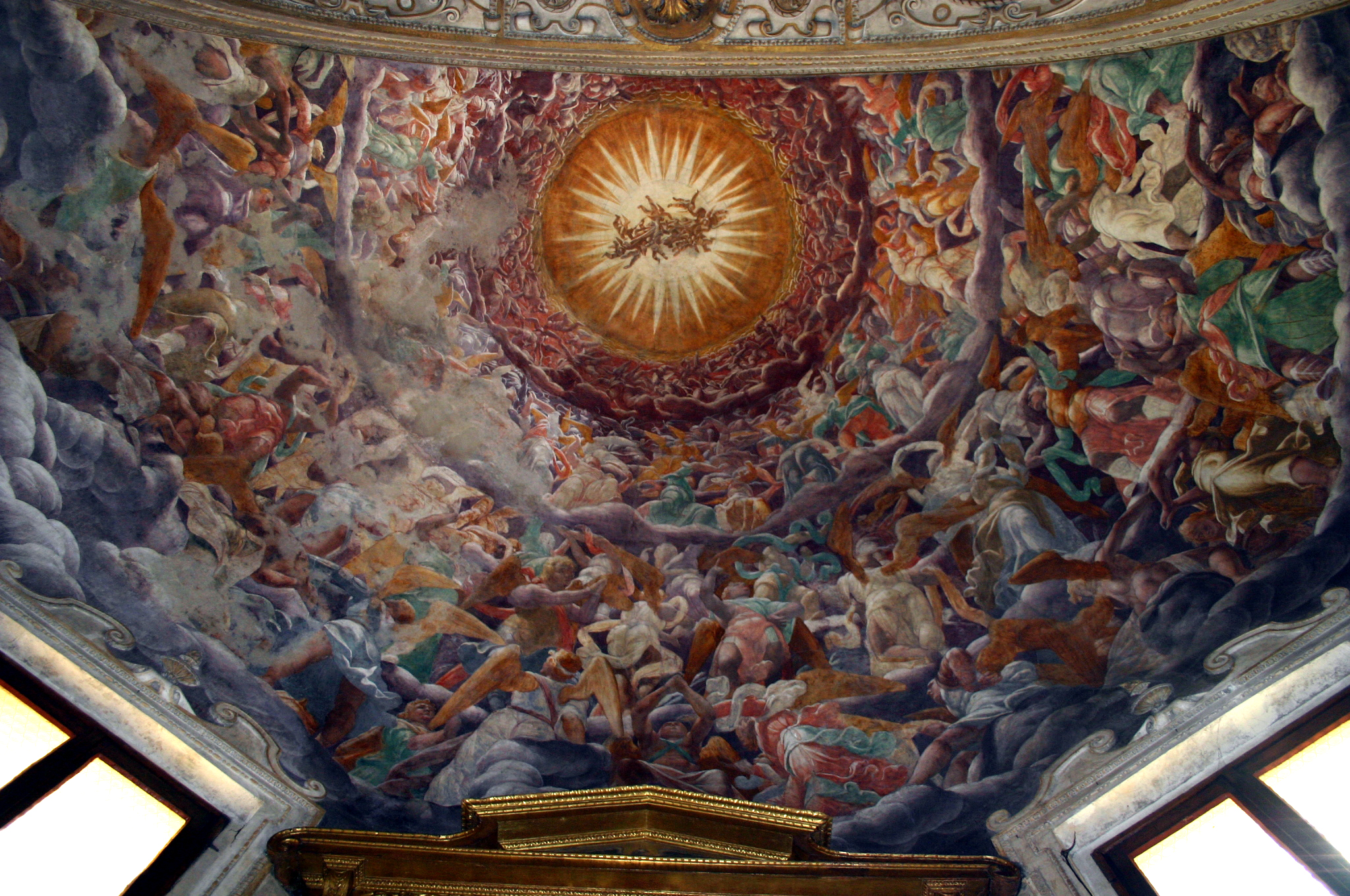
Giovanni Paolo Lomazzo, Gloria Angelica (1570-71), capilla Foppa, iglesia de San Marco

El arte de la segunda mitad del siglo XVI en Milán se desarrolló, aquí como en otros lugares, en varias vertientes y estilos que se pueden resumir en el manierismo, el arte de la Contrarreforma y el clasicismo, a menudo contaminándose mutuamente.
La escena artística milanesa de la segunda mitad del siglo XVI debe analizarse teniendo en cuenta la posición particular de la ciudad: si para el Imperio español representaba un puesto militar estratégico, desde un punto de vista religioso estaba en el centro del conflicto entre la Iglesia católica y la Iglesia reformada. Por eso la mayor contribución la hizo el arte religioso frente a una menor producción artística y arquitectónica civil.
Si al adoptar el estilo manierista los mecenas y los artistas de la ciudad tenían como referencia otras experiencias que se abordaban en Centroitalia, la posición de la ciudad cerca de la Suiza protestante convirtió a Milán en uno de los principales centros de florecimiento y elaboración del arte de la Contrarreforma, gracias a la acción capilar de los arzobispos san Carlo Borromeo y Federico Borromeo.

## Arquitectura religiosa

### Lasinstruccionesde Carlo Borromeo
Si alguno sostiene que el ceremonial, las vestiduras y los signos externos que utiliza la Iglesia católica en la celebración de la Misa son incitaciones a la impiedad y no instrumentos de devoción, sea anatema […]
Se qualcuno sostiene che il cerimoniale, i paramenti e i segni esteriori usati dalla chiesa cattolica nella celebrazione della messa sono incitamenti all'empietà piuttosto che strumenti di devozione, sia anatema [...]
Decreti del Concilio di Trento en fecha 17 de septiembre de 1562, canón 7.

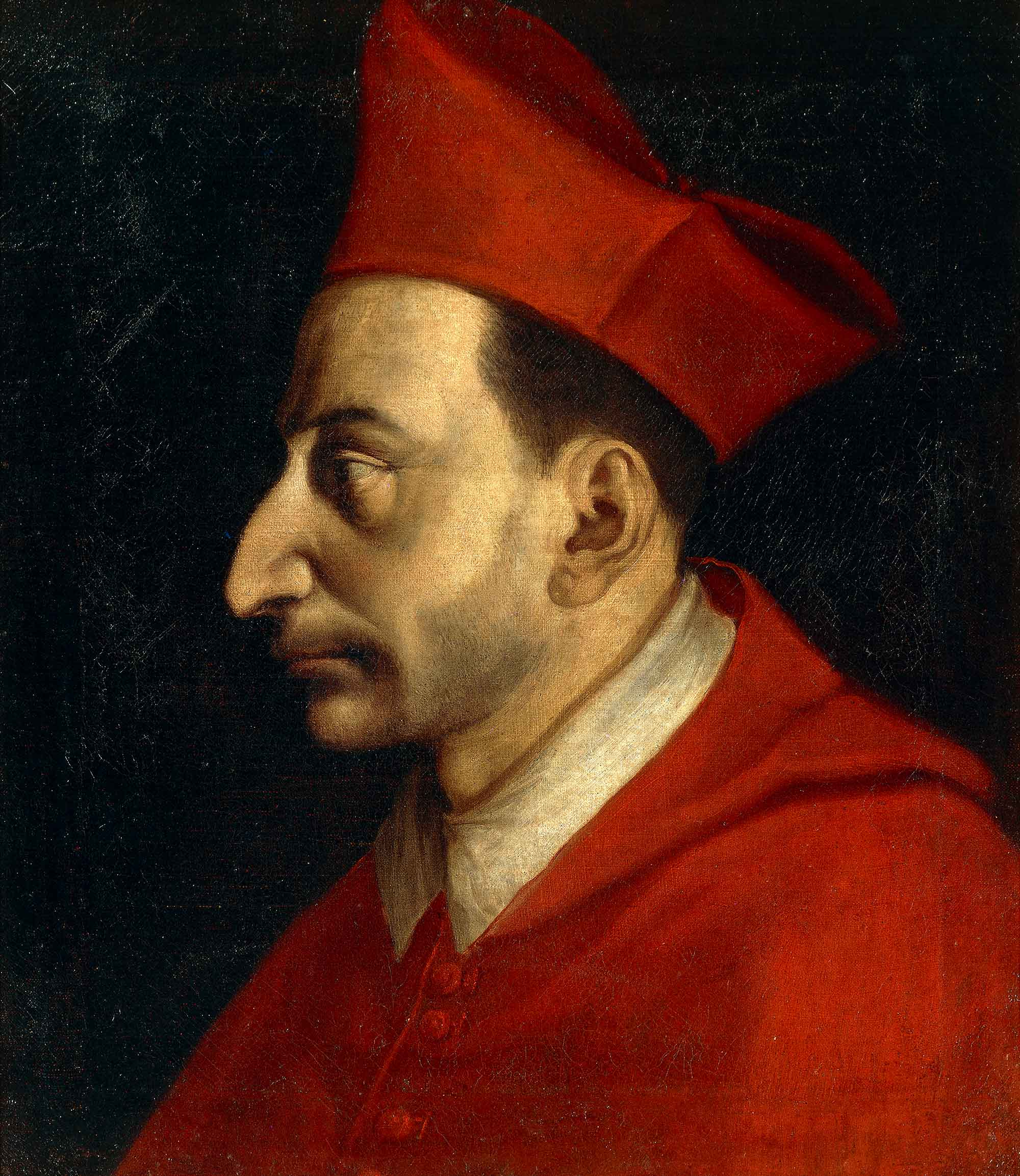
Ambrogio Figino, Ritratto di san Carlo Borromeo (1585), Pinacoteca Ambrosiana, Milán

Con el advenimiento del Concilio de Trento y de la Iglesia contrarreformada, las autoridades eclesiásticas explotaron el arte como medio de difusión de nuevas doctrinas en contraste con el protestantismo y otras herejías; el arte fue entonces sometido a estrictos cánones y controles, de modo que los artistas representaran episodios de la más original tradición bíblica. Dado que las prescripciones para la arquitectura no eran muy estrictas, el cardenal Carlo Borromeo, uno de los protagonistas del Concilio tridentino, redactó las Instructiones fabricae et suppellectilis ecclesiasticae, o más bien un compendio arquitectónico que regulaba la construcción de nuevas iglesias. Estas disposiciones guiaron el desarrollo de las edificaciones religiosas en los años siguientes hasta que se aplicaron también en América Latina, entonces parte del Imperio español. Como indican los decretos del Concilio, un arte rico y monumental debía impresionar a los fieles, empujándolos a la contemplación y al aprendizaje de la doctrina religiosa: las representaciones, aunque grandiosas y solemnes, debían ser fáciles de comprender incluso para las personas incultas. Esto contrastaba obviamente con la doctrina protestante, que consideraba las decoraciones excesivas y lujosas como una distracción para los fieles o incluso como una herejía.
Borromeo comienza en las Instructiones hablando de la ubicación de la iglesia, que preferentemente debía estar en una posición elevada lejos de gritos o lugares ruidosos, y separada de otros edificios excepto de la residencia del sacerdote o del obispo. El número de pasos para llegar a esta posición debía ser impar. También proporcionaba información sobre el tamaño de la iglesia, que debía ser lo suficientemente grande para acomodar a los fieles en ocasiones especiales. Entre los detalles más importantes se encuentra la forma de la planta, por lo que Borromeo recomendaba el uso de la cruz latina en detrimento de la planta central: aunque utilizada en muchos casos ilustres, sobre todo en el Renacimiento, Borromeo consideraba la planta central una referencia a los templos paganos y usada en menor medida en la arquitectura cristiana, mientras que la cruz latina se justificaba por la supremacía de las primeras basílicas que usaban esta forma.

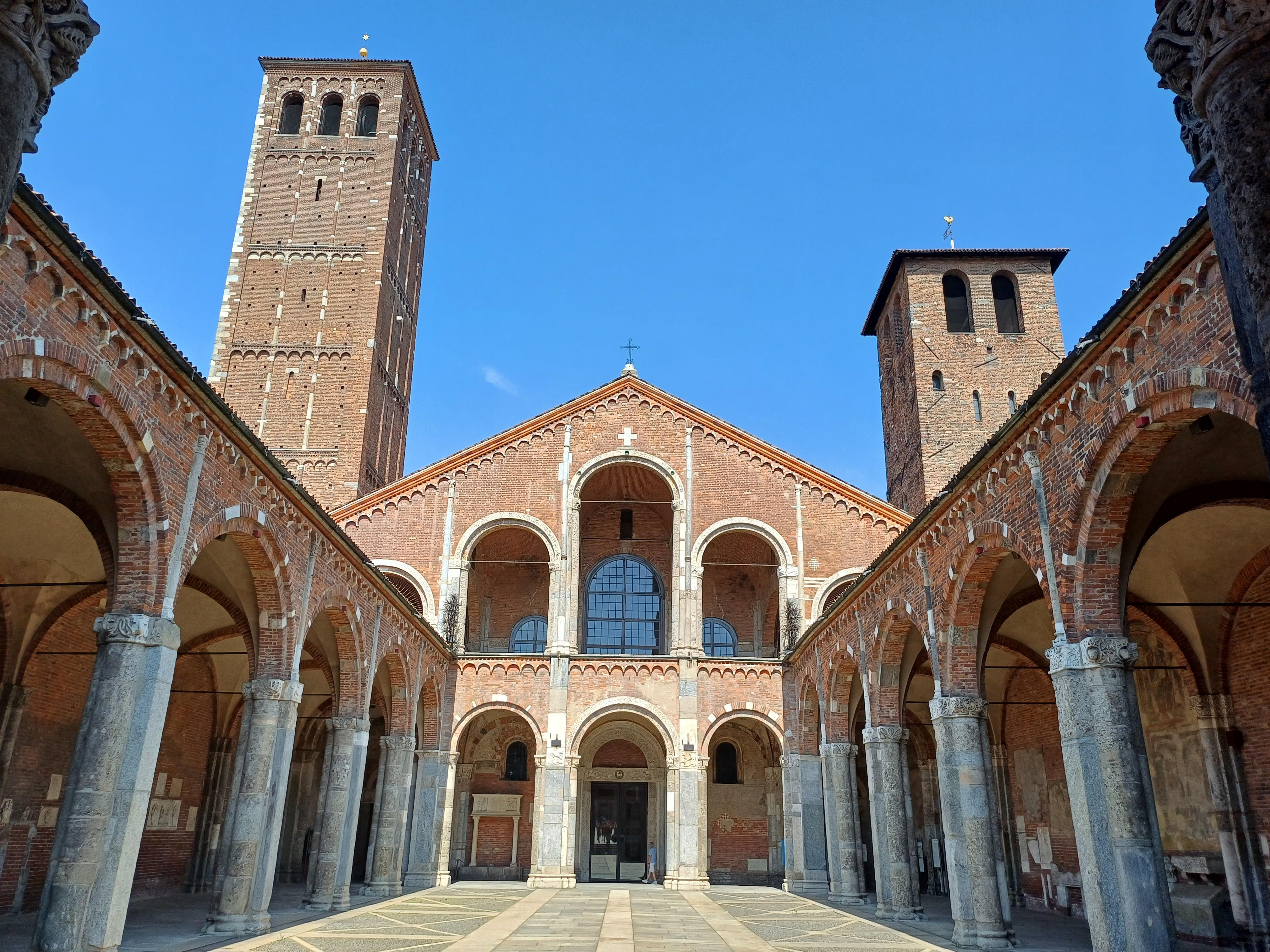
El cuadripórtico de la basílica de San Ambrosio, tomado como modelo por el cardenal Borromeo

En cuanto a la decoración exterior, el cardenal precisaba cómo debía concentrarse en la fachada principal, y estar casi ausente en las paredes laterales, que en ningún caso debían estar decoradas con imágenes: en el capítulo tercero se inserta una especie de cláusula que subordina la obra del arquitecto a juicio del obispo. La «supremacía» de las primeras iglesias se resume en el cuarto capítulo relativo a la entrada a las iglesias: si fuera posible la iglesia debía tener un «atrio» según el modelo del cuadripórtico de la basílica de San Ambrosio; sin embargo, en caso de falta de espacio o de dinero se permitían soluciones más modestas como un pronaos o un simple portal entre columnas: sin embargo, esta regla a menudo se ignoró en la propia ciudad de Milán. Todavía por la misma razón recomendaba que las puertas de entrada fueran rectangulares como las de las antiguas basílicas, en números impar, de la mitad de ancho que alto, contemplando marcos con varias formas con decoraciones.
Luego hay indicaciones de carácter puramente práctico, como cuidar que el techo en caso de lluvia no provocase humedades o infiltraciones de agua; en cuanto al suelo, las normas eran más de carácter celebrativo e ideológico: en las iglesias más importantes y en las capillas mayores el revestimiento debía ser de mármol, mientras que el ladrillo se dejaba solo para iglesias pequeñas y capillas menores; era esencial que no hubiera imágenes sagradas o cruces en el suelo, que serían pisoteadas. Borromeo pasa entonces al interior de la iglesia comenzando con la capilla y el altar mayor: ambos debían ser monumentales y lo más decorados posible, además se daban indicaciones de medidas y ubicación, con posibles soluciones en caso de que eso no fuera posible.
Se daba especial importancia al coro, que podía estar delante o detrás del altar mayor, pero que en todo caso debía estar bien dividido y diferenciado del resto de la iglesia dedicada a los fieles. La discusión continúa así incluyendo indicaciones prácticas e ideológicas con varios niveles de detalle: desde órdenes más importantes como las reglas de construcción del baptisterio y de la sacristía, se pasa a elementos arquitectónicos individuales como confesionarios y púlpitos, hasta llegar a los armarios para los diversos mobiliarios sagrados; la discusión termina finalmente contemplando la presencia de un oratorio y definiendo la estructura de una posible iglesia de las monjas.

### Iglesias anteriores a la Contrarreforma

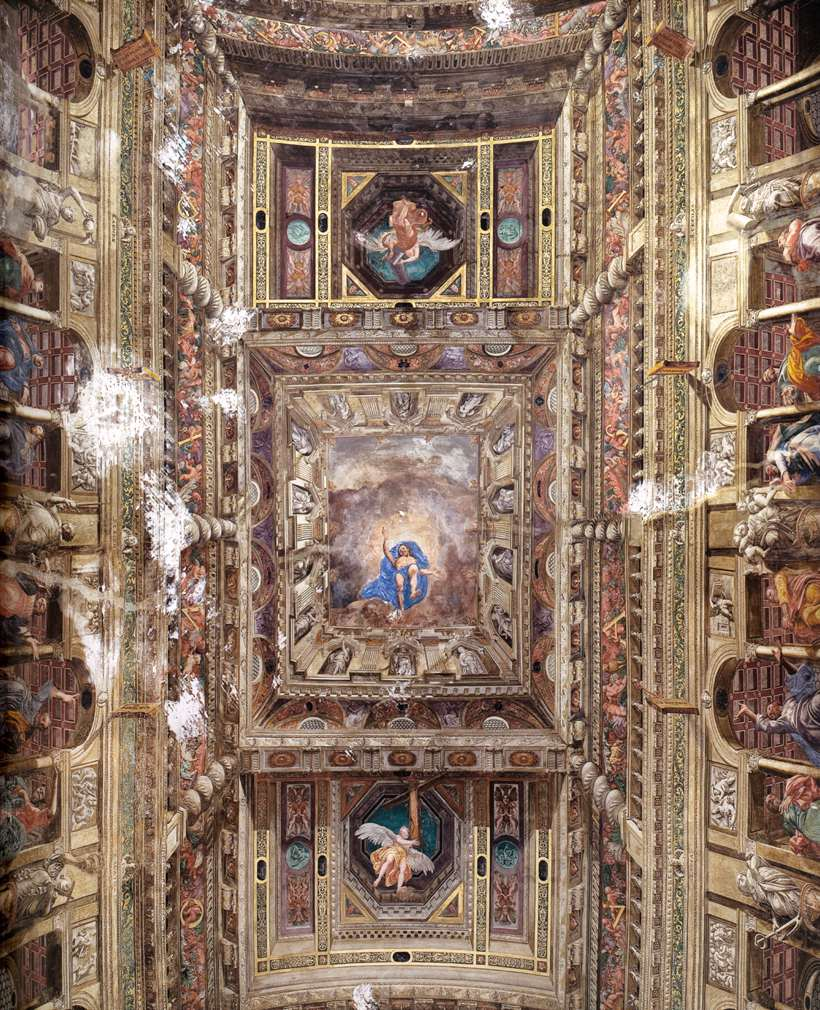
Vincenzo Campi, Ascensione di Cristo (1588), iglesia de San Paolo Converso

El toscano Domenico Giunti (1505-1560) y el perugiano Galeazzo Alessi (1512-1572) fueron los primeros arquitectos que rompieron con la tradición tardorrenacentista lombarda. Al primero se deben las iglesias de San Paolo Converso y de Sant'Angelo, configuradas según el mismo esquema compositivo de una única nave con capillas laterales con cubierta de bóveda de cañón, referencia a la mantuana basílica albertiana de San Andrés (1462-1495) que ya se encuentra en la iglesia de Santa Maria presso San Satiro (1478-1483) de Bramante.
La iglesia de San Paolo Converso, de atribución a veces discutida, fue comenzada en 1549 para encontrarse en un estado avanzado ya dos años después; la fachada data de principios del Seicento, sin embargo está fuertemente influenciada por las obras milanesas de Tibaldi y fue diseñada teniendo en cuenta la decoración y la monumentalidad según las Instructiones de Borromeo. El interior fue decorado en gran parte por los hermanos Campi y es uno de los interiores más representativos de finales del siglo XVI en Milán: más que las decoraciones de las seis capillas que se abren a la nave y la división entre el aula y el ambiente destinado a las monjas de clausura, destaca el gran fresco de la bóveda de Vincenzo Campi de la Ascensione di Cristo, gran prueba del ilusionismo perspectivico tardorrenacentista siguiendo los pasos del más famoso falso coro de Bramante en Santa María presso de San Satiro. En general, en la decoración pictórica emerge una cierta influencia con la experiencia manierista del centro de Italia, sobre todo Giulio Romano, mientras que las inspiraciones se pueden ver en los frescos de la cúpula del Duomo de Parma de Correggio en la perspectiva de la bóveda pintada al fresco; finalmente los resultados de la Decollazione di san Giovanni Battista y del Martirio di san Lorenzo de Antonio Campi en la primera y tercera capilla de la derecha a veces se catalogan en la corriente del «pre-caravaggismo».

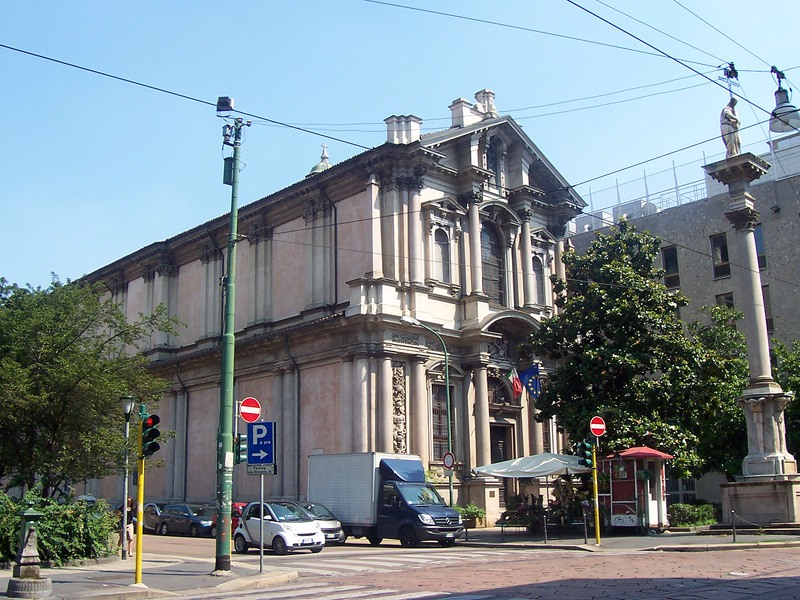
Exterior de la iglesia de San Paolo Converso (1549-1631)
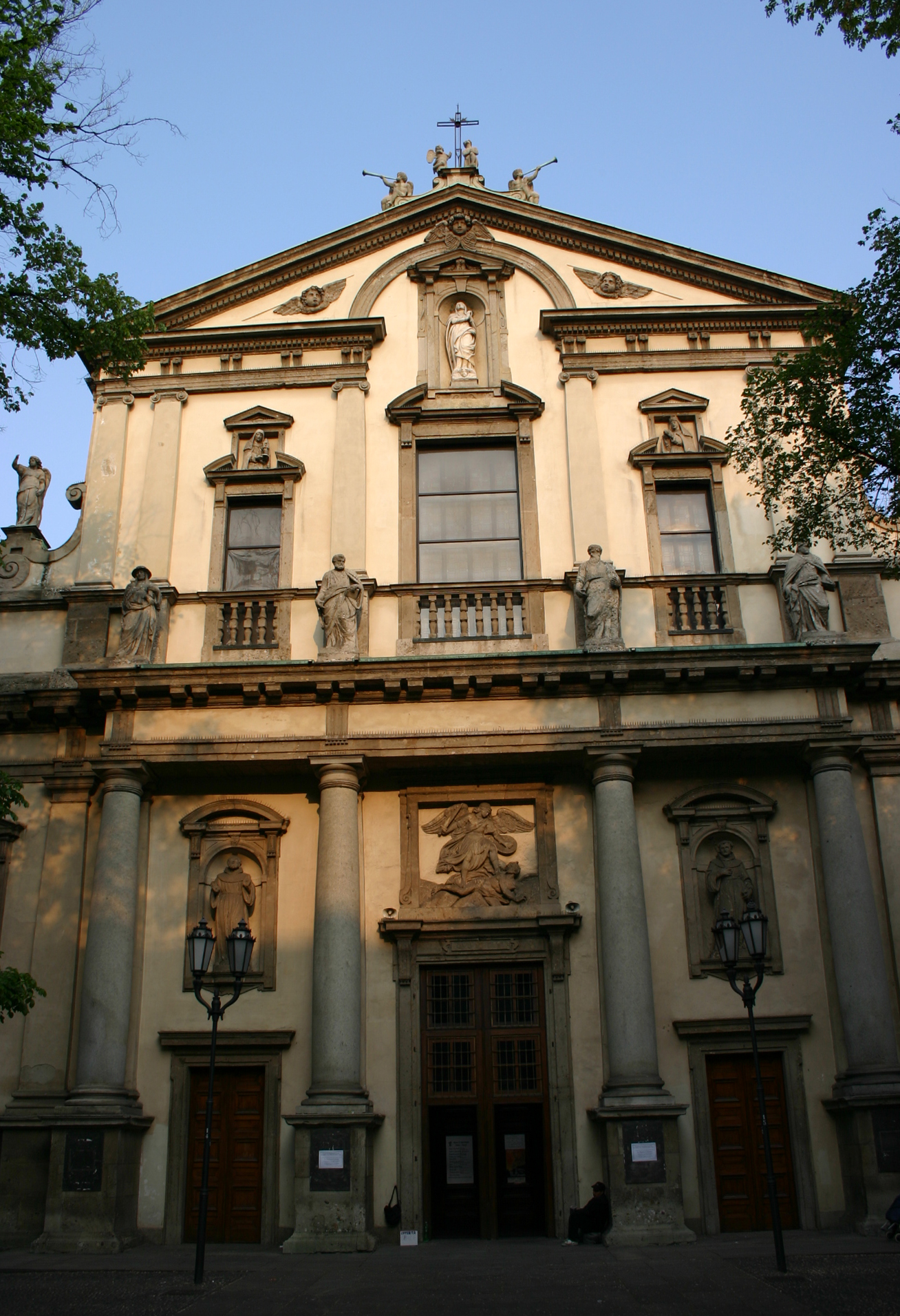
Iglesia de Sant'Angelo  (1552-1630)
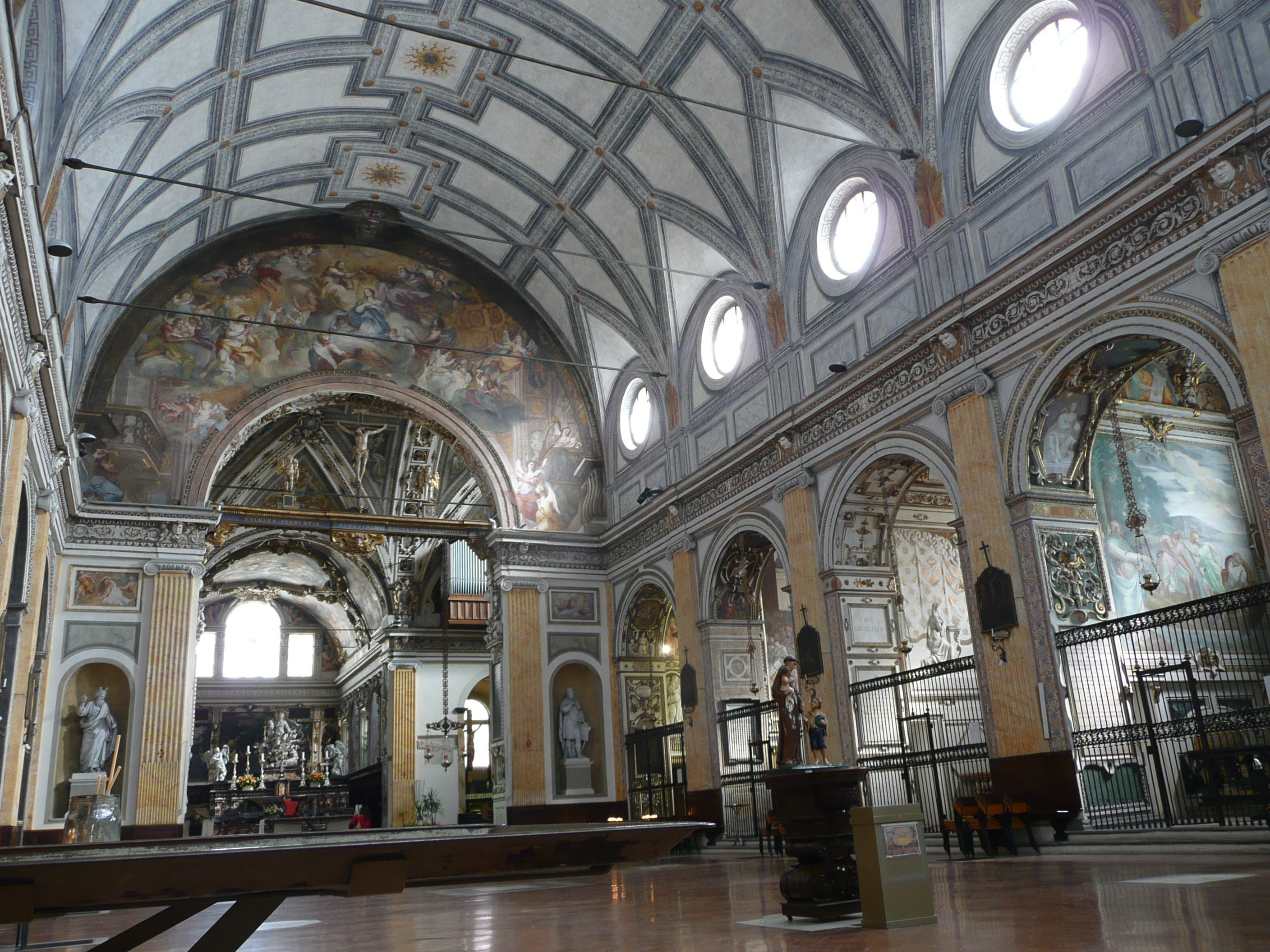
Interior de la iglesia de Sant'Angelo
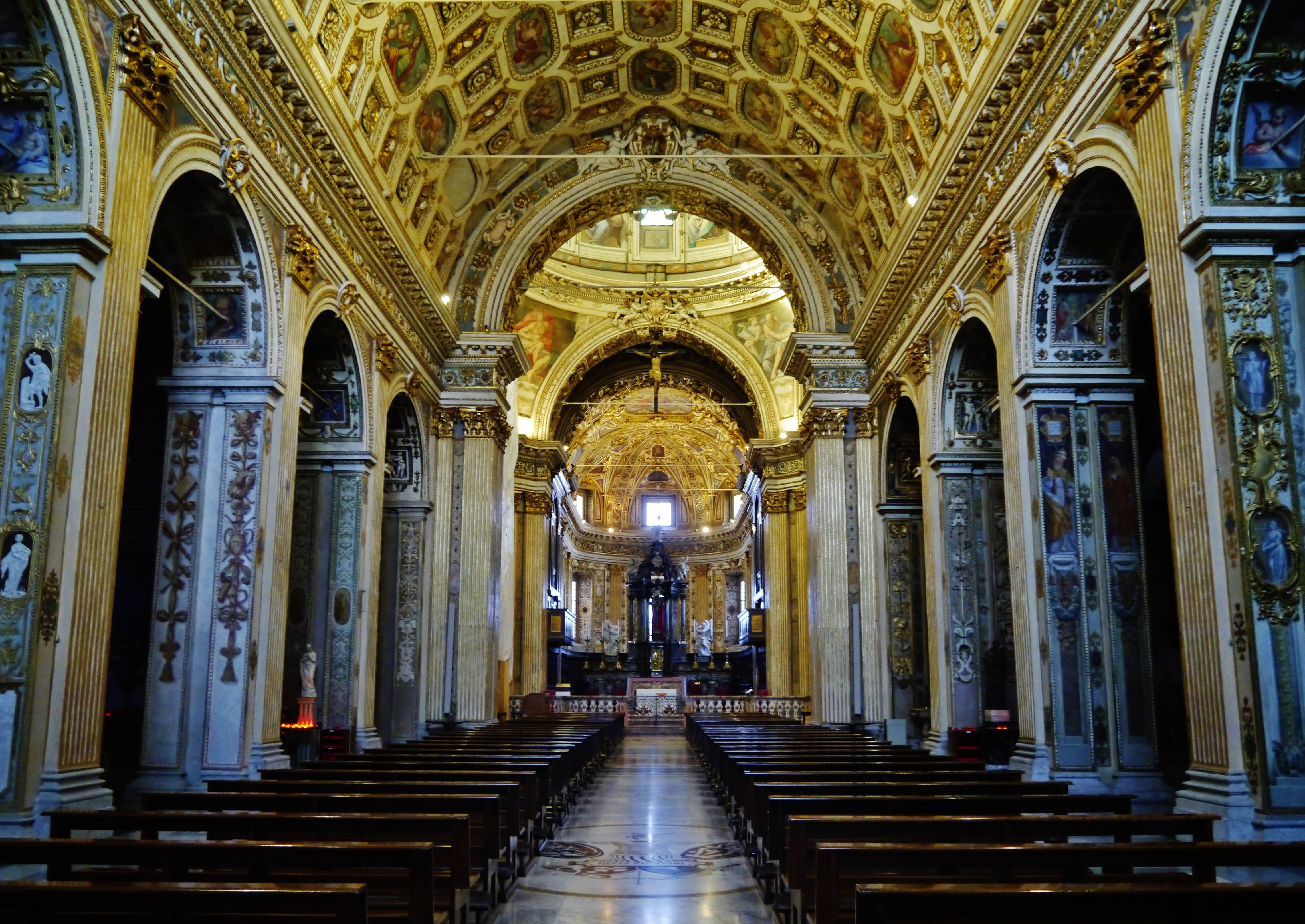
Interior de San Vittore al Corpo

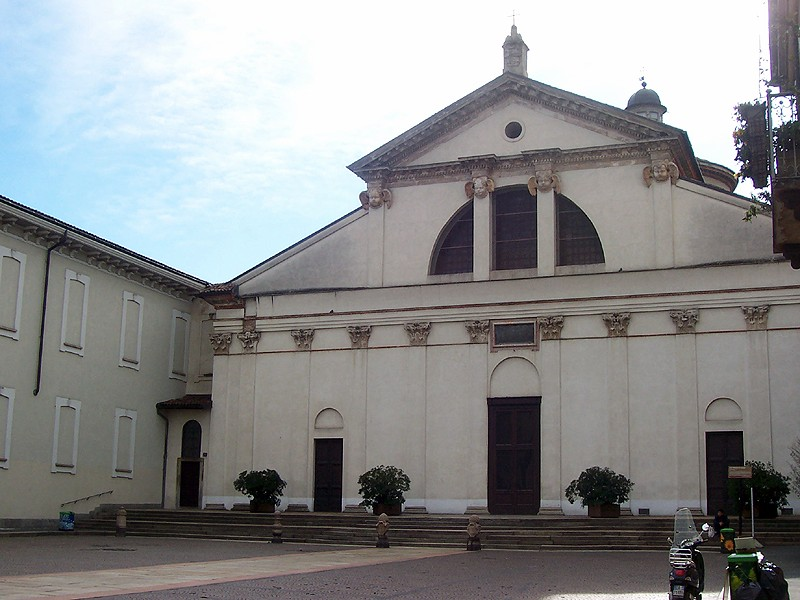
Fachada inacabada de la iglesia de San Vittore al Corpo

La iglesia de Sant'Angelo data de 1552, cuando fue completamente reconstruida después de haber demolido los restos de la antigua iglesia dañada por las guerras que se produjeron en la ciudad en ese período. El proyecto incluía los tres claustros de la iglesia, demolidos en el siglo XX, dando lugar a la fachada que data del siglo XVII: originalmente Giunti había previsto una fachada de proporciones rígidas, sobria y prácticamente sin adornos, que, sin embargo, nunca se construyó. La estructura de la iglesia fue concebida como de cruz latina de una sola nave con bóveda de cañón y un total de dieciséis capillas laterales. En la capilla dedicada a Santa Catalina de Alejandría, se pueden ver a los lados los lienzos de las Storie di Santa Caterina (1564) de Antonio Campi, que sitúa la historia en un ambiente nocturno a menudo retomado en los escenarios de Caravaggio, en el que el pintor cremonés anticipa el luminismo utilizado por el de Merisi; en la capilla de San Gerolamo y la capilla dedicada a la Virgen María hay pinturas de Ottavio Semino de estilo manierista con influencias flamencas, pero mitigadas por las primeras enseñanzas postridentinas, para las que el pintor eligió escenas de la vida cotidiana. También Ottavio Semino pintó al fresco la cabecera del crucero, mientras que la sacristía está adornada con el óleo sobre lienzo de los místicos Sposalizio mistico di santa Caterina (1579) del Peterzano; finalmente se atribuye a Annibale Fontanala la tumba del obispo Pietro Giacomo Malombra.
El primer trabajo de Vincenzo Seregni, en Milán, excluyendo el aprendizaje en la Fabbrica del Duomo, fue en la reconstrucción de la iglesia de San Vittore al Corpo en una colaboración con Alessi: los dos arquitectos anticiparon los cánones arquitectónicos contrarreformistas en la estructura interna gracias a la disposición longitudinal con apertura natural hacia el espacio de la cúpula: la estructura interna fue comparada por James Ackerman con la basílica de San Giorgio Maggiore de Palladio, en la que el arquitecto veneciano combinó la planta central con la planta de cruz latina. Para continuar con las similitudes entre las dos iglesias, el proyecto original incluía para la fachadaun monumental pronaos rematado por un tímpano que reanudaba las particiones de la fachada de San Giorgio.
Construida a partir de 1559 sobre los restos de la antigua basílica paleocristiana de San Vittore, la nueva iglesia se levantó con una orientación invertida respecto a la anterior, y fue necesario demoler el mausoleo imperial de Massimiano para terminar el trabajo; las obras duraron hasta finales del siglo XVII y la fachada nunca se completó según el proyecto original. El interior está dividido en tres naves, la mayor tiene bóveda de cañón mientras que las dos laterales tienen bóvedas de crucería decoradas con estucos y frescos: si la estructura mantiene su aspecto cinquecentesco, las decoraciones son en su mayoría del siglo XVII. Destaca el coro de madera de finales del siglo XVI con las Storie di san Benedetto basadas en los cincuenta grabados de Aliprando Caprioli sobre la vida y los milagros del santo.
Alessi continuó en su programa contrarreformador con la construcción de la nueva iglesia de San Barnaba para los padres Barnabitas, una orden creada recientemente para promover la difusión de la doctrina tridentina: la planta interior de una sola nave puede considerarse una de las primeras intentos de "basílica de la Reforma". Desde una fachada decorada, aunque sin el plasticismo típico de finales del siglo XVI, se accede al interior dividido en tres ambientes para permitir la vida monástica de la orden y las plegarias de los fieles: el primer ambiente se compone de una única nave con bóveda de cañón, disposición deseada para mejorar la acústica en las prédicas de los frailes hacia los fieles, mientras que los otros dos consisten en el presbiterio de base rectangular con bóveda de pabellón y el coro de base cuadrada con bóveda de crucería. Entre las obras internas destaca la Pietà de Aurelio Luini en la segunda capilla derecha, San Gerolamo de Carlo Urbino en el coro, y las primeras obras de Peterzano en Milán con laVocazione dei santi Paolo e Barnaba y los Santi Paolo e Barbaba a Listri en las que todavía emerge claramente la influencia de su educación veneciana, en particular de Tiziano y Tintoretto. Finalmente, cabe señalar que algunas obras de los hermanos Campi y Lomazzo, una vez presentes en la iglesia, ahora se exponen en la Pinacoteca di Brera.

### El prototipo de iglesia de la Contrarreforma: la iglesia de San Fedele
En todo caso, la nobleza de esta arquitectura de estilo antiguo no sólo es incuestionable, sino que es lo más arquitectónico, en sentido propio, que se ha hecho en Italia entre Miguel Ángel y Palladio.
Comunque, la nobiltà di questa architettura di gusto antico, non solo è indubbia, ma è quanto di più architettonico, in senso proprio, sia stato fatto in Italia tra Michelangelo e Palladio.
Cesare Brandi, Disegno dell'architettura italiana (1985)

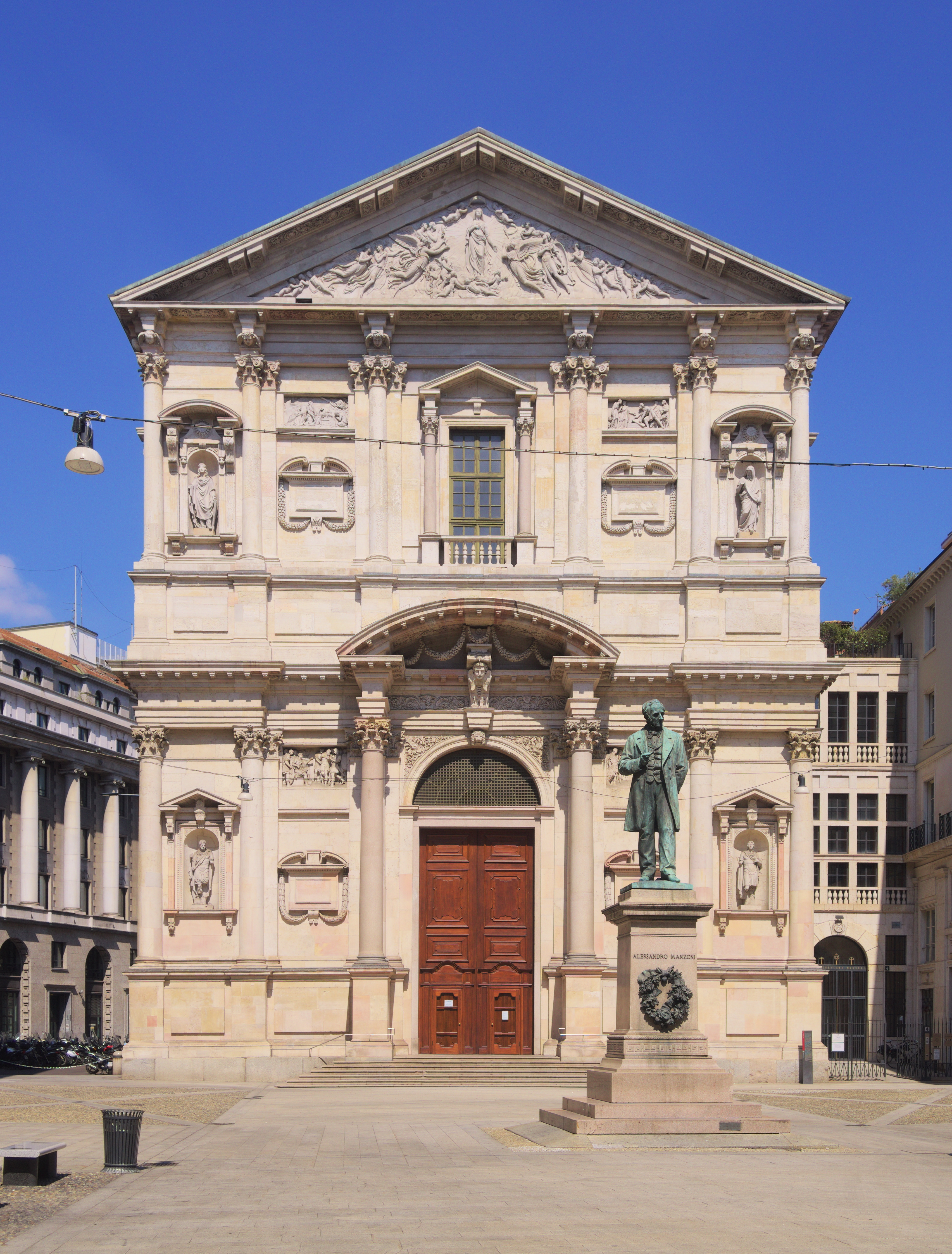
Fachada de la iglesia de San Fedele

En el programa contrarreformador del cardenal Carlo Borromeo en la ciudad de Milán, también estaba la intención de a la ciudad la compañía de los jesuitas que había tenido la oportunidad de conocer durante sus estancias en Roma: el cardenal instaló su sede en la antigua iglesia de San Fedele, que resultó ser inadecuada a la propaganda borromiana, por lo que se encargó a Pellegrino Tibaldi la construcción de un nuevo edificio. La construcción duró muchos años, y entre las diversas intervenciones también estuvo la demolición de algunos bloques de viviendas para dar paso a la plaza de enfrente: sobre la estructura de la iglesia se han hecho muchas comparaciones con la basílica de Santa Maria degli Angeli e dei Martiri y con la romana iglesia del Gesù del Vignola, junto a la cual es considerada el modelo de la «iglesia de la contrarreforma».
Aunque los dos arquitectos nunca se habían puesto en contacto, el superintendente de las construcciones jesuitas Giovanni Tristano pudo ayudar a Tibaldi en la obra de Milán: ambas iglesias tienen una planta de una sola nave con el punto de fuga natural hacia el altar dominado por el espacio más luminoso de la cúpula, creando así una direccionalidad vertical y anticipando los temas del «dinamismo estático» barroco. Las similitudes continúan en la decoración de la fachada en la que se concentra la decoración en detrimento de los flancos.

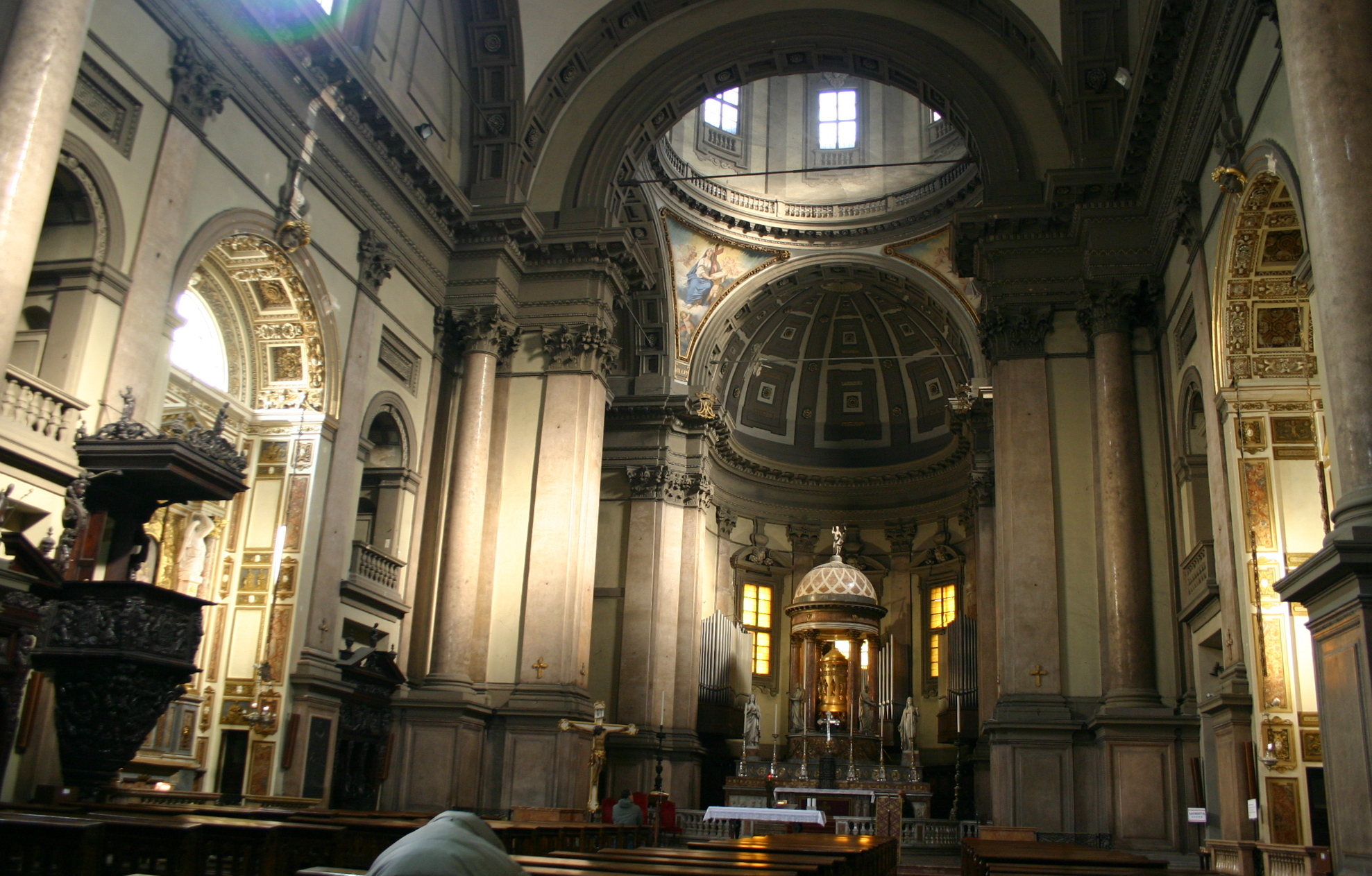
Interior de la iglesia

La fachada del edificio se proyectó teniendo en cuenta la apertura posterior de una plaza, que de todos modos habría sido estrecha, por lo que las medidas y proporciones de la iglesia se dimensionaron de forma que dieran al pequeño espacio un aspecto tan monumental como fuese posible. El esquema compositivo del frente se organiza en dos órdenes horizontales y se divide en cinco particiones verticales: en la central se encuentra la portada con un tímpano curvilíneo sostenido por columnas corintias; las partes laterales muestran cierta simetría con bajorrelieves y hornacinas, todo ello rematado por un tímpano triangular. La fachada así obtenida representa un punto de encuentro entre la plasticidad típicamente manierista y los cánones de la arquitectura contrarreformada.
La misma división en dos órdenes del frente se retoma también para la fachada lateral, cuyo orden superior descansa directamente sobre el orden inferior, en lugar de retranquearse como era habitual para crear el espacio de las capillas laterales: esta solución no tiene precedentes en el siglo XVI, tanto milanesa como romana y, como tal, también fue una de las primeras iglesias en presentar los dos órdenes de la fachada principal de igual tamaño. Si no faltan ejemplos de fachadas con órdenes superpuestos de igual anchura, pero la fachada cubría también el retranqueo de los lados. Para el esquema de la fachada principal así como para el tímpano decorado, terminado según el proyecto original recién en el siglo XIX, Tibaldi se inspiró en la partición en cinco campos verticales del proyecto de la iglesia de Santa Maria presso San Celso. En cuanto al portal, Pellegrino Tibaldi se adhirió al modelo de la iglesia del Gesù incluso con numerosas deudas estilísticas con Miguel Ángel en las ventanas de la fachada lateral, cuyos marcos siguen los del Palazzo dei Conservatori, o en los nichos similares a los de la basílica de San Pedro.

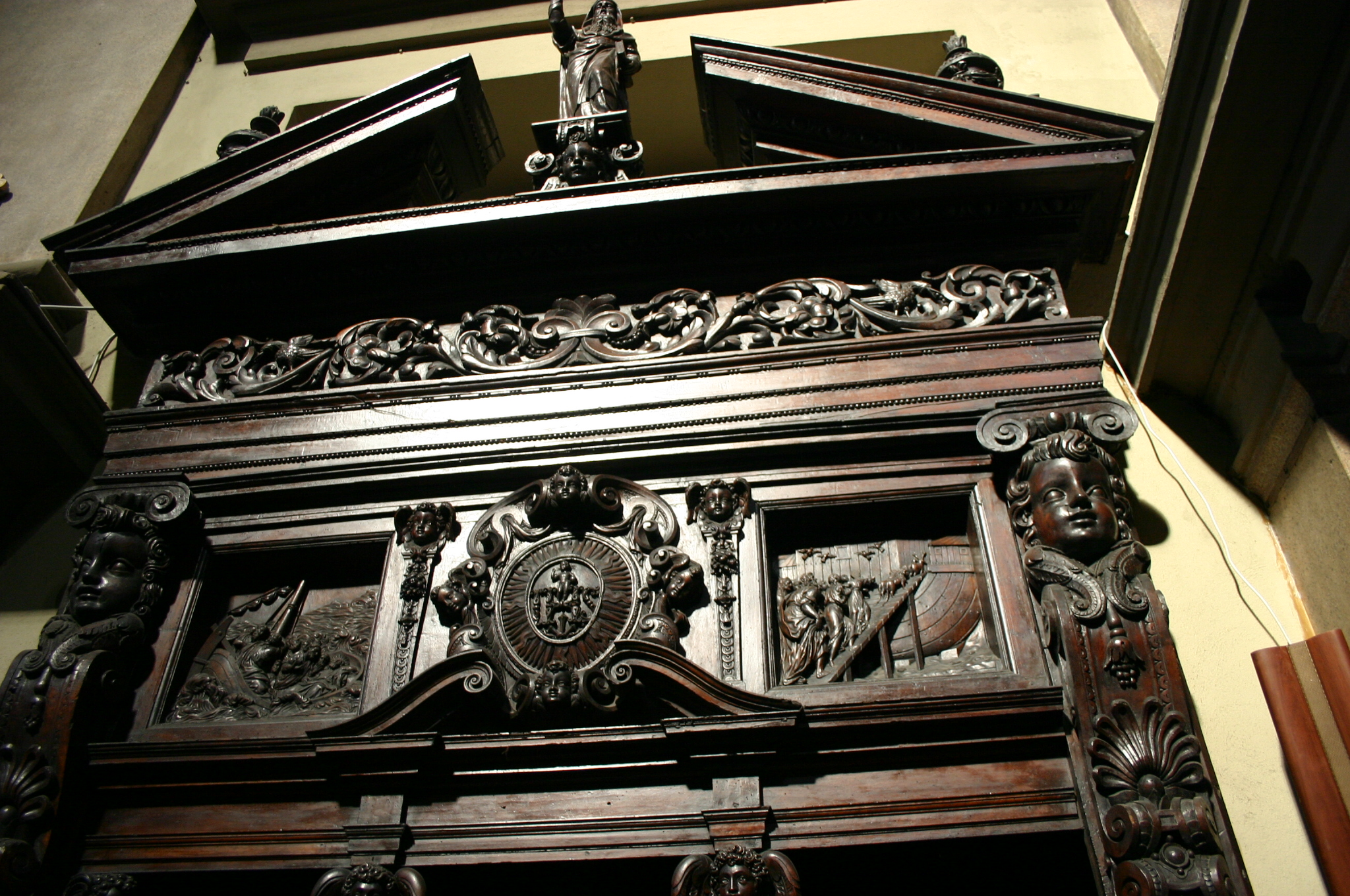
Detalle del confesionario de madera

El interior es de una sola nave cubierta con bóveda, con capillas laterales y confesionarios de madera tallada en el espesor de los muros. A lo largo de toda la iglesia hay columnas de orden gigante independientes de los muros perimetrales, siguiendo el ejemplo de la iglesia de San Bernardino en Urbino y de la iglesia de San Salvatore  en Spoleto. Esta solución cumple una función unificadora del ambiente dedicado a los fieles, bien delimitado por los lugares dedicados a la prédica y administración del sacramento siguiendo el ejemplo de la iglesia del Gesù y de las normas de Borromeo. La característica seguramente más conocida de la iglesia es sin duda el espacio creado por las bóvedas sostenidas por columnas gigantes que descansan sobre un pedestal, y con toda probabilidad fue la primera iglesia milanesa decorada con un orden de columnas de ese tamaño. Al obtener los espacios del muro para las capillas, con tres campate con una central más larga flanqueada por dos menores, se inspiró en la San Andrés de Alberti en Mantua, un esquema que fue muy utilizado, por ejemplo por Bramante y Giulio Romano. En el interior hay, además de los confesionarios de madera tallada que representan Scene della vita e della passione di Cristo, los retablos del Deposizione de Peterzano y la Trasfigurazione dy Bernardino Campi.
La iglesia de San Fedele representó el prototipo de las iglesias jesuitas de los años venideros: visitada por varios arquitectos jesuitas como Pieter Huissens, Heinrich Schickhardt y Joseph Fürttenbach,, el modelo de la iglesia fue retomado explícitamente en las iglesias de Sant'Ignazio de Arezzo, san Carlo en Bastia, Sant'Andrea en Savona y la iglesia del colegio de Fidenza, así como la iglesia de los santos mártires de Turín. La iglesia también fue un punto de referencia para la arquitectura del área de Milán, como en la iglesia de iglesia de Sant'Ambrogio alla Vittoria de Parabiago en la disposición y proporciones del espacio, o en la iglesia de San Giuseppe de Richini y en la Sant'Alessandro de Lorenzo Binago, que hacen uso del orden gigante de columnas destacadas del muro, motivo pronto retomado fuera del ciudad en el nuevo Duomo de Brescia de Lantana y en la capilla real de los Inválidos de Mansart; mientras que en el San Giorgio al Palazzo y en el Santuario del Crocifisso de Como se hace un uso de la bóveda de crucería bastante similar al de San Fedele.
De manera más general, el uso frecuente que se ha hecho del modelo de la iglesia, la amplia gama de citas de modelos célebres, así como su adhesión a las normas de las Instrucciones, hacen de la iglesia de San Fedele el prototipo de la Iglesia de la Contrarreforma.

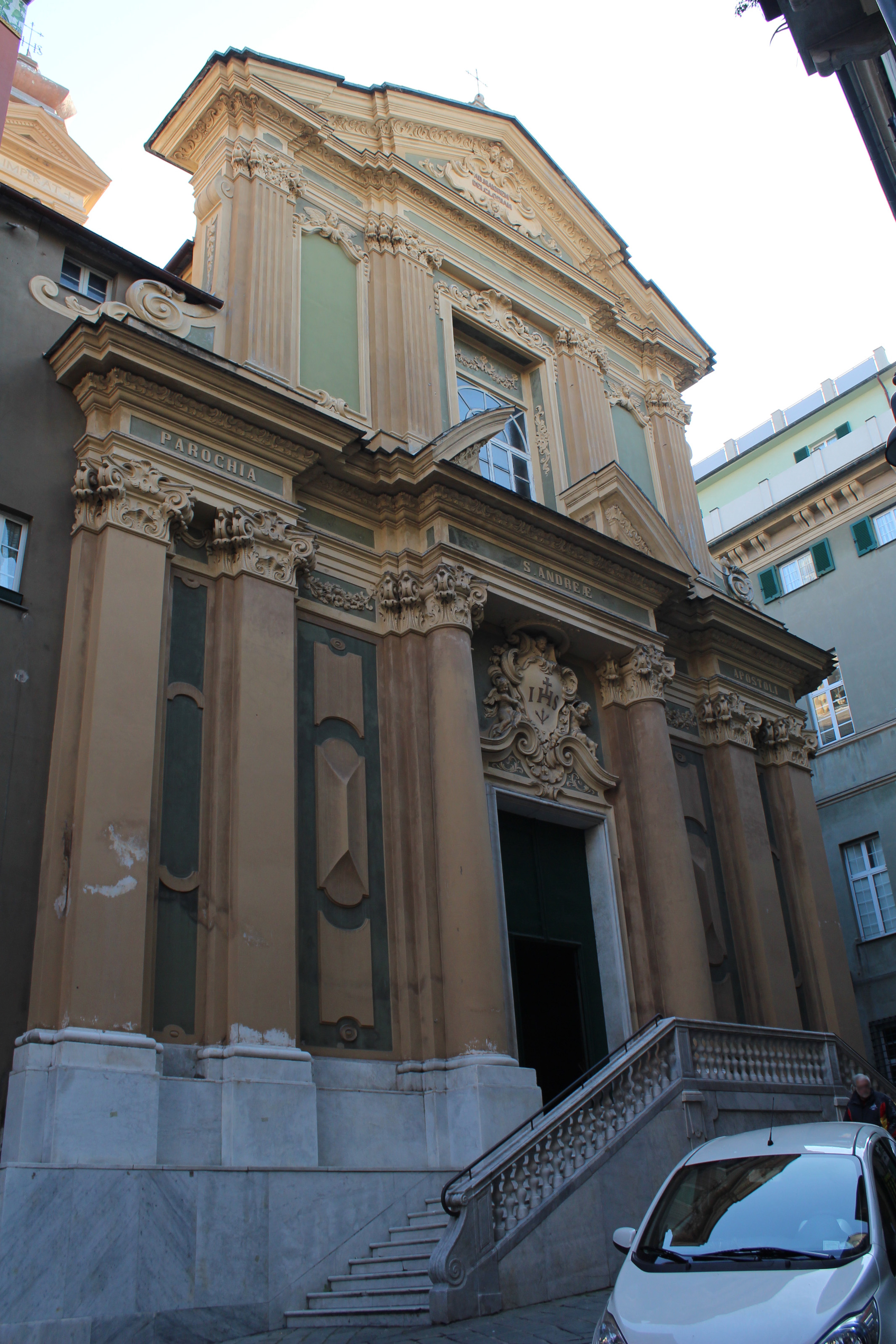
Chiesa_di_Sant'Andrea_Apostolo,_Savona,_2013.JPG
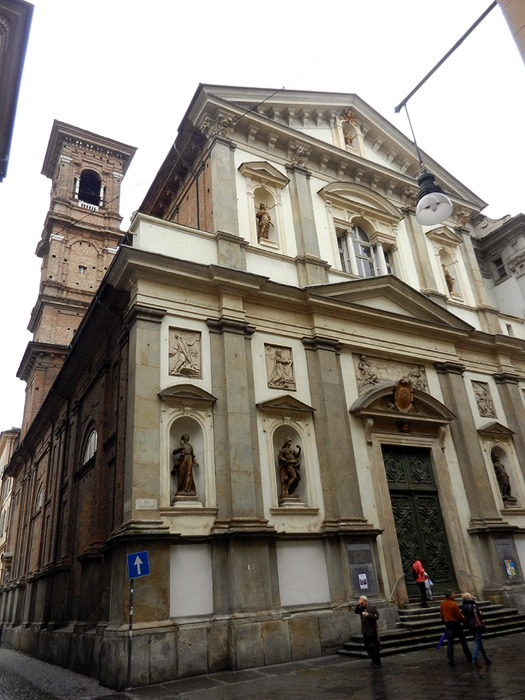
3264TorinoSsMartiri.jpg
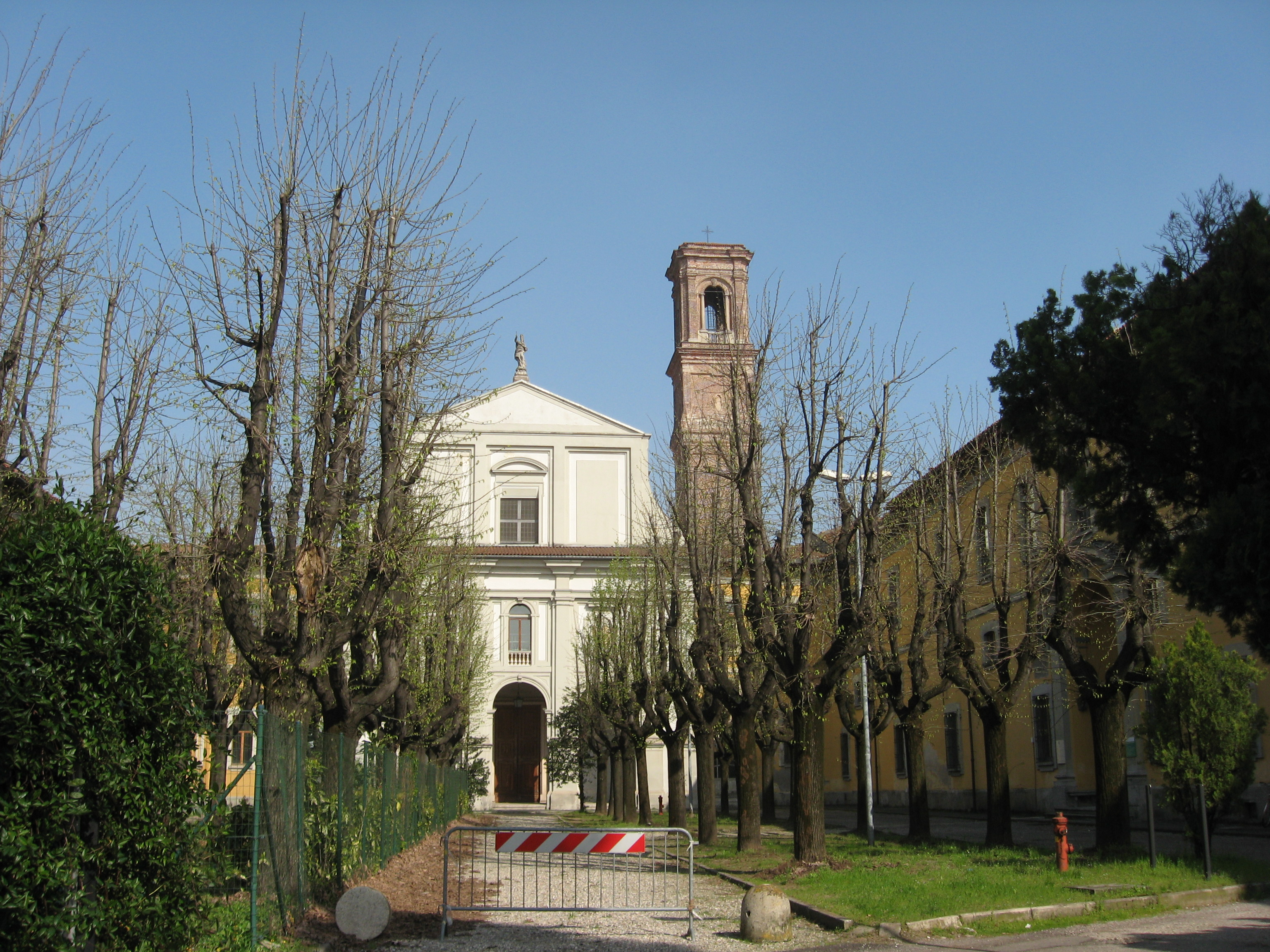
Sant'Ambrogio della Vittoria (Parabiago)
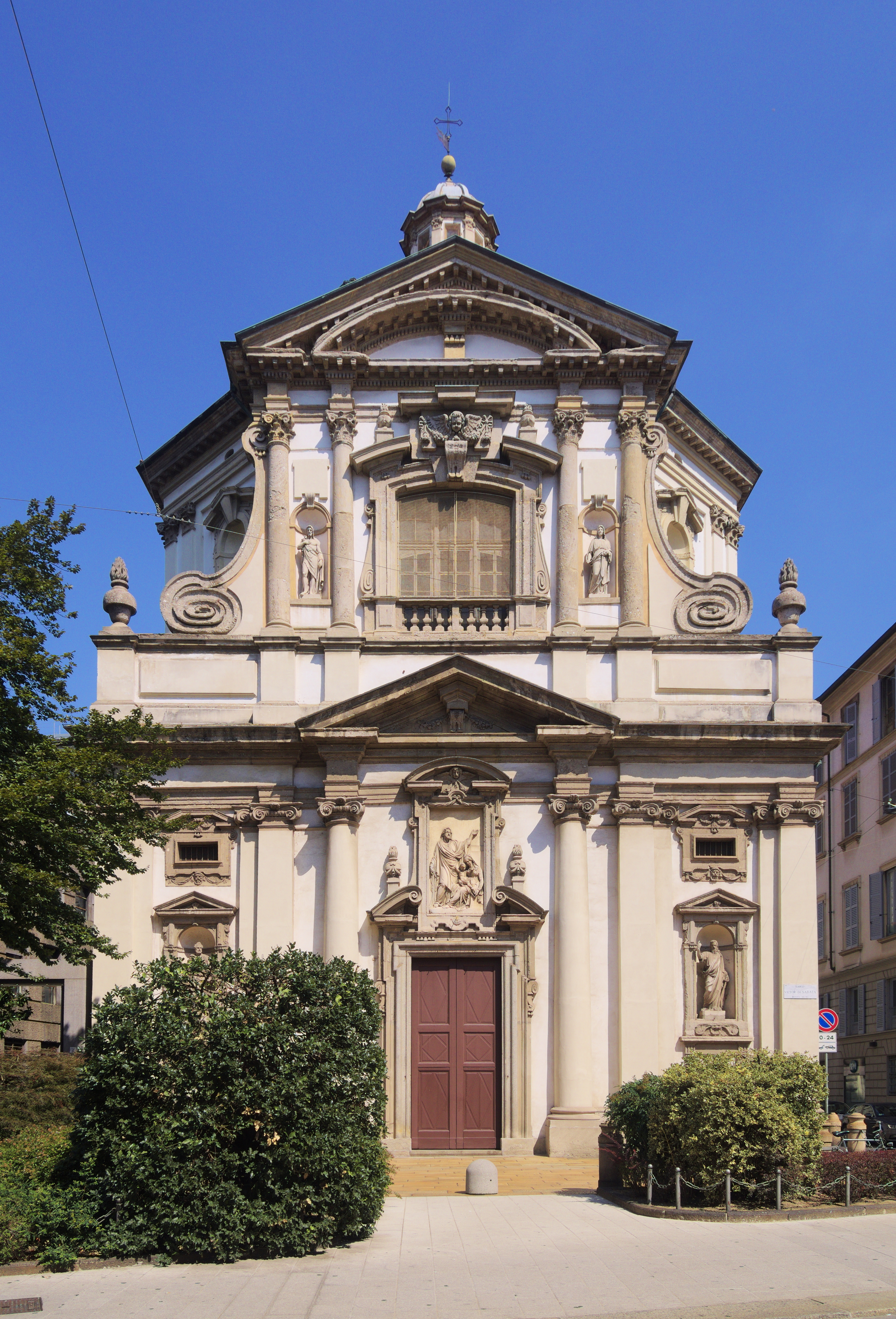
:San_Giuseppe,_Milano_2367.jpg
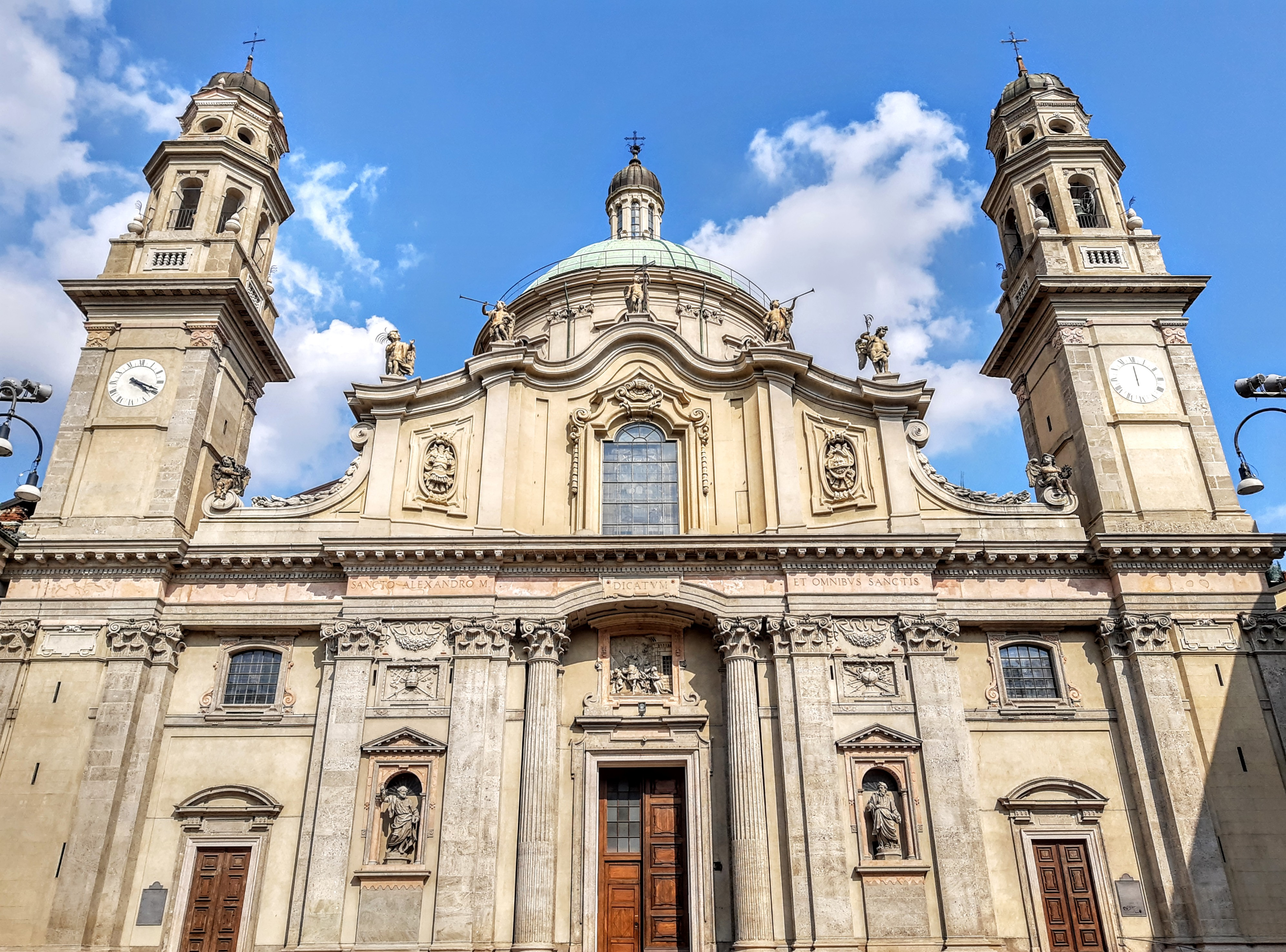
Iglesia de San Alessandro in Zebedia (1601-1658)
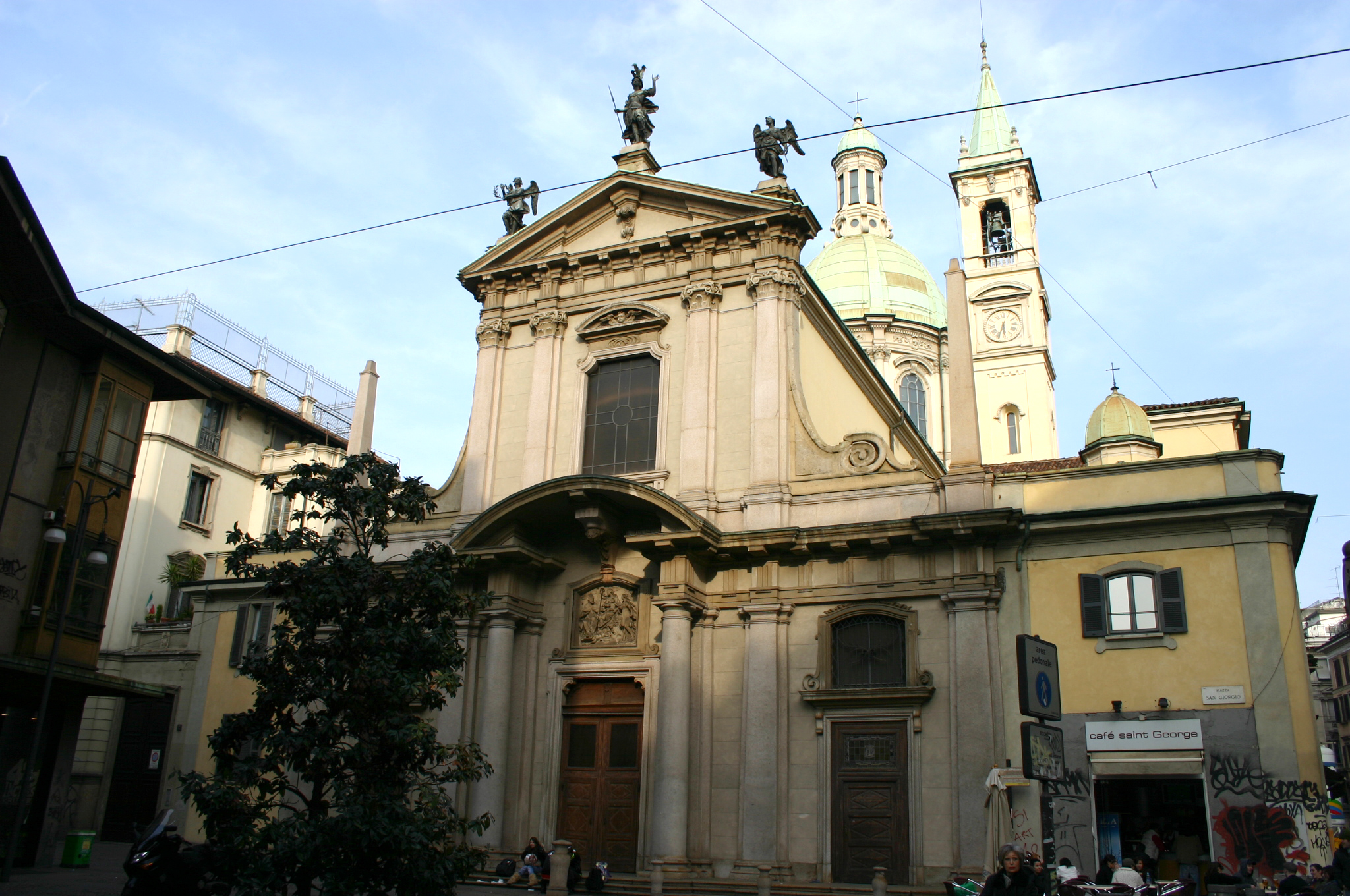
Chiesa di San Giorgio al Palazzo

### La iglesia de lasInstructiones

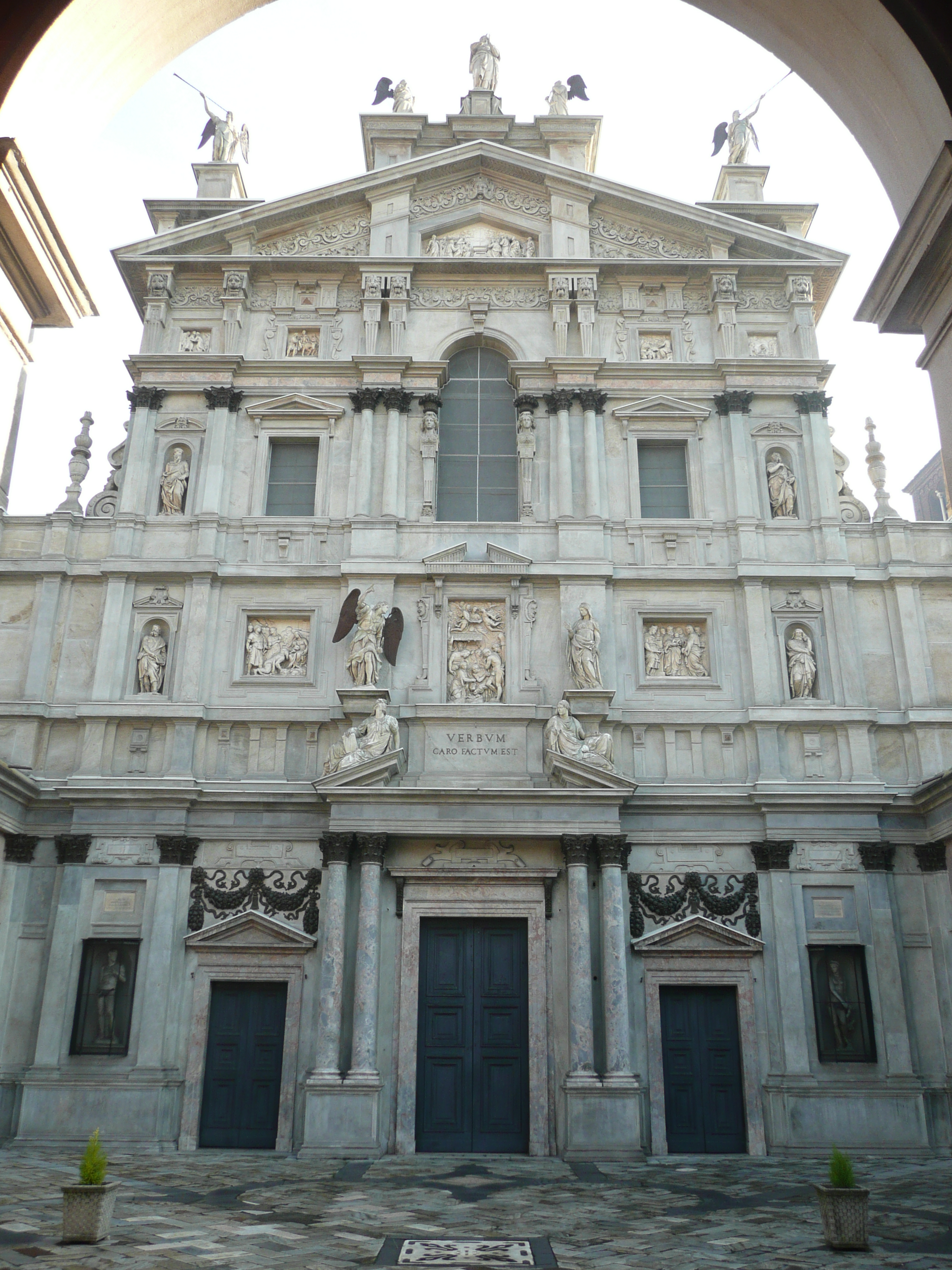
Fachada de la iglesia de Santa Maria presso San Celso

La iglesia de Santa Maria presso San Celso se empezó a construir en el siglo XV, pero gran parte de su aspecto se debe a proyectos realizados a partir de 1570. La fachada fue diseñada por Alessi, originalmente basada en los dibujos de Miguel Ángel para la florentina basílica de San Lorenzo. El proyecto fue luego modificado y completado por Martino Bassi: sin embargo, se pueden reconocer los elementos típicos del arquitecto perugiano ya presentes en el Palazzo Marino, que se traducen en una rica decoración plástica, en contraste, sin embargo, con el cuadripórtico tardorrenacentista de Solari preexistente. La fachada es de mármol, dividida en cuatro órdenes horizontales y cinco verticales, y se centra en la rica portada con un tímpano quebrado sostenido por cuatro columnas: la parte central es la más decorada, con estatuas que rematan la portada, ricos bajorrelieves, y el ventanal contenido en el espacio de un doble orden de pilastras que sostienen el tímpano con historias esculpidas de la Biblia. La rica decoración del frente se extiende por todo el espacio disponible con estatuas y bajorrelieves realizados principalmente por Annibale Fontana y Stoldo Lorenzi,, cuyo tema principal es la Anunciación y la Asunción de la Virgen María.
La iglesia presenta en el interior un aparato escultórico tan rico como en el exterior: en particular, la estatua de la Vergine(1586) en el altar de la Vergine dei Miracoli diseñado por Martino Bassi y San Giovanni Evangelista en la tribuna obra de Fontana, y el David e Mosè junto al órgano de la contrafachada y San Giovanni Battista con Abramo (1578) en la tribuna de Stoldo Lorenzi. El coro es de hecho una obra de escultura debido a la complejidad de sus formas y fue construido por Paolo Bazza a partir de 1570 para ser terminado muchos años después con muchos cambios en el proyecto original. El altar mayor, diseñado por Martino Bassi en 1584, está en línea con la rica decoración de la iglesia y representa bien las artes decorativas milanesas que en ese momento alcanzaron su máximo esplendor: está enmarcado por el coro de madera diseñado por Galeazzo Alessi. Por último, cabe mencionar el retablo de la Resurrezione de Antonio Campi, en el que el pintor hizo gala de su destreza en la pintura ilusionista.
Tras las varias renovaciones de iglesias antiguas, estaba la de la Certosa di Garegnano, con la adición del pórtico y el proyecto de una nueva fachada a partir de 1573 bajo la dirección de Vincenzo Seregni: la fachada actual dividida en tres órdenes decrecientes no sigue perfectamente el proyecto original, por lo que se cree que sufrió algunas modificaciones durante los primeros años del siglo XVII debido a sus referencias al primer estilo barroco. Aunque la decoración interior es en su mayor parte del siglo XVII, destacan los frescos de la Crocifissione, la Adorazioni dei Magi e dei Pastori y el retablo que representa a la Madonna col Bambino e santi de Simone Peterzano, en que muestra una pintura mitigada de las normas contrarreformadoras impuestas por los frailes cartujos de la iglesia.

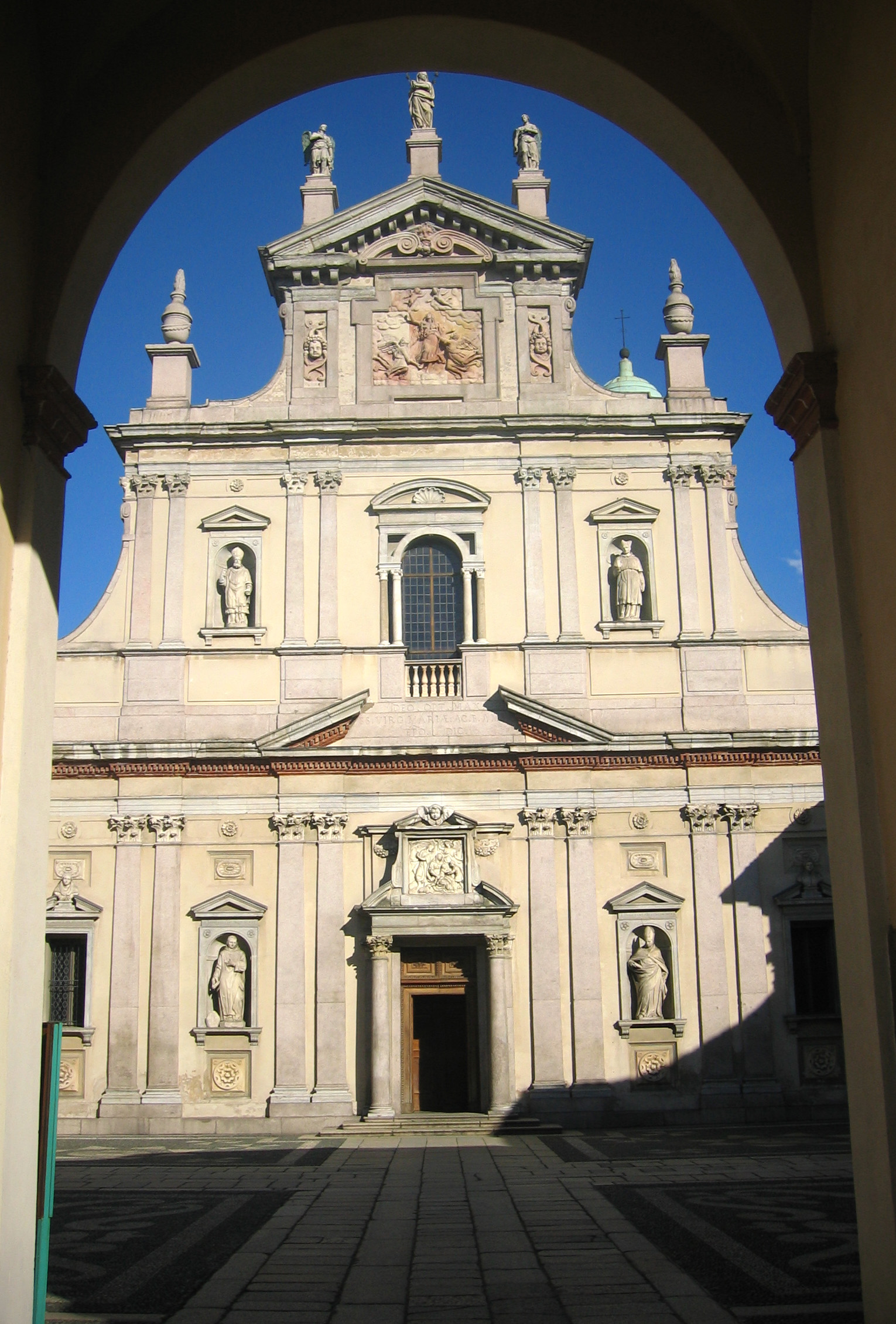
Fachada de la cartuja de Garegnano

Entre las obras más importantes de Martino Bassi también se puede incluir la reconstrucción en formas clasicistas de la cúpula de la casilica de San Lorenzo, que se derrumbó en 1573: en las nuevas formas de la cúpula probablemente se inspiró Borromini para la cúpula de Sant'Ivo alla Sapienza. La reconstrucción debió involucrar realmente la estructura en su totalidad, sin embargo, gracias al estricto control del arzobispo, las obras incluyeron únicamente la cúpula y la remodelación de otras partes menores de la iglesia, dejando intacta, por expresa orden de Borromeo, la planta con el camino anular.
El proyecto para concluir el sitio de construcción de Santa Maria della Passione, se remonta a 1576, en el que Martino Bassi transformó el edificio en ese momento con una planta de cruz griega, una estructura que no gustó a las autoridades post-tridentinas, a favor de una estructura de cruz latina alargando la nave, con el resultado final de una iglesia de tres naves, con los dos exteriores flanqueados por capillas semicirculares extradosadas: el obispo de Famagusta Gerolamo Ragazzoni en una visita posterior a la finalización de la obra elogió la obra por su fidelidad a las nuevas normas arquitectónicas. La elección de capillas visibles en el exterior como semicilindros fue una de las soluciones más particulares de la obra y sigue el proyecto inconcluso de Brunelleschi para la basílica de Santo Spirito en Florencia. Entre las obras relativas a la segunda mitad del siglo XVI en el interior de la iglesia se encuentran las puertas del órgano de Carlo Urbino, el transepto derecho pintado al fresco por el pintor Cremasco y el retablo de la Crocifissione (1560) de Giulio Campi. Las imponentes dimensiones que resultaron de la modificación de la iglesia llevaron a la reconstrucción de la calle que conducía frente a la iglesia: de un callejón sinuoso y angosto se pasaba a un camino más ancho y rectilíneo que permitía observar mejor la iglesia.
En cambio, hay dos iglesias construidas con planta central a pesar de la preferencia de Borromeo por la planta de cruz latina, ambas de Tibaldi: la iglesia de San Carlo al Lazzaretto y la iglesia de San Sebastiano, que también están unidas por la circunstancia común de la construcción, ocasionada por la peste que en aquellos años asoló la ciudad.
La iglesia de San Carlo al Lazzaretto fue encargada por Carlo Borromeo en 1580 a Pellegrino Tibaldi, aunque en realidad las obras fueron realizadas por Giuseppe Meda. La edificación se componía de una planta central octogonal con otras tantas aperturas; el edificio sirvió originalmente como un templo abierto para el altar ya presente en el centro del Lazzaretto. La elección de la planta central obedeció a precisos criterios funcionales señalados en las Instructiones, de hecho, la planta central abierta habría permitido a todos los presentes en el hospital asistir a misa sin necesidad de moverse, criterio nada desdeñable si se piensa en las condiciones de los apestados: la solución se retomó años después para la construcción de la capilla del Lazzaretto en Verona.

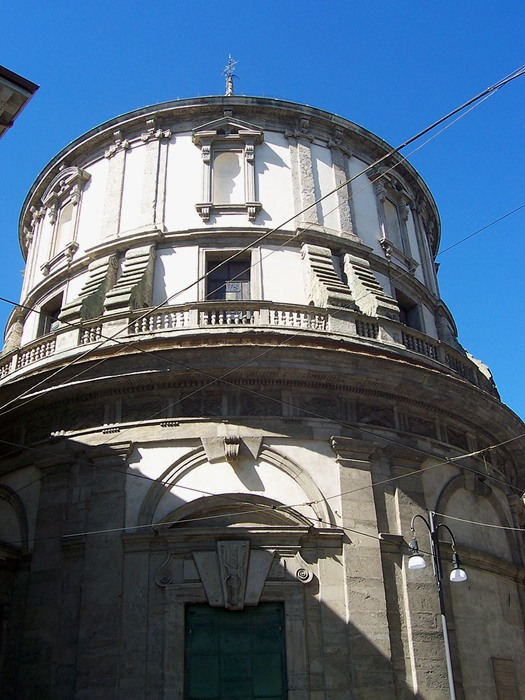
Entrada de la iglesia de San Sebastián

Por la misma razón, el cardenal Borromeo ordenó entonces que se construyeran 19 altares en varios puntos de la ciudad donde se celebrarían misas diarias a las que pudieran asistir los apestados encerrados en sus casas. De estos altares, quedan hoy la colonna di san Martiniano cerca del Verziere, la colonna di san Marolo en San Nazaro y la colonna di sant'Elena en San Paolo Converso.
La construcción de la iglesia de San Sebastiano se inició en 1577 como agradecimiento al santo por el fin de la peste. En este caso, la solución de la planta central constituyó una excepción a las reglas postridentinas: era posible encontrar excepciones a las instrucciones por razones funcionales o ambientales, como la falta de espacio, ambas razones no reconocibles en este caso. La estructura es aún más una excepción dadas las referencias explícitas al Panteón y al templete de San Pietro in Montorio bramantesco, así como a la cúpula enmascarada por el tambor inspirado en el baptisterio de San Giovanni.en Florencia. Sin embargo, el arquitecto hizo cambios precisos en la estructura interna para crear espacios que acentuaran la direccionalidad entre la entrada y el altar del edificio; anticipación del tema de la planta central barroca alargada. Cabe señalar que por este comportamiento reconocido en algunos artistas, que es el uso de las normas sobre arquitectura sin desligarse o superarse por completo de la cultura humanista, se ha hablado de «Manierismo crítico».
Finalmente se debe a Tibaldi la iglesia de San Raffaele construida a partir de 1579, en la que destacan las decoraciones con ermas esculpidas de orden inferior. En su interior se encuentra el retablo de San Matteo e l'angelo (1586) de Ambrogio Figino en el que se observa una mezcla del clasicismo de Miguel Ángel y del naturalismo lombardo, que probablemente sirvió de modelo de inspiración para las dos versiones sobre el mismo tema de Caravaggio para la capilla Contarelli.
La iglesia de Santa Maria al Paradiso fue construida sobre un antiguo convento franciscano: la construcción comenzó en 1590 y ya estaba terminada en 1604. A la antigua implantación se debe la nave única con ocho capillas laterales, pintadas al fresco a finales del siglo XVII, y el coro de madera con veintiún santos, todos ellos orientados hacia el altar mayor.

### Las obras del duomo

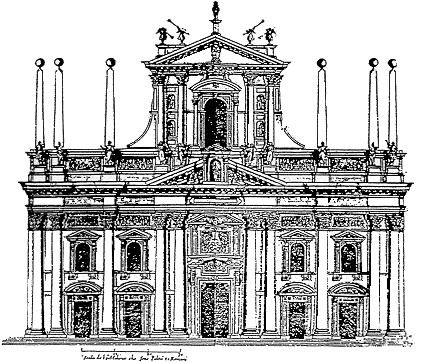
Proyecto de Tibaldi para la fachada de la catedral de Milán

Por último, no podía faltar una intervención del cardenal Borromeo para adaptar la catedral de la ciudad a la nueva normativa tridentina, dando así un empujón a las obras de la fábrica que habían avanzado lentamente desde la caída del ducado.
Las principales intervenciones en cuanto a valor artístico y número fueron obra de Pellegrino Tibaldi, «favorito» del cardenal: uno de los principales debates de la época fue por el diseño de la fachada. Tibaldi propuso una solución acorde con el estilo de la época que se destacase del resto de la catedral gótica que se puede incluir entre los proyectos no realizados más importantes de la época, que Cesare Brandi describe de la siguiente manera:

Las bellísimas inserciones clásicas que aún, por fortuna, se han conservado representan una de las demostraciones más extraordinarias de la legalidad de la convivencia entre dos estilos antagónicos.
Le bellissime inserzioni classiche che ancora, per fortuna, sono state conservate rappresentano una delle più straordinarie dimostrazioni di liceità di convivenza fra due stili opposti.
Cesare Brandi

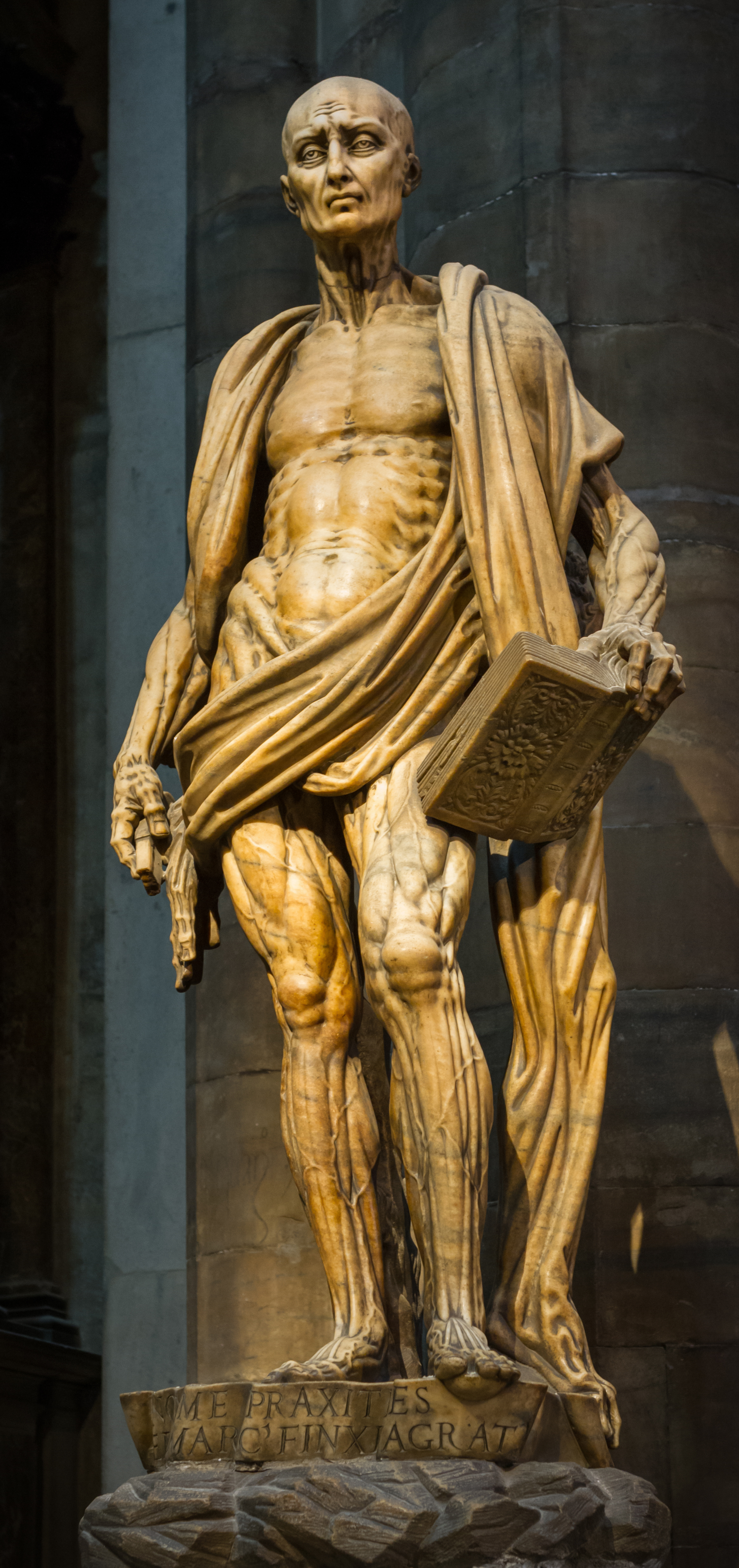
Marco d'Agrate, San Bartolomeo scorticato

El proyecto preveía una fachada en dos órdenes: el inferior marcado por gigantescas columnas corintias que soportan el entablamento, correspondiente a las naves laterales, y un orden superior correspondiente a la nave central flanqueada por obeliscos monumentales. Del proyecto sólo se construyeron los cinco portales inferiores y las ventanas sobre los cuatro portales laterales, además no bajo la supervisión de Tibaldi, sino de su principal alumno Francesco Maria Richini.
En el interior, debido a Tibaldi, se encuentran los tres altares monumentales en la nave lateral derecha cerca del transepto, que comparten la estructura de mármol policromado con el frontón  sostenido por columnas corintias, adornado con varias estatuas. Su mayor aportación a la decoración interior, sin embargo, se produjo en la zona del presbiterio: suyos son los diseños del templete de planta cuadrada con columnas corintias sobre el baptisterio, y buena parte de la disposición del altar mayor, sobre todo el ciborio  en bronce en forma de templete circular con ocho columnas que sostienen una cúpula adornada con estatuas, una obra maestra de la fundición del siglo XVI. Debajo del altar se encuentra la cripta de San Carlo Borromeo, organizada en dos recorridos anulares, circular y octogonal respectivamente, sobre los cuales estalló una furiosa polémica con Vincenzo Seregni por supuestos problemas de estática de la estructura. Finalmente, Pellegrini se encargó del solado de mármol de la catedral y de los dibujos del coro de madera tallada con las Storie di sant'Ambrogio y la Storia degli arcivescovi milanesi. Por último, son de esta época los órganos norte y sur, encargados respectivamente a Giovanni Giacomo Antegnani y a Cristoforo Valvassori, y las puertas relativas de Giuseppe Meda y Ambrogio Figino.

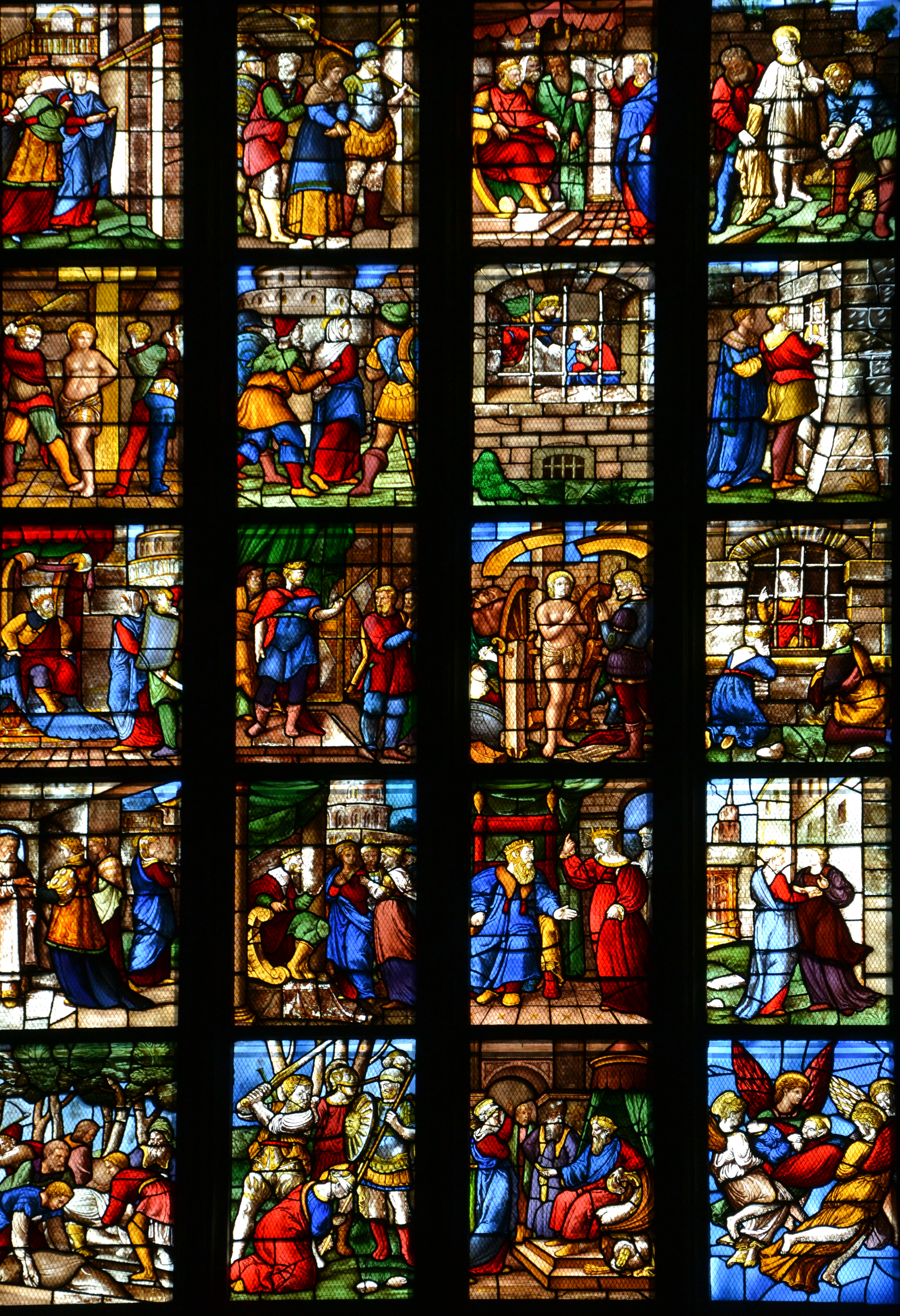
Giuseppe Arcimboldi, Vetrata di santa Caterina

Obra de Leone Leoni es el monumento funerario a Gian Giacomo Medici en el brazo meridional de la cruz, encargado por su hermano el papa Pío IV, a propuesta de Miguel Ángel consultado originalmente para la obra, al escultor de Arezzo. La obra está sostenida por seis columnas de mármol enviadas desde Roma directamente por el pontífice, en medio de las cuales se representa al difunto en forma de soldado romano, flanqueado por estatuas de la Milizia y de la Pace, con dos estatuas menores sobre las columnas más externas que representan la Prudenza y la Fama. Originalmente también estaba el sarcófago en bronce fundido, luego retirado por el cardenal Borromeo junto con los diversos ataúdes de duques y civiles en un intento de contrastar el fenómeno de la secularización de la catedral. Sin embargo, la obra escultórica más famosa de la iglesia es el San Bartolomeo scorticato de Marco d'Agrate, famoso tanto por el virtuosismo de la representación del santo desollado sosteniendo su piel en la mano, como por la ambiciosa firma claramente visible en la obra, que dice: «NON ME PRAXITELES, SED MARCUS FINXIT AGRAT» (No me hizo Praxiteles, sino Marco d'Agrate).
En el deambulatorio hay un segundo monumento al papa Pío IV, también por encargo suyo, obra del escultor siciliano Angelo De Marinis, descrito y elogiado ya por Vasari. Por otro lado, frente a los tres altares diseñados por Tibaldi, hay tres altares que reflejan sus formas, con altos relieves y otras decoraciones de Marco Antonio Prestinari. Finalmente, el monumento encargado por Giovanni Angelo Arcimboldi en su honor y el de la familia Arcimboldi fue probablemente diseñado por Alessi.
Sin embargo, los trabajos también continuaron por los vitrales, registrándose un ligero cambio en la forma de trabajar, en la que a menudo se dividía el diseño y la construcción: el primero era realizado por un hábil pintor, mientras que el segundo lo era por un hábil artesano. Entre los vitrales más famosos se encuentra el vetrata dei santi Quattro Coronati (1567), realizado por Corrado Mochis sobre un diseño de Pellegrino Tibaldi, en el que se notan las deudas estilísticas con Miguel Ángel. Siempre en la onda de un diseño aparte se cuenta con la intervención de Arcimboldi, la más famosa de todas es la vidriera de Santa Caterina, composición juvenil del artista en la que se notan los síntomas de su particular manierismo, también realizada por Corrado Mochis, pero también algunas piezas de lavetrata del Vecchio Testamento, en las que también participaron artistas flamencos y renanos. También del círculo de artistas milaneses está la vetrata degli Apostoli (1567) de Carlo Urbino, en la que se representa simplemente a los doce apóstoles, y la vetrata delle Glorie della Vergine de Giovanni da Monte de derivación tizianesca, de la que fue alumno. Por último, la monumental vidriera es una de las muchas obras encargadas por el papa Pío IV para conmemorar a su hermano Giacomo, la vetrata di san Giacomo Maggiore, realizada sobre proyecto de un maestro romano también de Mochis.

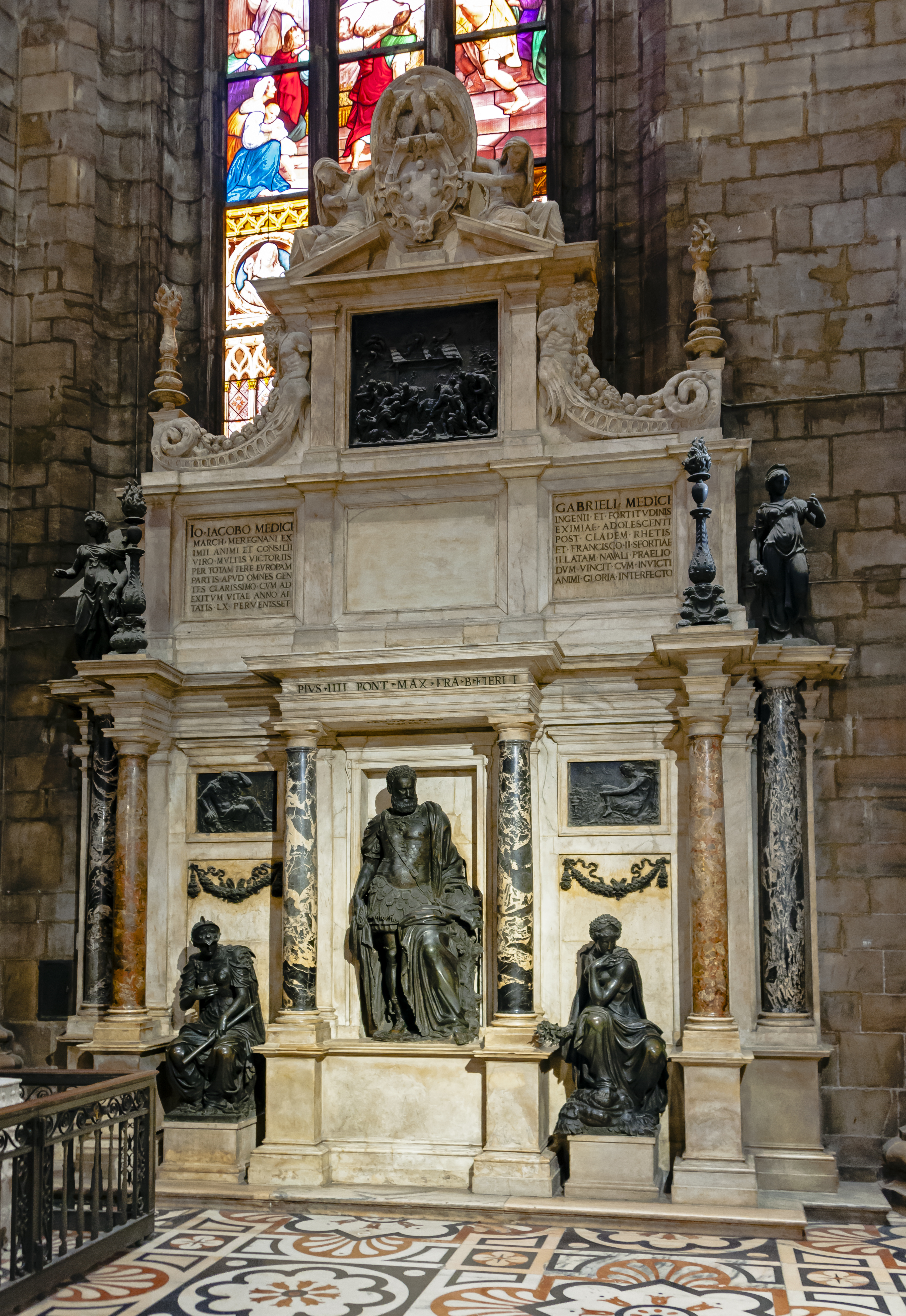
Tumba de Gian Giacomo Medici, de Leone Leoni
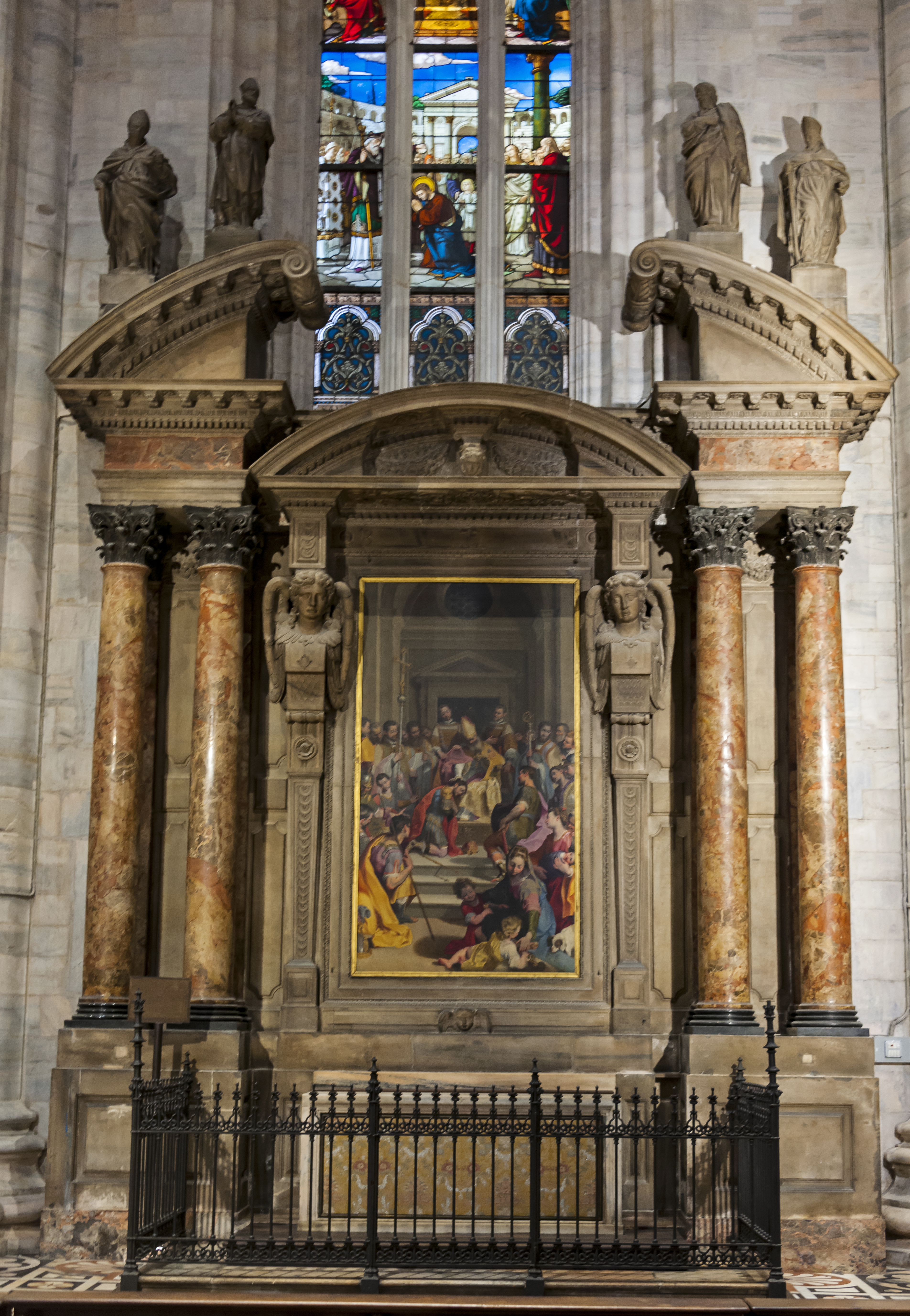
Altar de San Ambrosio (Tebaldi)
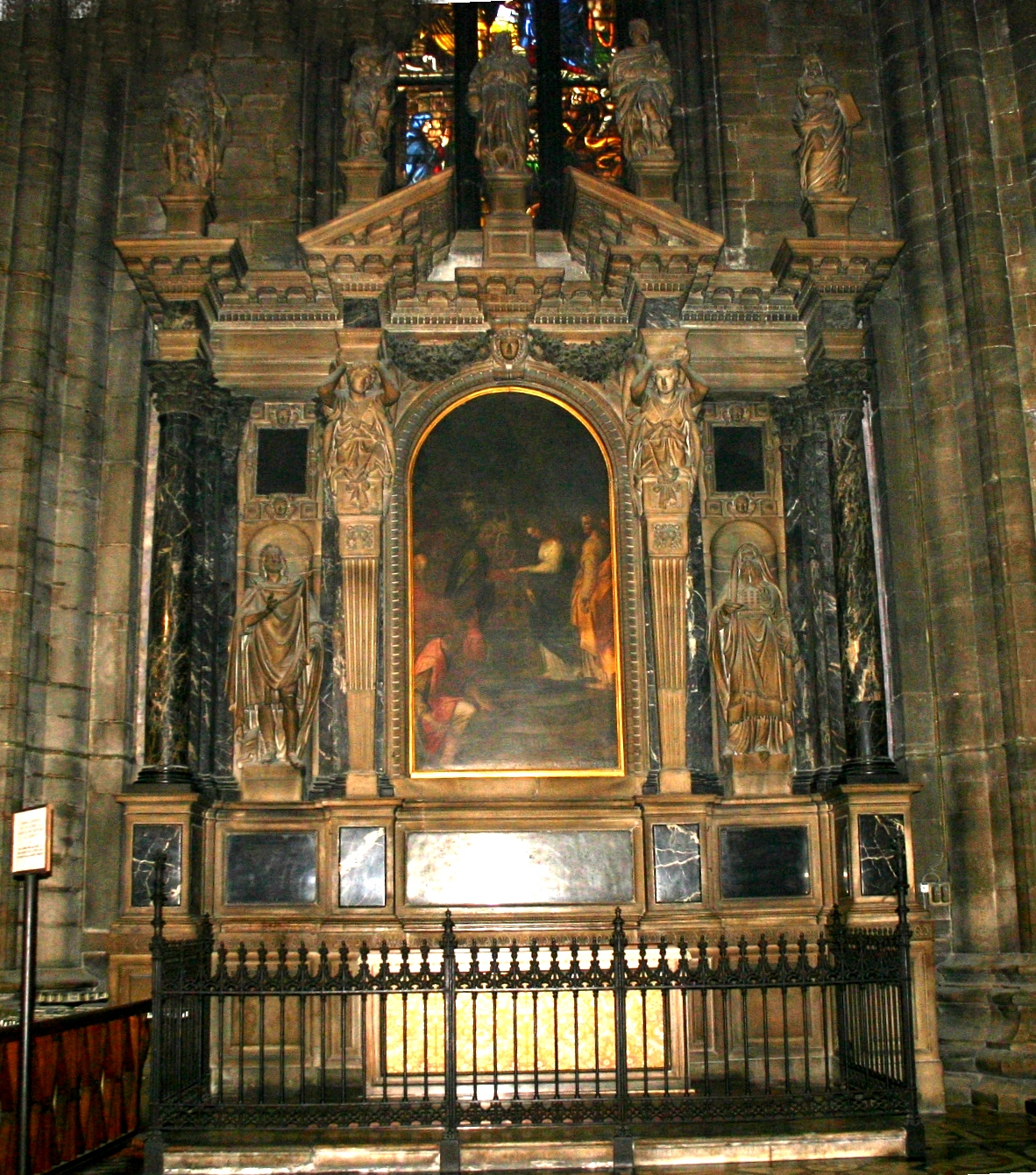
Altar de San Giuseppe (Tebaldi)
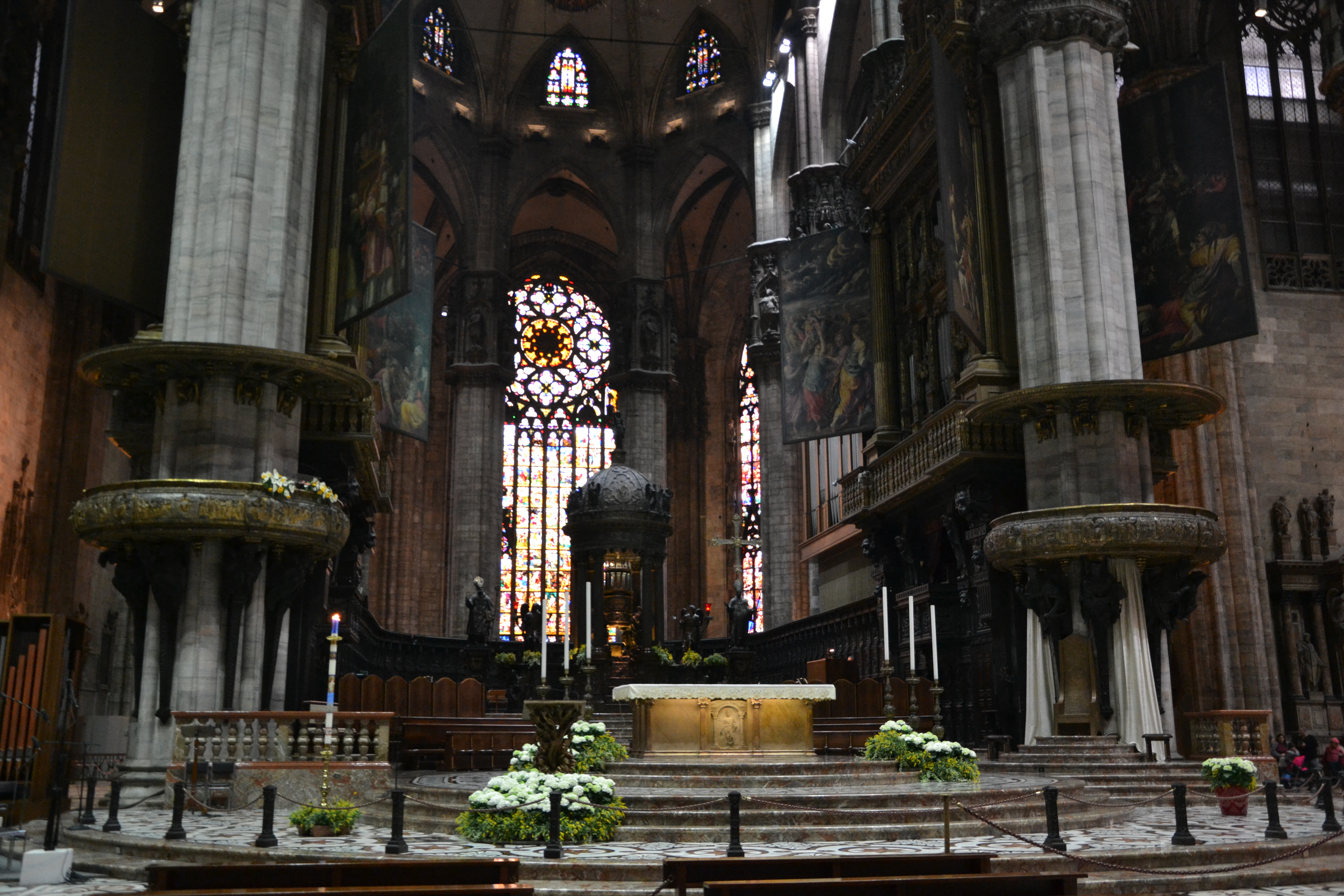
Pesbierio (Tebaldi)

## Arquitectura civil

### Palazzo Marino

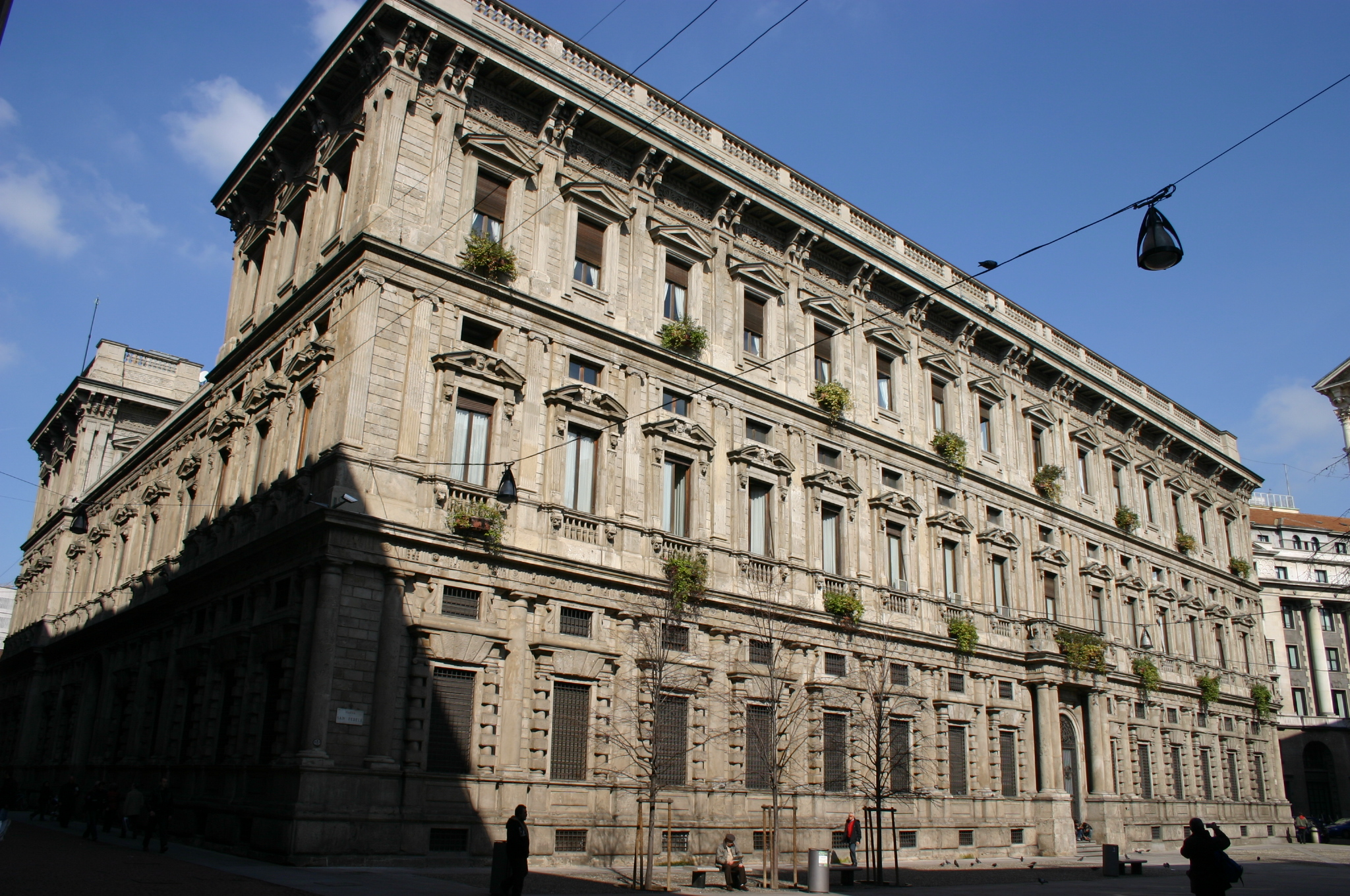
Palazzo Marino de la piazza San Fedele

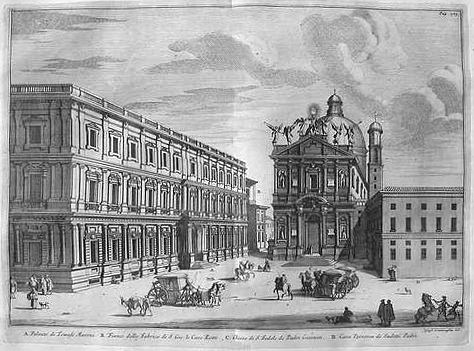
El palacio en 1704

El sitio de construcción del Palacio Marino llevó a Galeazzo Alessi a Milán: es sin duda la obra más famosa del arquitecto en la ciudad y el palacio se considera el más representativo de la arquitectura civil manierista milanesa; a partir de este trabajo los encargos a Alessi fueron en constante aumento hasta la llegada de Tibaldi. Tras este primer encargo, sin embargo, al arquitecto perugiano le faltó una necesaria investigación y evolución de su estilo, lo que le llevó a realizar obras, aunque dignas, alejadas de los resultados del palacio Marino y la basílica de Carignano, consideradas sus mejores obras. El palacio fue subcontratado por Tommaso Marino, un empresario genovés que se enriqueció en Milán bajo el gobierno español, que por ello quiso mostrar el nuevo poder adquirido. La obra, además del cuerpo del edificio, preveía la apertura de una calle que conectaba el edificio con la piazza Duomo en las inmediaciones de la piazza Mercanti. El proyecto original con la apertura de la nueva calle encuentra precedentes célebres con la Villa Farnese di Caprarola y sobre todo con la strada Nuova di Genova, con la que compartiría la anchura del nuevo barrio y la intención festiva de la nueva clase dirigente.
Un primer proyecto contemplaba la planta baja en almohadillado con columnas de estilo toscano, mientras que el piso superior de las pilastras retomaría las formas toscanas de las columnas inferiores, rodeadas de decoraciones en piedra de Ceppo dell'Adda, piedra de Saltrio y mármol de Carrara.
El palacio se completó muchos años después, con un trazado urbano completamente nuevo que alteró la visión del proyecto original: la piazza della Scala aún no existía en el siglo XVI, por lo que el frente principal se ubicó en la piazza San Fedele; mientras que la entrada principal actual en la piazza della Scala solo se ejecutó en el siglo XIX como una copia perfecta de la otra fachada.

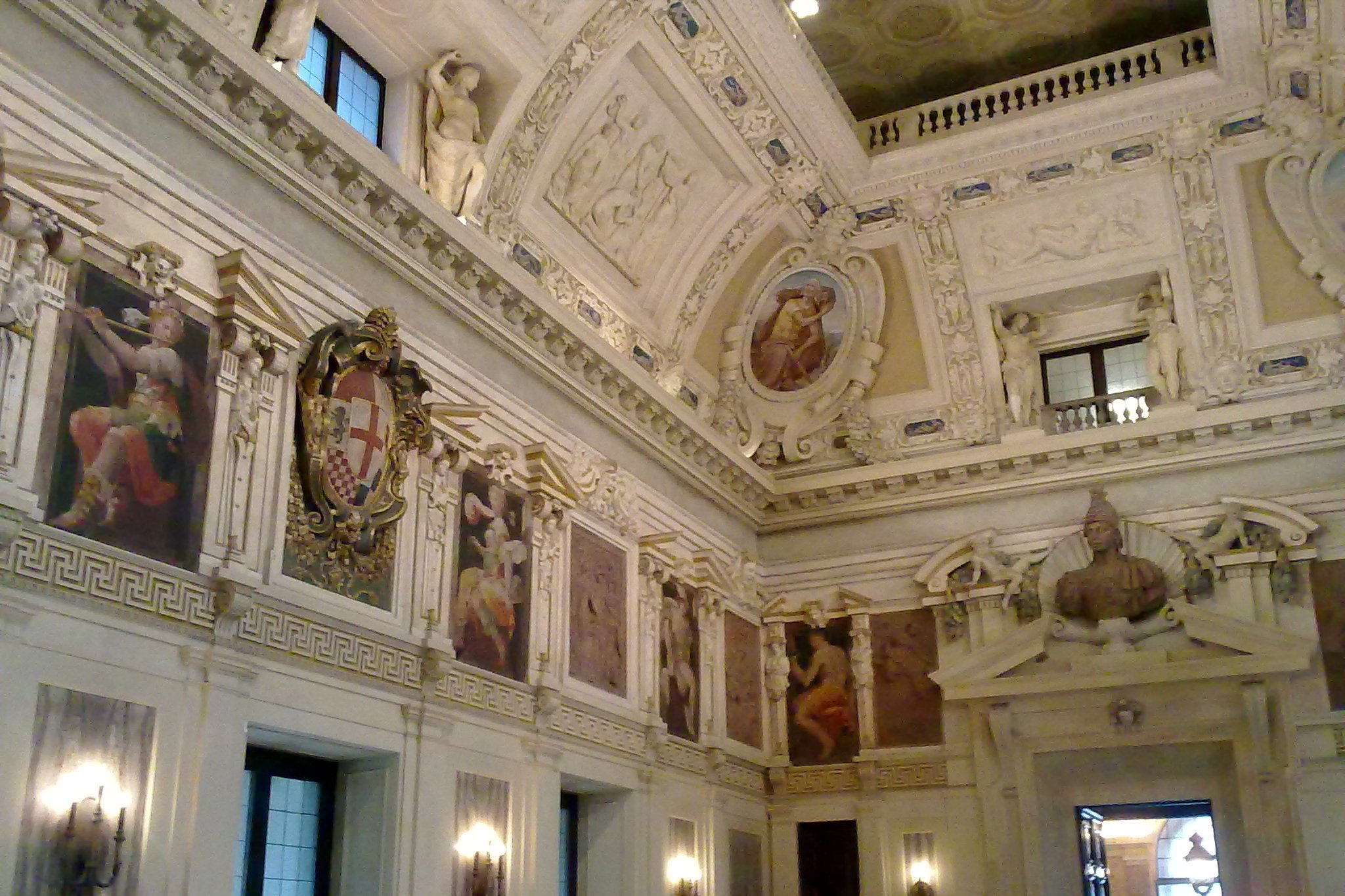
Sala de Alessi en el palacio Marino

El proyecto final concibe un edificio asentado sobre tres órdenes superpuestos de las dos fachadas principales: en la planta baja está marcado por pilastras dóricas que contienen ventanas con hombros de almohadillado y arquitrabe con cerraduras, con ventanillas en el cimasa; el portal de entrada está encerrado entre columnas gemelas que sostienen el balcón. El piso superior tiene lesenas estriadas jónicas que contienen ventanas con antepechos de balaustrada y un tímpano curvilíneo roto, aunque en este caso coronado por pequeñas ventanillas. El segundo piso presenta ventanas con tímpanos triangulares rematados por un friso y cabezas de mujer que sostienen la cornisa con balaustrada. En el interior, digno de mención es el patio de honor, famoso por su rica decoración, configurado como una doble logia sostenida por columnas jónicas acopladas: esta composición se destaca de los proyectos típicos de Alessi, que deben haber bebido de la tradición local: tradición observada y retomada primero por Richini en el patio del palacio de Brera y luego por Borromini en el claustro de los Trinitarios de la iglesia de San Carlo alle Quattro Fontane.
Con este proyecto, Alessi rompió claramente con la tradición constructiva lombarda: el palacio, totalmente construido en piedra, se diferencia de la técnica constructiva tradicional lombarda, que quería la estructura en ladrillos de terracota como máximo revestidos de yeso, mientras que la cubierta, ya no inclinada, consistía en terrazas de tradición genovesa.
De los interiores, antaño famosos por su esplendor, queda muy poco debido a los bombardeos aliados que golpearon duramente el edificio. Destacan entre todos la Sala dell'Alessi, decorada con estucos, lesenas y medallones, y los frescos de los hermanos Andrea y Ottavio Semino de Psiche e Amore al cospetto degli dei y las doce Figure allegoriche de los muros, reconstruidos tras la guerra.

### Otras arquitecturas civiles

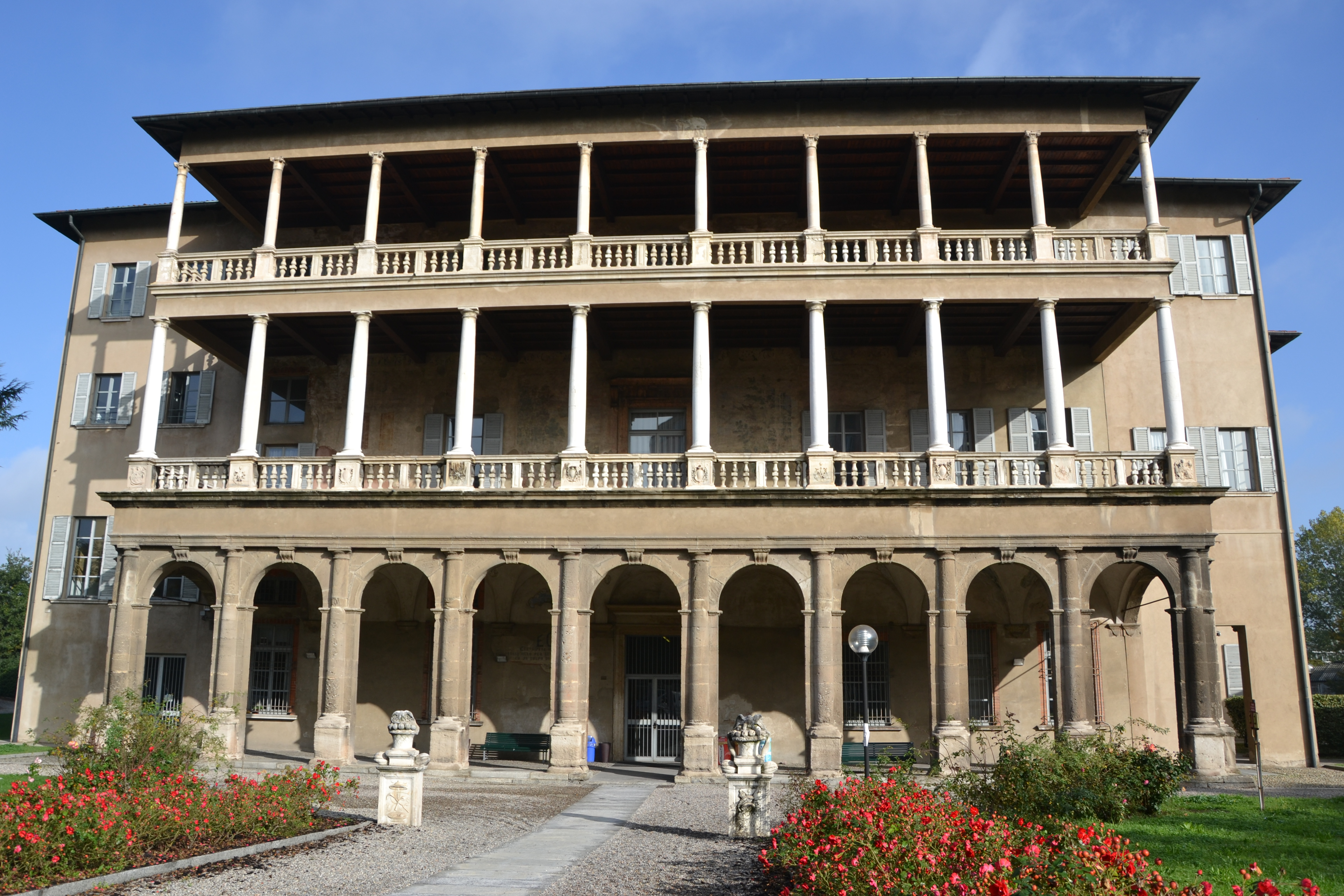
Logia de villa Simonetta

Otro sitio de construcción famoso del segundo siglo XVI en Milán fue la renovación de Villa Simonetta: fue comprada en 1547 por el gobernador de Milán Ferrante Gonzaga, quien confió las restauraciones a varias personalidades, incluido Domenico Giunti, a quien se debe la adición más espectacular, a saber, la doble logia de inspiración palladiana que anticipa las formas del palazzo Chiericati. El clasicismo de la logia también servirá de referencia para las formas del patio del palazzo del Senato de Fabio Mangone. Al proyecto cinquecentesco se debió la adición de las dos alas laterales del edificio para formar un patio que daba al jardín privado de la villa; en el interior hay fragmentos de frescos de los artistas flamencos que trabajaron en el lugar.
El elemento característico de la fachada es, como ya se mencionó, el pórtico clásico coronado por la doble logia: el pórtico consta de nueve pilastras con lesenas de orden toscano, un orden retomado por las columnas del piso superior de la logia que reflejan la tendencia de las lesenas inferiores, mientras que en el piso superior las columnas están decoradas con capiteles corintios. No faltaron en el proyecto referencias a ejemplos famosos de villas suburbanas de la época: en la entrada al jardín del palacio había dos estanques de peces sobre el modelo del palazzo Te di Giulio Romano, mientras que en el primer piso había columnas en trompe l'oeil dispuestas como proyecciones de las de la logia con ventanas falsas y frescos hoy completamente desaparecidos, cuya disposición general se inspiró en la Loggia degli eroi de Perin del Vaga en la genovesa villa del Principe.
En 1560, el papa Pío IV, para su ciudad natal, encargó a Vincenzo Seregni el palazzo dei Giureconsulti en la Piazza dei Mercanti; para el proyecto el arquitecto no ocultó las analogías con las nuevas formas del Palazzo Marino de Alessi, aunque se añade la referencia quattrocentesca con la fachada del pórtico abierto.

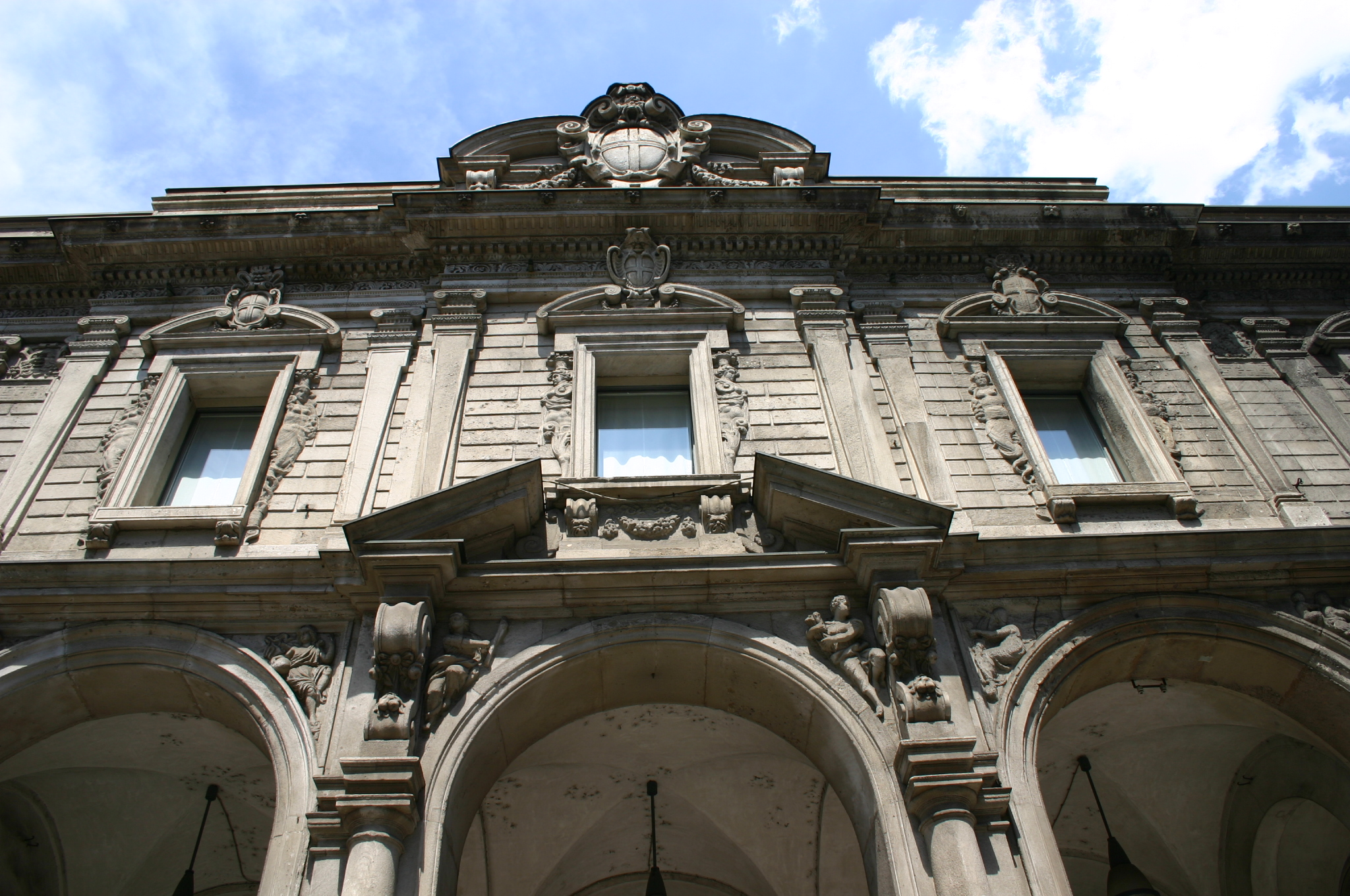
Decoración del palacio dei Giureconsulti

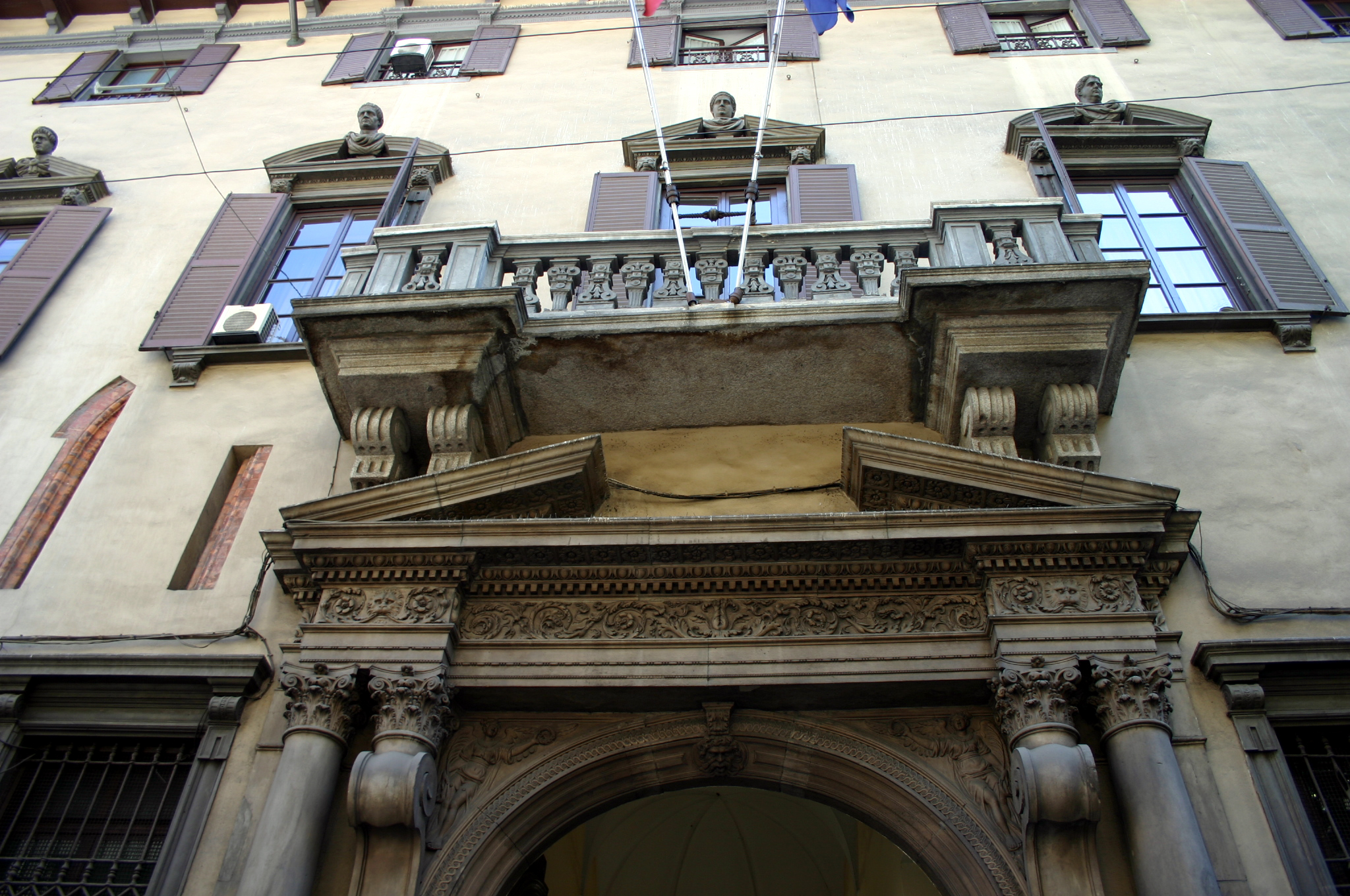
Portal y balcón del Palazzo Erba Odescalchi

Debida a Leone Leoni, un escultor improvisado que se convirtió en arquitecto, es la casa degli Omenoni, construida por el artista para afirmar su prestigio a partir de 1565, con el desfile de los ocho telamones no dejó de atraer la atención de muchos, incluido la de Vasari, quien escribió en sus Vite:

De hermosa arquitectura [...] que quizás no sea otra similar en todo Milán
di bellissima architettura [...] che non n'è forse un altro simile in tutto Milano

El edificio es emblemático del período tratado y de la situación política milanesa: a pesar de las estrictas disposiciones de Borromeo y de los numerosos intentos de la Iglesia de controlar la moral pública, un friso que representaba un fauno emasculado por un león estaba bellamente expuesto en la puerta de entrada, una clara señal intimidatoria para las personas malintencionadas o enemigas del escultor. La fachada es también un buen ejemplo de clasicismo con la incorporación de elementos manieristas. El primer orden de la fachada está pues marcado por ocho cariátides, a las que corresponden en el orden superior ocho columnas de orden jónico, que en su día remataban en la cornisa. La casa también albergó hasta principios del siglo XVII un pequeño museo privado de Leoni, que contenía, entre las diversas obras pinturas de Tiziano, Correggio y Leonardo da Vinci, un vaciado en yeso de la estatua ecuestre de Marco Aurelio y el Códice Atlántico del mismo Leonardo.
Entre las intervenciones más importantes encargadas directamente por Carlo Borromeo se encuentra el Palacio Arzobispal, encargado a Tibaldi a partir de 1569. A pesar de las reformas neoclásicas de Piermarini, todavía se puede ver el patio delimitado por una logia de dos niveles de arcos de medio punto con pilares de almohadillado y el portal manierista.
Otro palacio civil de la época es el Palacio Erba Odescalchi, atribuido a Tibaldi y a sus colaboradores y construido alrededor de 1570. Un elemento único en Milán es la cúpula elipsoidal que sigue la tendencia del vestíbulo de entrada y las escaleras, también elípticas, que crean una singular ilusión de altura, de hecho, aunque las escaleras solo sirvan a una única planta, el espacio parece dilatado gracias al aplastamiento perspectivo de la elipse; esta solución será reutilizada en los años venideros hasta la arquitectura barroca. Otro anticipo del tema barroco lo da la elaborada portada con un tímpano roto sostenido por columnas corintias con ménsulas de doble voluta, que contrasta con el resto de la sobria fachada.
La única obra pública de gran envergadura concebida por los españoles fue la reconstrucción del Palazzo Reale, encomendada a Tibaldi, iniciada en 1574. Sin embargo, las obras fueron canceladas casi en su totalidad por las reformas neoclásicas del siglo XIX. Las obras fueron muy complejas y afectaron a gran parte del edificio: Tibaldi también destacó como estucador y pintor, y su trabajo le valió ser destinado a la corte entonces más céntrica y prestigiosa de Madrid.
El palacio Aliverti es también de finales del siglo XVI, en gran parte remodelado a lo largo de los siglos: de la época original se conserva el patio porticado con columnas jónicas y dóricas, con artesonados y frescos del interior atribuidos a los hermanos Campi.

## Arquitectura militar

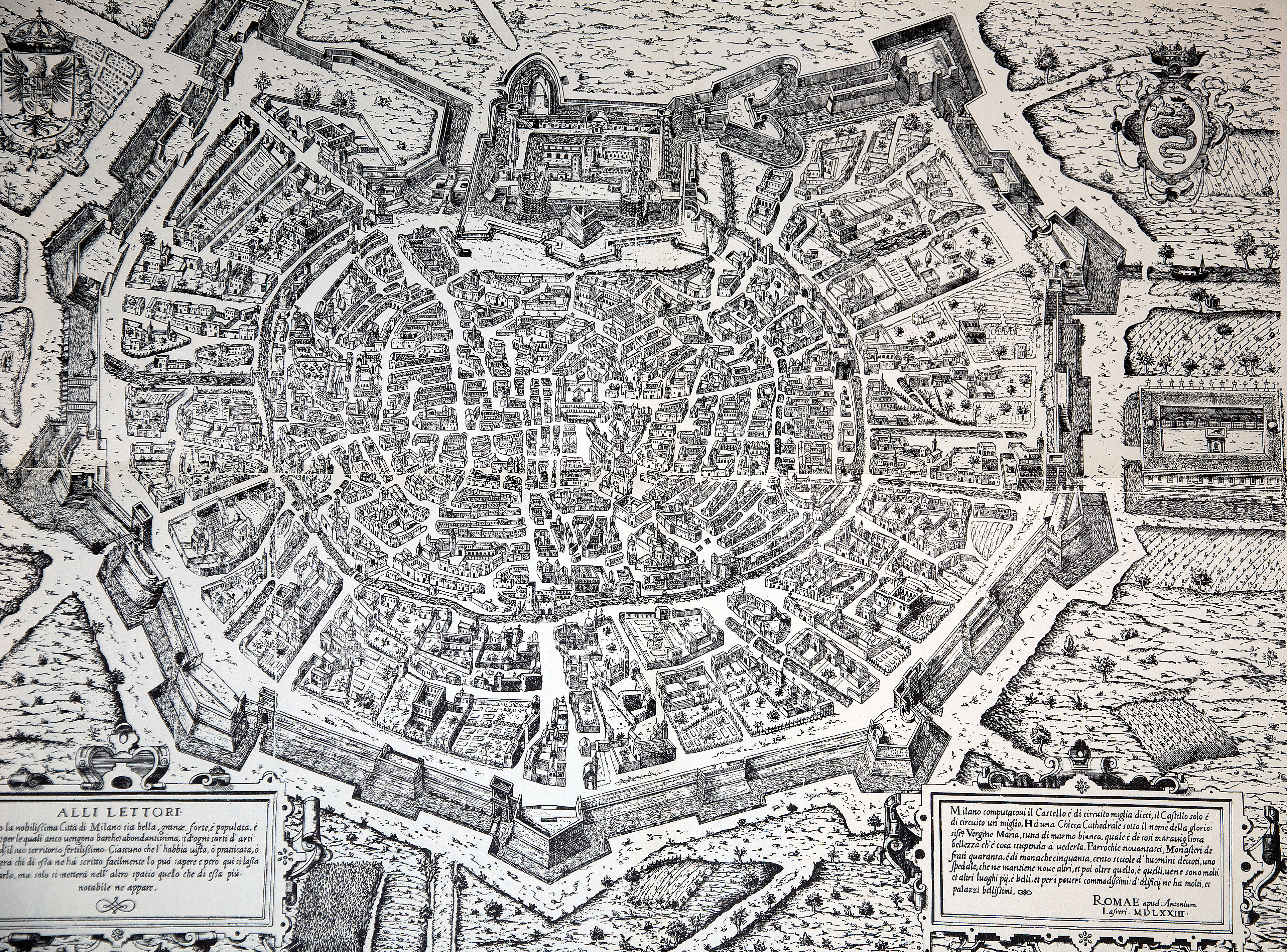
Segundo anillo de murallas

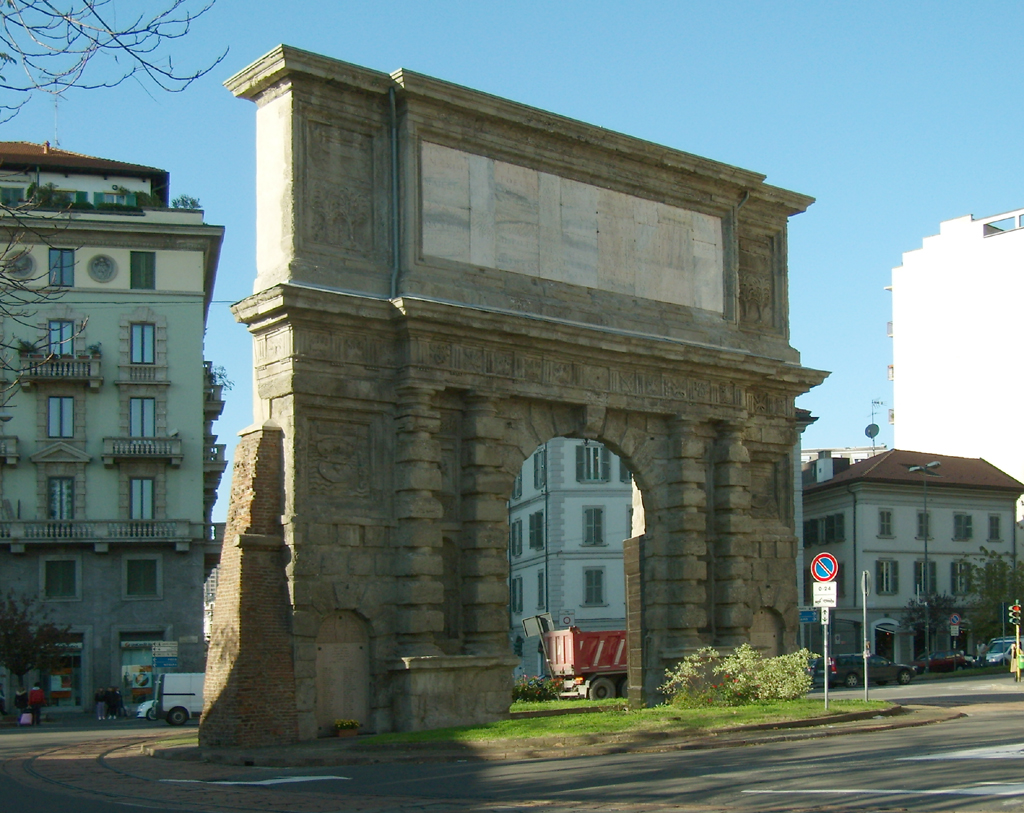
Frente de Porta Romana hacia el campo

A pesar de que Lombardía gozaba de una economía próspera en general y de una cierta vivacidad artística, se consideraba más por su posición militar estratégica y por ello la mayor parte de los fondos destinados a la ciudad se gastaron en la construcción de un segundo conjunto de murallas. Las murallas se iniciaron en 1548 según un proyecto del ingeniero Giovanni Maria Olgiati: a su conclusión, diez años más tarde, las murallas serpenteaban en un camino pentagonal de once kilómetros, lo que la convirtió en la muralla europea más grande de la época. Las murallas estaban organizadas en diez cortinas que asumió aproximadamente la forma de un corazón, de ahí la anécdota milanesa de que la nueva muralla fue un romántico regalo de bodas para la reina Margarita de Austria-Estiria, con muros reforzados en las esquinas de porta Comasina e porta Vercellina.
La construcción de los muros exteriores convergentes hacia el castillo trajo una serie de consecuencias para el urbanismo de la ciudad: era costumbre de la época ceder terrenos gratuitos fuera de la ciudad a las órdenes religiosas para construir su sede; con la incorporación de una gran porción de tierra dentro de la ciudad esos privilegios decayeron y el Estado pudo recuperar la posesión de extensos terrenos y acabar con la vigencia de los favores. En segundo lugar, la construcción de los bastiones fortificados, debiendo despejarse los espacios junto al muro perimetral para permitir el tiro de los cañones y lograr la visibilidad necesaria, lo que impidió la construcción cerca de las nuevas murallas. Además de la reordenación de los terrenos incorporados con las nuevas murallas, fue necesaria una extensa obra de reordenación de los canales que atravesaban los terrenos una vez fuera de la ciudad: tanto para abastecer de agua al foso de las nuevas murallas, como para evitar trastornar los numerosos canales y cursos de agua necesarios para la economía milanesa.
Tras la construcción de las murallas, en 1560 se decidió reforzar el castillo Sforzesco construyendo una especie de ciudadela sobre la antigua corte renacentista. El proyecto se encargó a Giacomo Paleari y preveía un proyecto articulado en un total de tres murallas, que tomarían la forma de una estrella de seis puntas. El proyecto del castillo se completó no sin algunas modificaciones recién en 1612 bajo la supervisión de Gabrio Busca.
Junto a las murallas, se construyó una entrada monumental a la ciudad para celebrar el paso a Milán de Margarita de Austria, futura esposa de Felipe III de España, que se erigió cerca de los Bastioni di Porta Romana. El arco de Porta Romana, a veces atribuido erróneamente a Martino Bassi, fue diseñado por Aurelio Trezzi: la apariencia se retoma de los arcos romanos de los siglos II y III, con una abertura principal y dos en los lados menores, y de la arquitectura militar veneciana de Michele Sanmicheli. En el frente que da al campo, el vano principal está delimitado por dos calados planos que rematan en el entablamento con metopas talladas; a los lados hay dos bajorrelieves con conchas con perlas, en alusión al nombre Margherita del latín margarita que indicaba la perla. La puerta siguió siendo durante todo el siglo siguiente un modelo para la realización de aparatos efímeros en el ducado.

## Pintura
La pintura milanesa de la segunda mitad del siglo XVI vio la colaboración entre la escuela local vinculada al Renacimiento lombardo tardío y artistas externos, especialmente cremoneses, que habrían influido mucho en la futura escena pictórica milanesa. Un fuerte componente naturalista, que precisamente por el fuerte control de la autoridad eclesiástica no pudo desarrollarse plenamente, se contrarrestó por tanto con una pintura de estilo religioso fuertemente controlada por san Carlos: Caravaggio, el máximo exponente del naturalismo lombardo, tuvo de hecho mayor fortuna fuera de las fronteras del ducado.
La presencia contemporánea de artistas provenientes de diferentes tradiciones del centro y norte de Italia fue fundamental en la formación de Caravaggio, que supo valerse de un maestro de una escuela veneciana mitigada por la pintura contrarreformada, del contacto con los artistas cremoneses importadores de una tradición ligada a la escuela emiliana, y finalmente de una escuela lombarda de herencia leonardesca, según el caso más o menos influida por actualizaciones sobre los modelos del manierismo centroitaliano.

### Escuela local

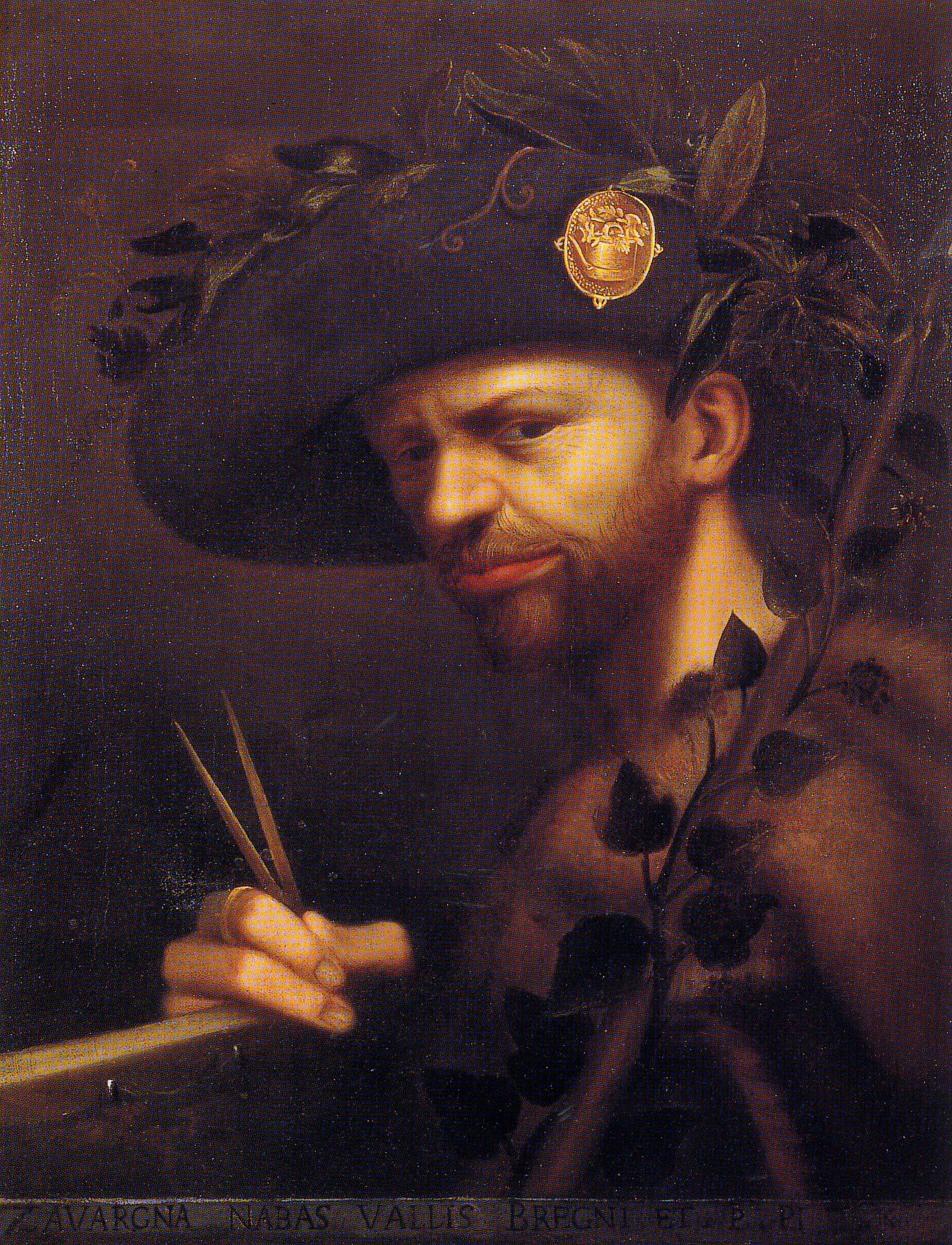
Autoritratto in veste di abate dell'Accademia della Val di Blenio (1568), obra de Giovanni Paolo Lomazzo, Pinacoteca di Brera, Milán

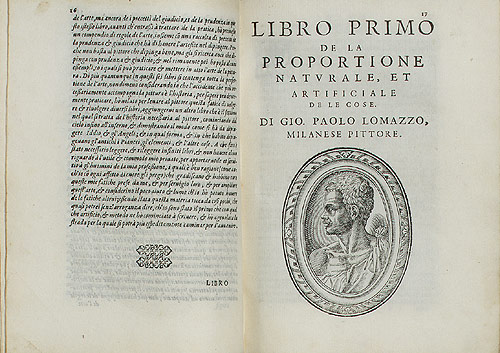
Trattato dell’arte della pittura., Giovanni Paolo Lomazzo

Entre los principales intérpretes de la escuela milanesa se encuentra ciertamente Giovanni Paolo Lomazzo (1538-1592). Formado en el taller de Giovan Battista della Cerva, él mismo alumno de Gaudenzio Ferrari, comenzó a aprender estudiando los modelos, así como los de Ferrari, de Bernardino Luini. Tras formarse en modelos renacentistas lombardos, Lomazzo enriqueció su formación con un viaje al centro de Italia, donde pudo confrontarse con Tibaldi y las obras de Miguel Ángel; de este viaje extrajo su estilo que fusionaba la tradición lombarda, principalmente gaudenziana, con un lenguaje manierista centroitaliano. Si bien sus primeras obras están en gran parte perdidas, tampoco hay una gran producción suya debido a la enfermedad que le llevó a la ceguera a los pocos años: entre sus lienzos destaca la Crocifissione (1570) para la iglesia de San Giovanni in Conca, comentada por el propio pintor en uno de sus tratados para la reproducción del color y por la particular modulación luminística; sin embargo, se considera que la mayor obra de Lomazzo es el ciclo de frescos de la capilla Foppa.
Los trabajos de la capilla Foppa en la iglesia de San Marco, que incluyen la Gloria Angelica en la cuenca del ábside, la Caduta di Simon Mago en la pared izquierda, un perdido San Paolo che resuscita Eutico en la derecha y el retablo de la Madonna col Bambino representan una suma del intento del pintor de recuperar la tradición leonardesca lombarda. El esquema pictórico es una clara referencia a la cúpula del Santuario de la Beata Vergine dei Miracoli en Saronno de Gaudenzio Ferrari, con la caracterización de los personajes de Leonardo da Vinci; finalmente, la elección de los temas de la obra indica una elección antiherética y contrarreformista del pintor. La importancia de la obra de Lomazzo está atestiguada por las numerosas repropuestas del esquema de la obra, incluidas las de Carlo Urbino u Ottavio Semino.
En los últimos años de su carrera es significativo el lienzo de la Orazione di Cristo nell'orto en el jardín para la iglesia de Santa Maria dei Servi en el que se nota el cambio de registro del pintor. Si la obra muestra una caracterización de los personajes típica del primer Leonardo milanés, se nota un juego cromático de luces y sombras dado por la ambientación nocturna retomada de Correggio y Albrecht Dürer, similar sin embargo a la obra de los hermanos Campi en la iglesia de San Pablo Converso.
Tras la conclusión de su obra más importante, Lomazzo fue perdiendo paulatinamente el uso de la vista hasta quedar ciego a causa de la degeneración de una enfermedad ocular; esto le impidió continuar su carrera de pintor, sin embargo le permitió dedicarse a diversas actividades literarias, a obras como el tratado sobre la Idea del tempio della pittura, o un compendio sobre la pintura tras las huellas de la obra de Vasari. Entre las conclusiones que sacó Lomazzo en su obra, estuvo el uso de "diverse maniere" para llegar a un estilo perfecto, elogiando el dibujo de Miguel Ángel, el color de Tiziano y de Correggio, y las proporciones de Rafael: propio de los pintores para alcanzar la giusta maniera vienne el parangón de la pintura con un templo, reto de siete gobernadores como columnas para sostenerlo: además de los artistas mencionados, se suman Leonardo, Polidoro da Caravaggio, il Mantegna y Gaudenzio Ferrari. El autor también emite un juicio sobre el tipo de pintura más noble, considerando el fresco como la obra más valiosa, y compara la obra del pintor con la obra de la creación divina.
Lomazzo va entonces más allá de una guía sobre la pintura para desembocar en aspectos casi filosóficos, juzgando a la pintura como la única fuente de conocimiento de la «belleza de todas las cosas», a partir de la cual se formaría un inventario de las cosas en las que se formaría la belleza, a partir de «mujeres y niños» hasta «dragones y monstruos», comentando los detalles más dispares, como «la sombra bajo el pez». El texto concluye finalmente con un comentario sobre la moda de la época de los wunderkammer, sintomática con su variedad e invención del arte de la época.

Obras de Giovanni Paolo Lomazzo (1538-1592)
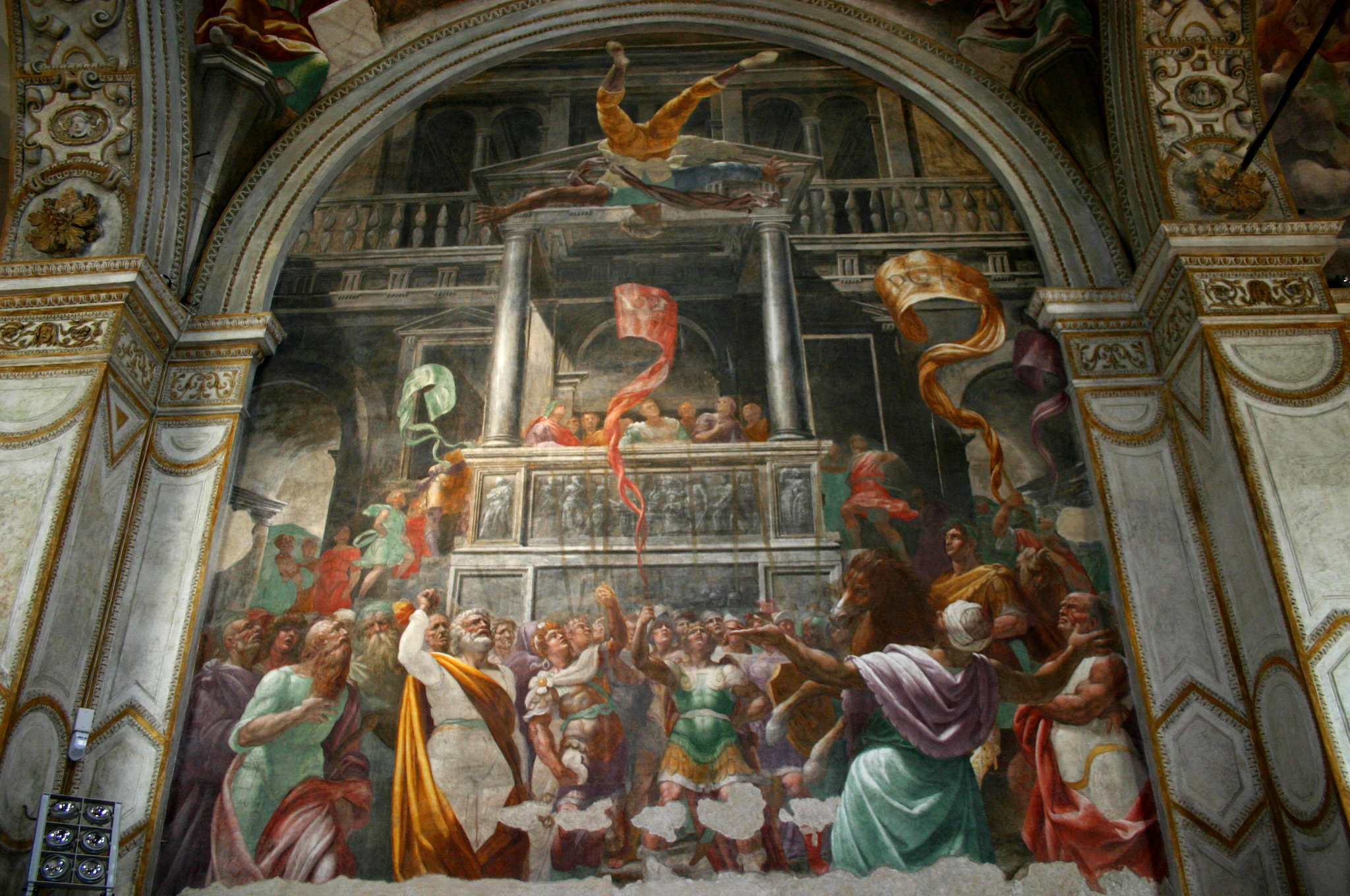
San Pietro e la caduta di Simon Mago (1571), fresco en la capilla Foppa
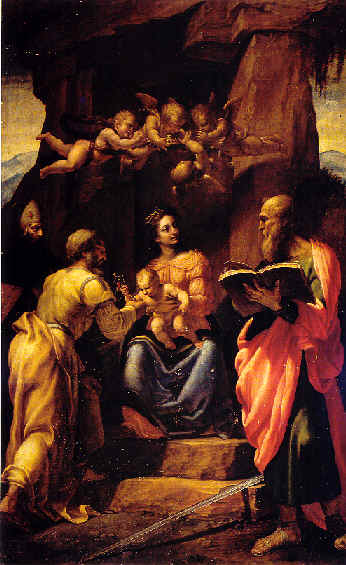
Giovan Paolo Lomazzo, Madonna e santi, Milano, San Marco
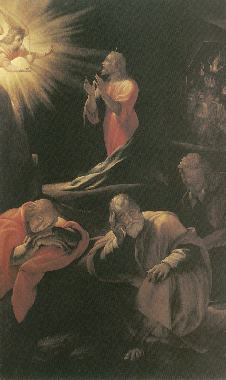
Orazione di Cristo nell'orto , Iglesia de San Carlo al Corso
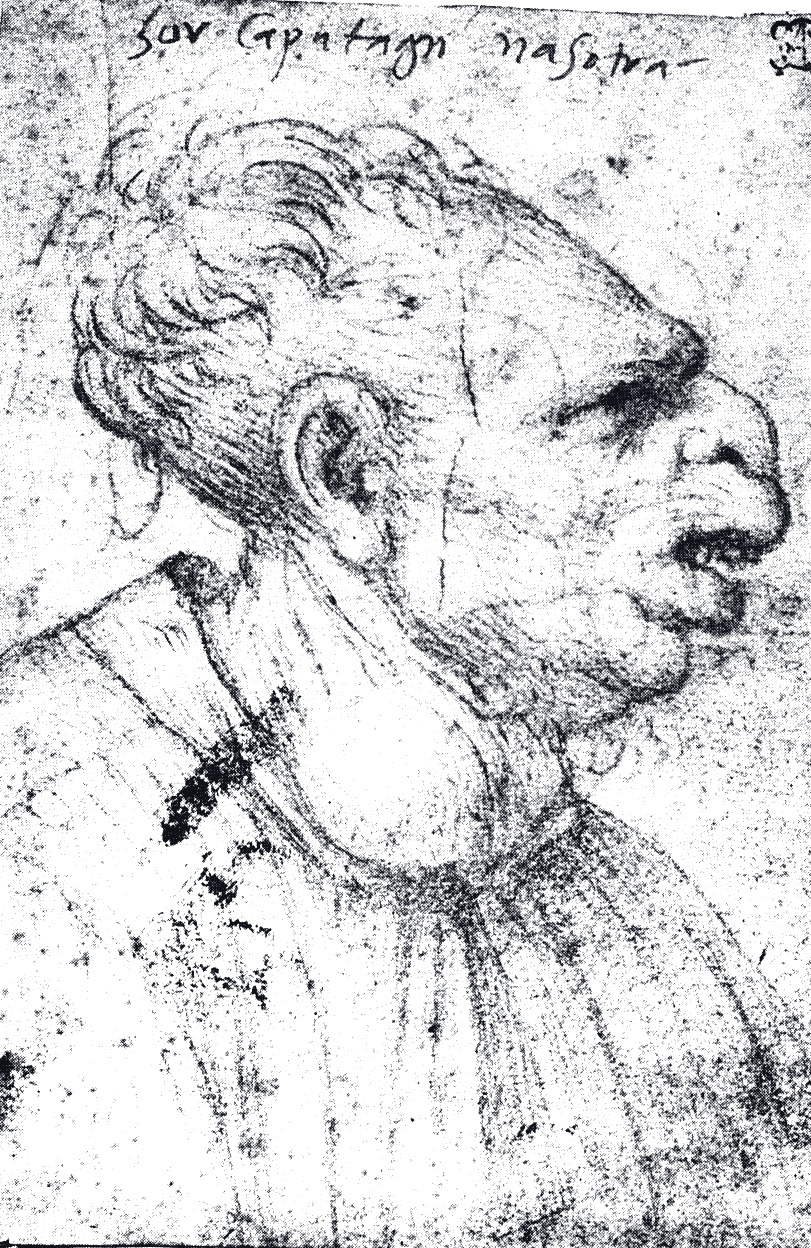
Sor caputàgn Nasotra, Pinacoteca Ambrosiana

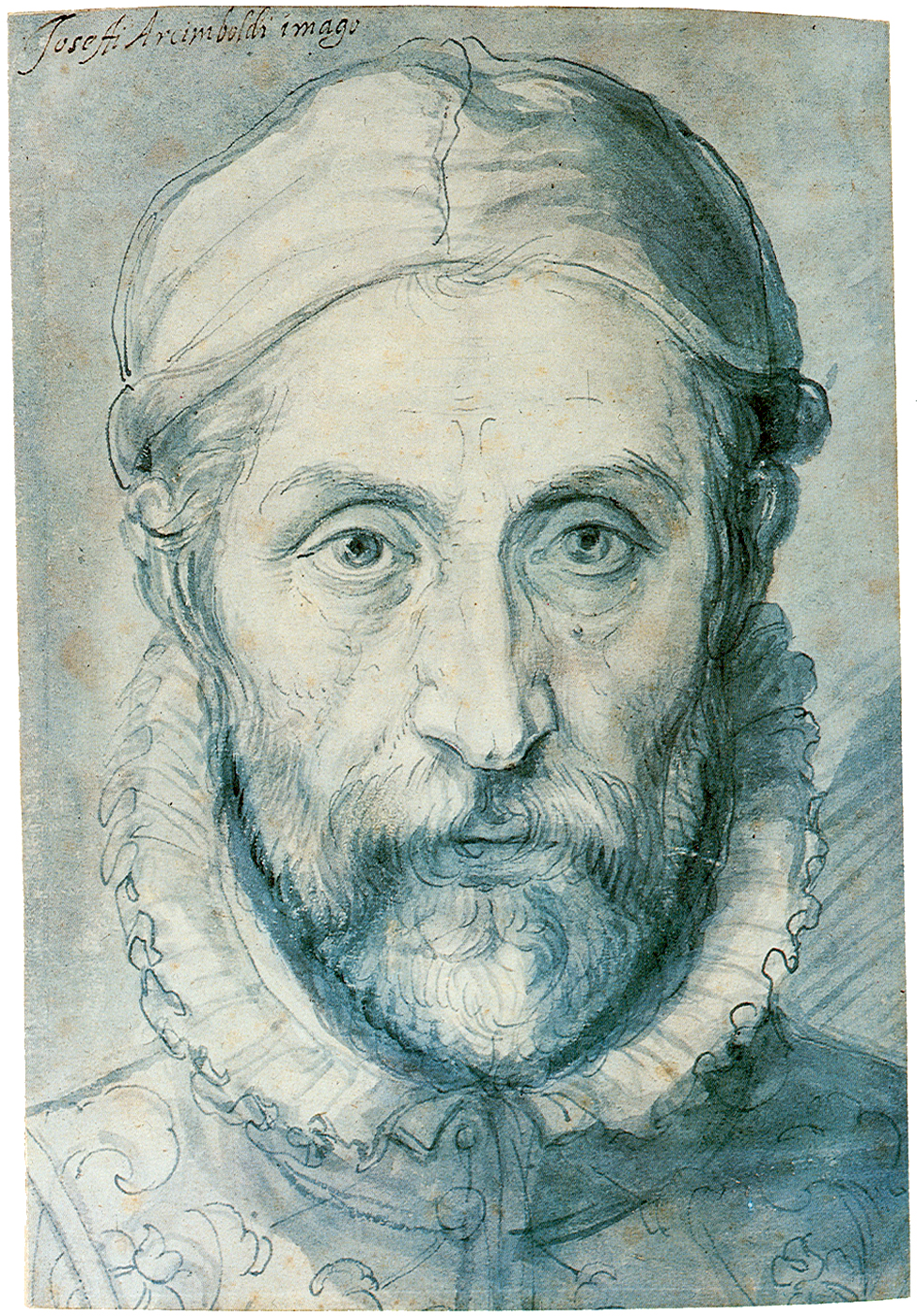
Autorretrato (antes de 1593) de Giuseppe Arcimboldi, en la Galería Nacional de Praga

Giuseppe Arcimboldi (1527-1593), comúnmente conocido como el Arcimboldo, famoso por sus extravagantes composiciones, se formó en el taller de su padre y comenzó su carrera de pintor como dibujante de las vidrieras de la catedral de Milán. En 1562 ya era lo suficientemente conocido como para ser llamado a la corte de Praga de Rodolfo II, donde persiguió su gusto particular en los temas de sus obras y trabajó como consultor para la wunderkammer del emperador. Regresó a Milán solo en 1582 donde continuó su actividad como pintor, mientras mantenía un estrecho contacto con la corte de Praga. El estilo de los retratos de Arcimboldo, ejecutados mediante la composición de frutas y verduras para dar elementos antropomórficos, fue uno de los más particulares de la época y su estilo fue imitado a menudo; en el pasado a veces era difícil identificar con certeza las obras autografiadas del pintor ya que había muchas obras en el estilo del pintor. Entre las obras más famosas destaca las Quattro Stagioni, I quattro elementi y Rodolfo II nelle vesti di Dio Vertumno. El Ciotola di verdure y la Testa con cestino di frutta son decididamente particulares ya que forman parte de una serie de obras que, según se coloque el cuadro al revés o no, adquieren la apariencia de un retrato o de una simple naturaleza muerta.

Obras de Giuseppe Arcimboldi (1527-1593)
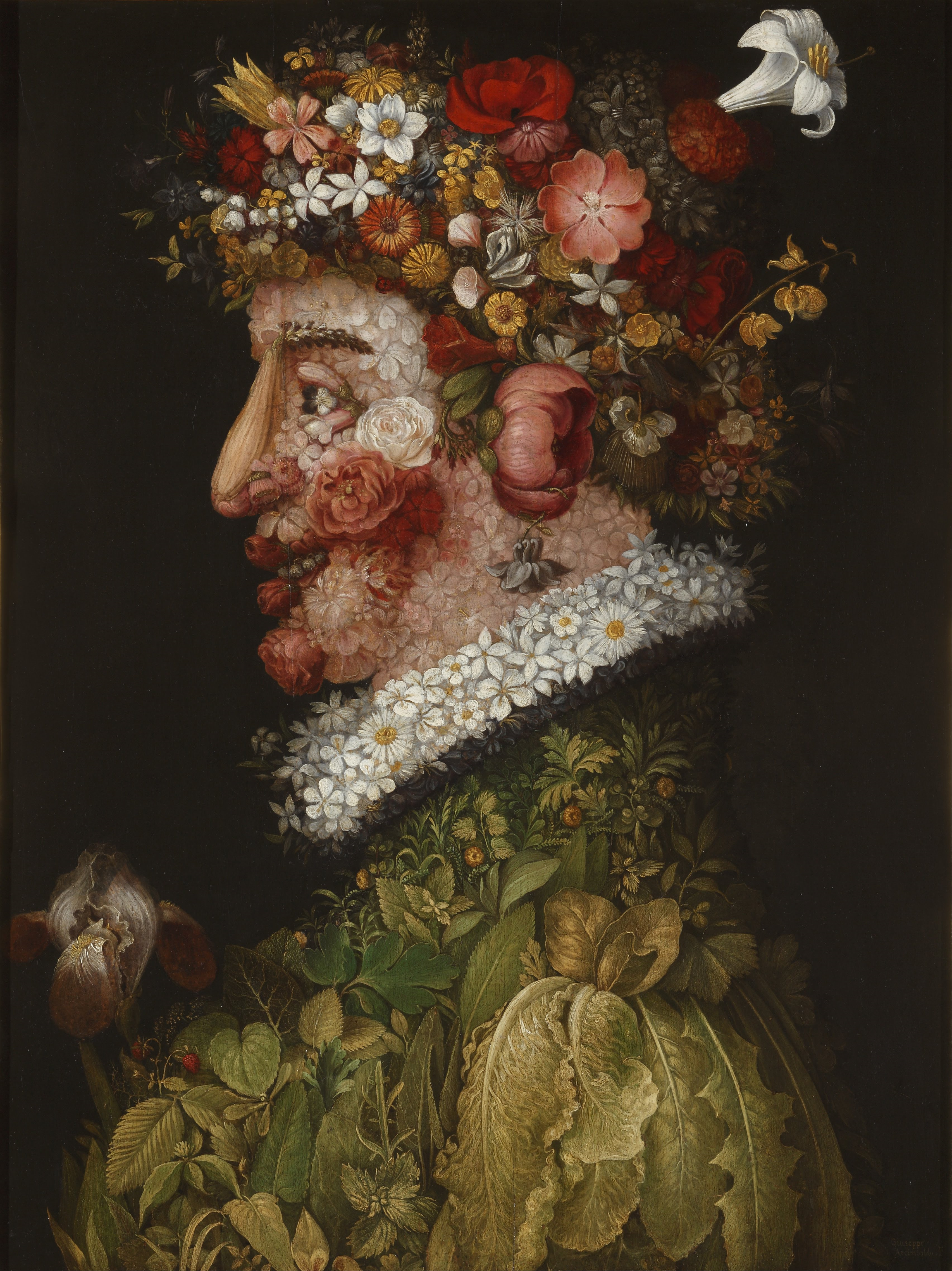
Primavera (1573), de las Quattro Stagioni
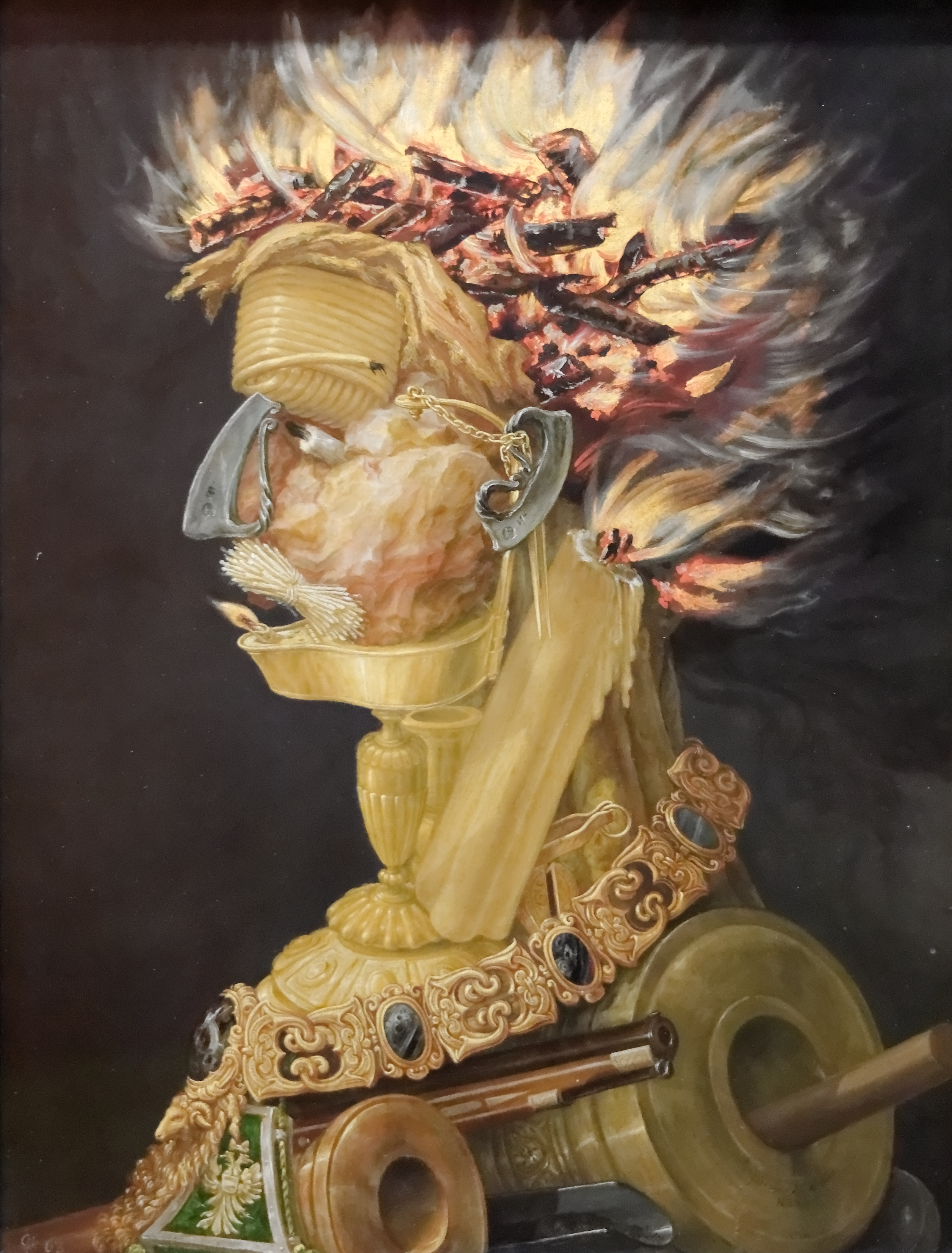
Fuego (1566), de los I quattro elementi
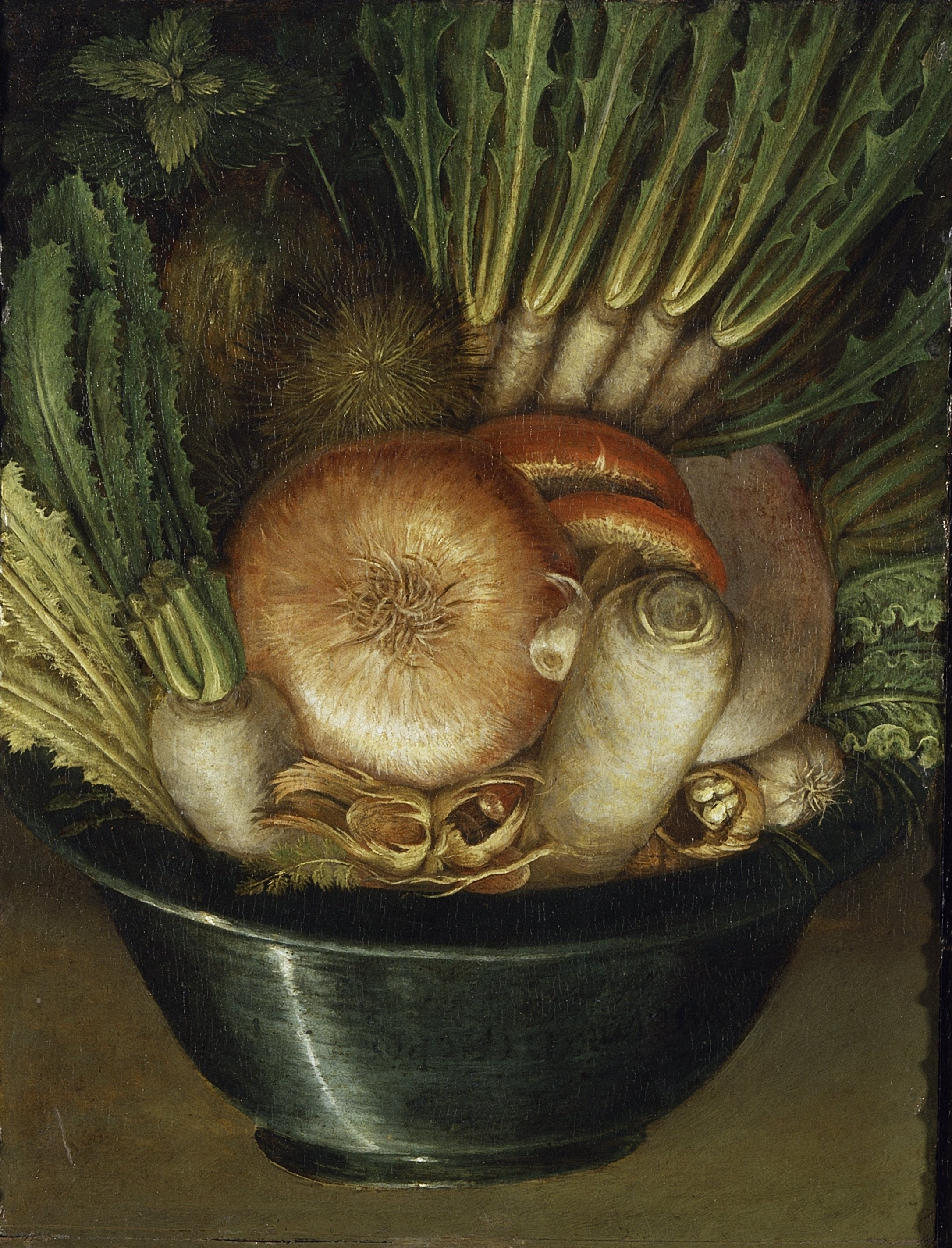
Retrato con verduras (izquierda)
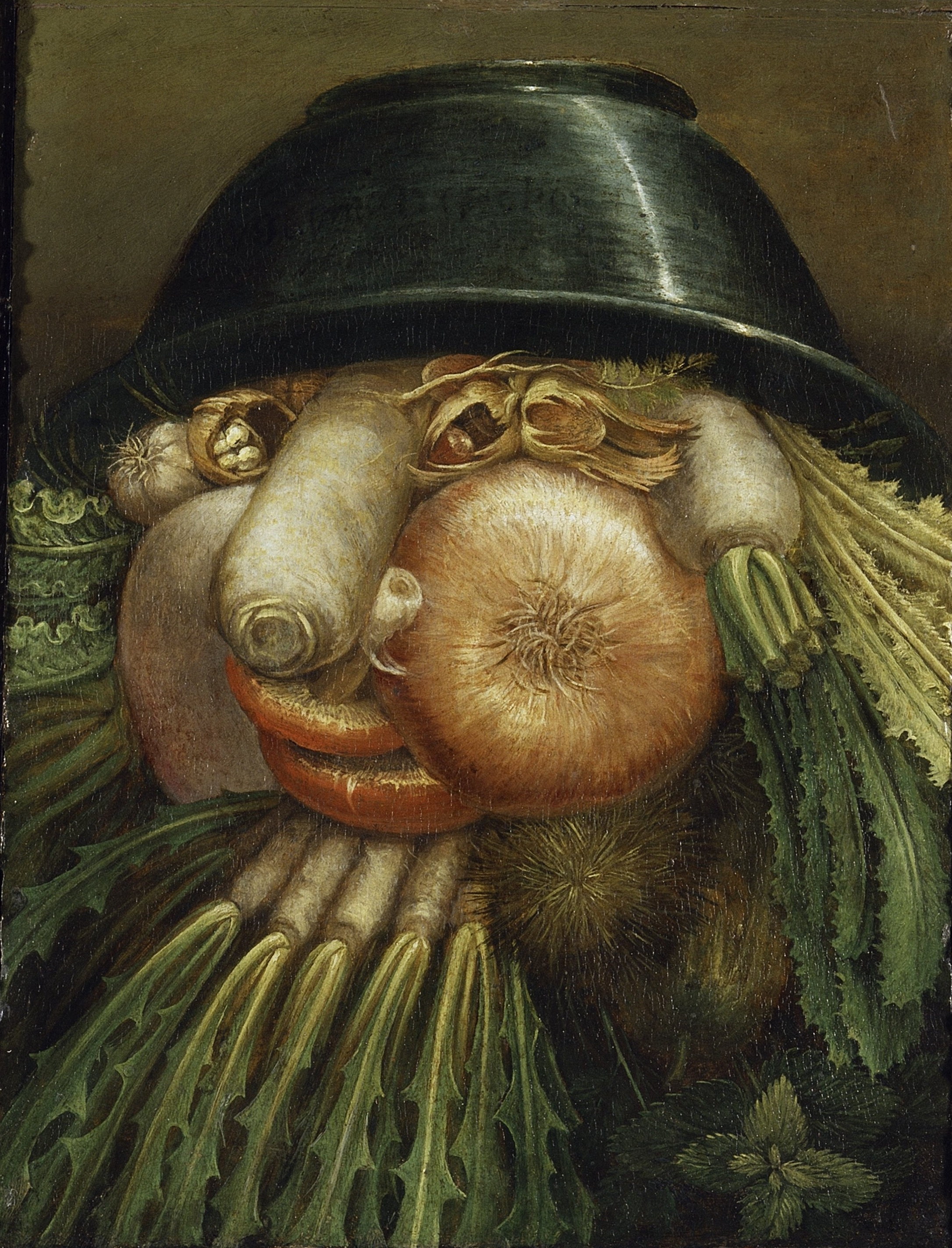
Mismo cuadro girado 180°. Óleo sobre tabla, Museo Civico Ala Ponzone, Cremona

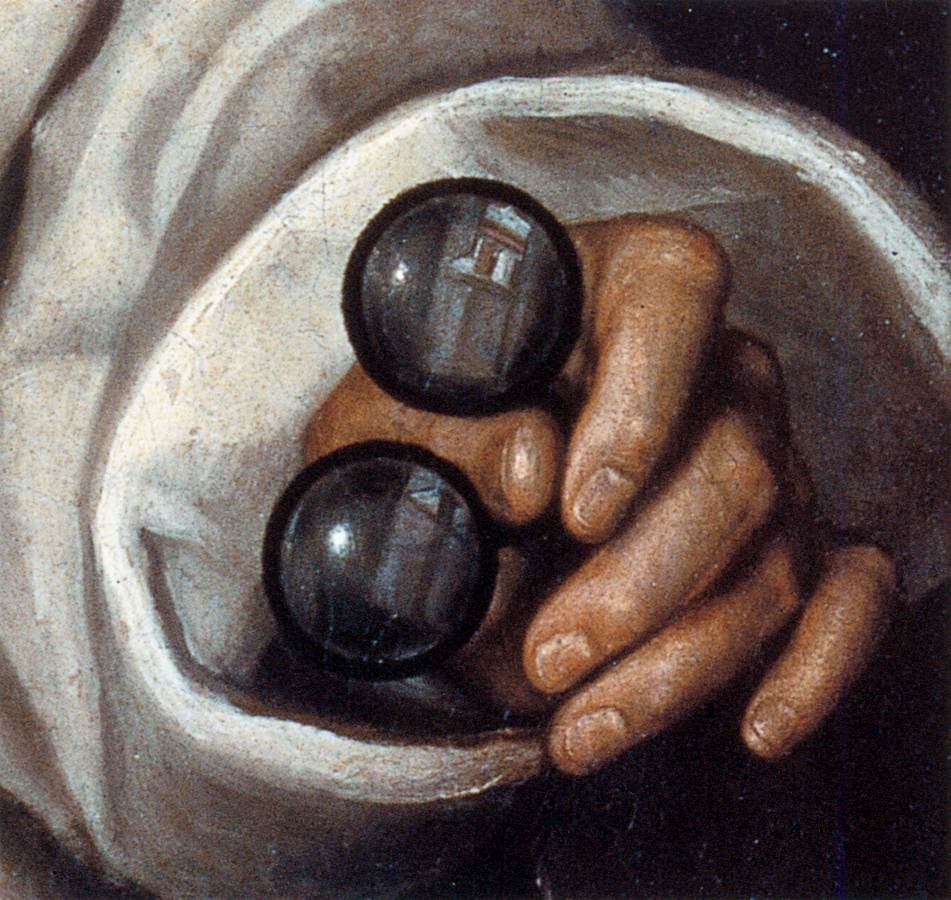
Fede Galizia - Ritratto di Paolo Morigia (detalle de las gafas)

Giovanni Ambrogio Figino (1553-1608) fue alumno de Lomazzo, pero terminó su formación en un viaje de aggiornamento entre Génova y Roma, donde concentró sus estudios en particular sobre Miguel Ángel y Raffaello: esta estancia romana influyó definitivamente en su estilo mucho más de lo que había hecho con su maestro. Habiéndose perdido muchas de sus primeras obras juveniles, los lienzos de San Marco y San Parolo para la iglesia de San Raffaele y la Madonna della Serpe —que inspiró para el mismo tema a Caravaggio— para la iglesia de San Fedele se remontan a la juventud del pintor. Sin embargo, la fama del pintor llegó a finales de los años ochenta, con los lienzos de la Madonna col bambino e i santi Giovanni Evangelista e Michele Arcangelo (1588) para el colegio de juristas y Sant'Ambrogio a cavallo (1590) para la capilla del tribunal de las provisiones. Figino incursionó también en el retrato, del que se recuerda el Ritratto di Lucio Foppa, también descrito por las crónicas de la época por la atención a los detalles de los objetos del cuadro como los reflejos de la armadura y la particular interpretación de los cordones. En el apogeo de su fama, entre finales del siglo XVI y principios del XVII, fue llamado a la corte de Saboya para pintar la Gran Galería del Palacio Real de Turín.

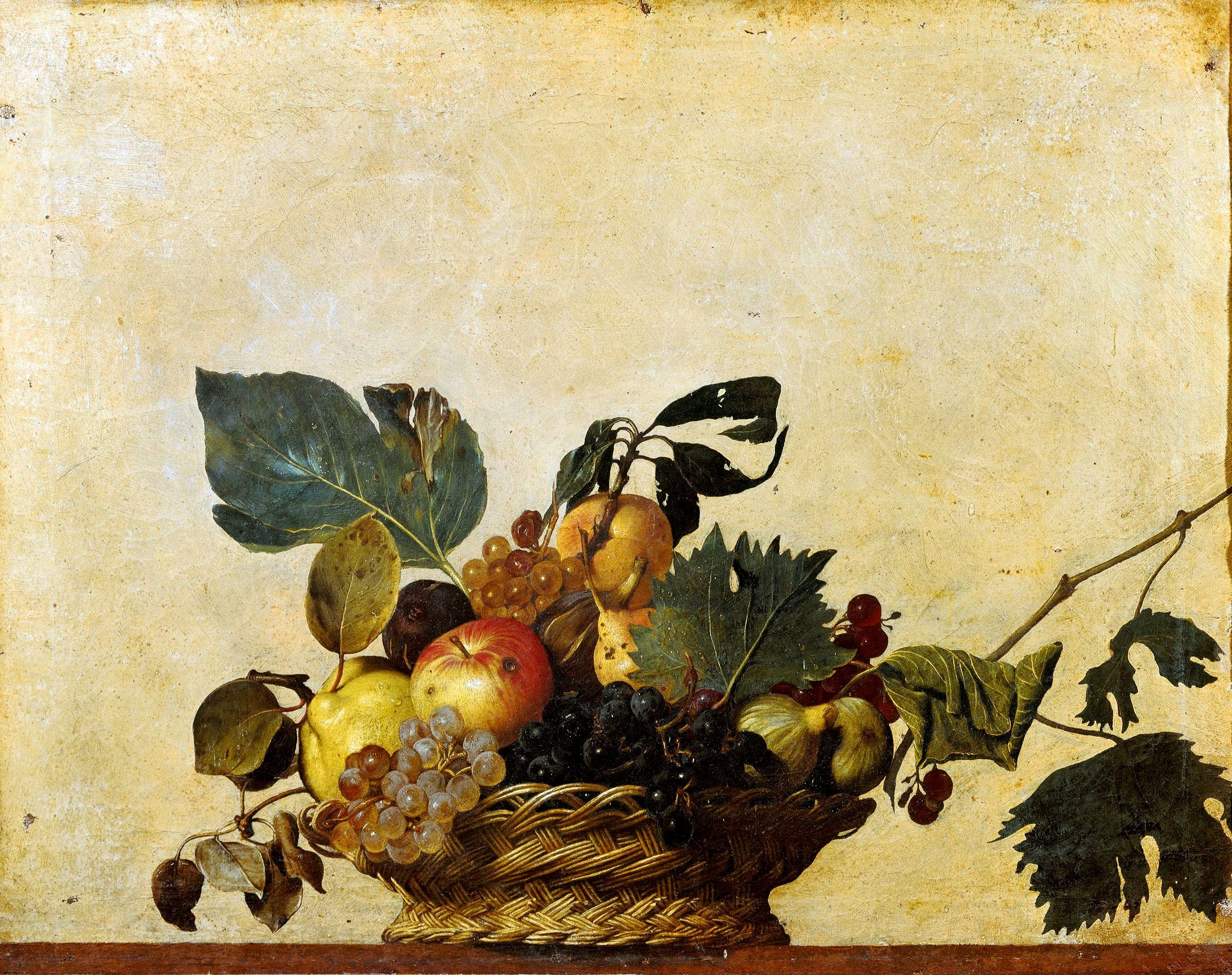
Caravaggio, Canestra di frutta (1599), Pinacoteca Ambrosiana, Milán

Un discurso particular debe hacerse para Aurelio Luini (1530-1593), hijo del más célebre Bernardino de quien heredó el taller y los encargos para la iglesia de San Maurizio al Monastero Maggiore, en la que a partir de 1555 firmó los frescos de las Storie del Diluvio, unos lunetos del muro absidal y sobre todo la Adorazione dei magi para la contrafachada, en la que el pintor ya muestra un lenguaje lleno de tensión e inspirado en los dibujos de Leonardo que incluyen a Aurelio Luini entre los herederos del Leonardo milanés junto a Lomazo.
Sin embargo, el arzobispo Borromeo le prohibió trabajar como pintor en la ciudad por razones que nunca se aclararon del todo hasta la muerte de este último. Entre sus últimas obras más célebres se encuentra el retablo de la catedral de Milán de Santa Tecla en el que emerge una alta tensión compositiva ya presente en el Martirio di san Vincenzo para la iglesia de San Vincenzo alle Monache, estilo pictórico que se cree fue la base de la enemistad con el cardenal Borromeo.
Finalmente, vale la pena dedicar algunas palabras no a un autor en particular, sino al tema de la naturaleza muerta. Este tema encontró en Milán, y en Lombardía más generalmente, uno de sus primeros lugares de difusión, favorecido entre otras cosas por el legado leonardesco. Entre los primeros productores de naturalezas muertas aparecen los milaneses Ambrogio Figino, Fede Galizia y el cremonés Panfilo Nuvolone: en este primer período, las naturalezas muertas solían pintarse en una perspectiva melancólica de una belleza pasajera y de una naturaleza corruptible por el paso del tiempo; sin embargo, no faltan referencias simbólicas o místicas, síntoma de un control eclesiástico residual sobre el arte. Caravaggio, tan inspirado por el naturalismo de la tradición lombarda, no fue del todo ajeno a este fenómeno, incursionando en la Canestra di frutta, la única naturaleza muerta autónoma del pintor.

### Escuelas externas

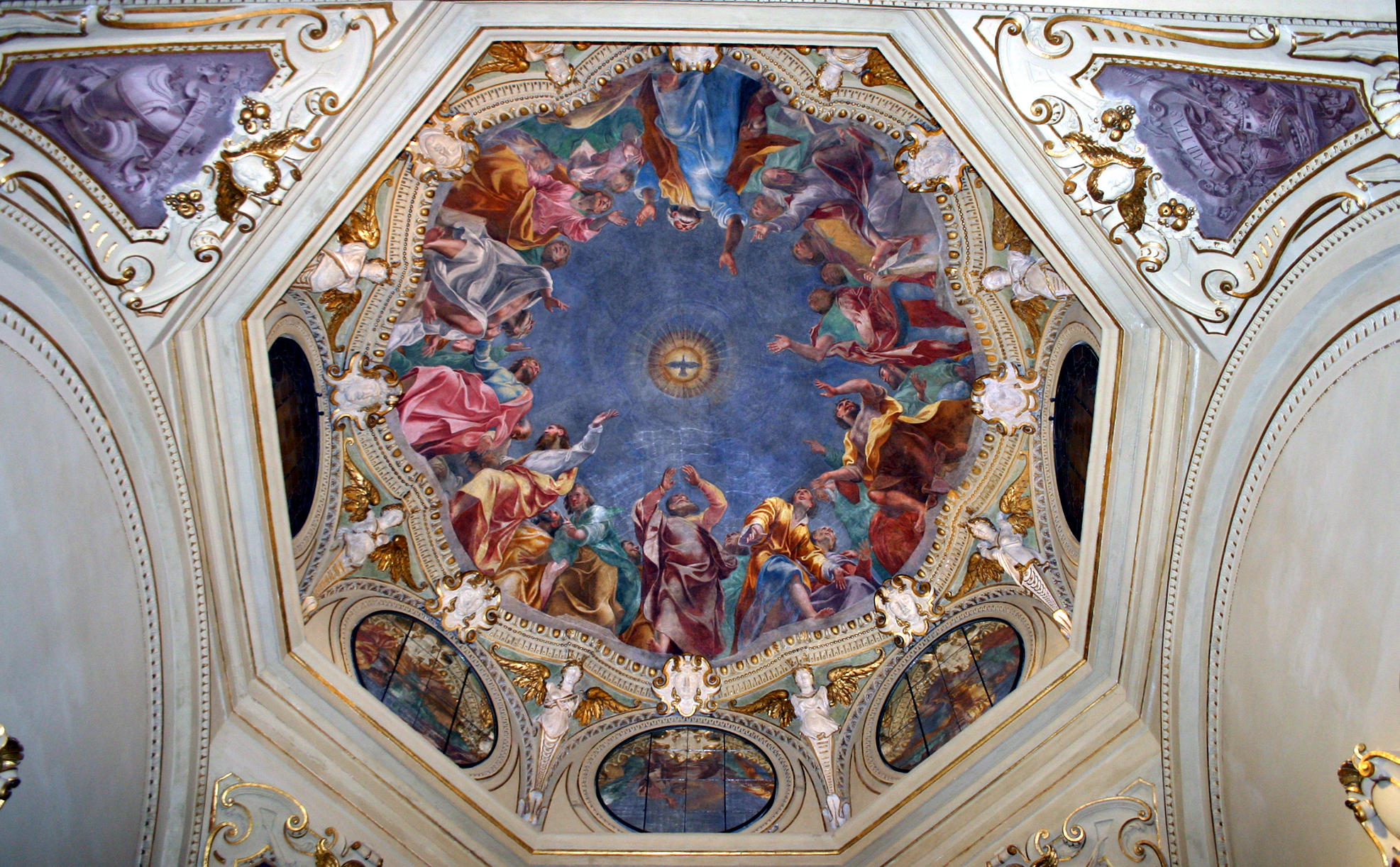
Carlo Urbino - Pentecoste (XVI sec.), capilla de San Giuseppe, iglesia de San Marco

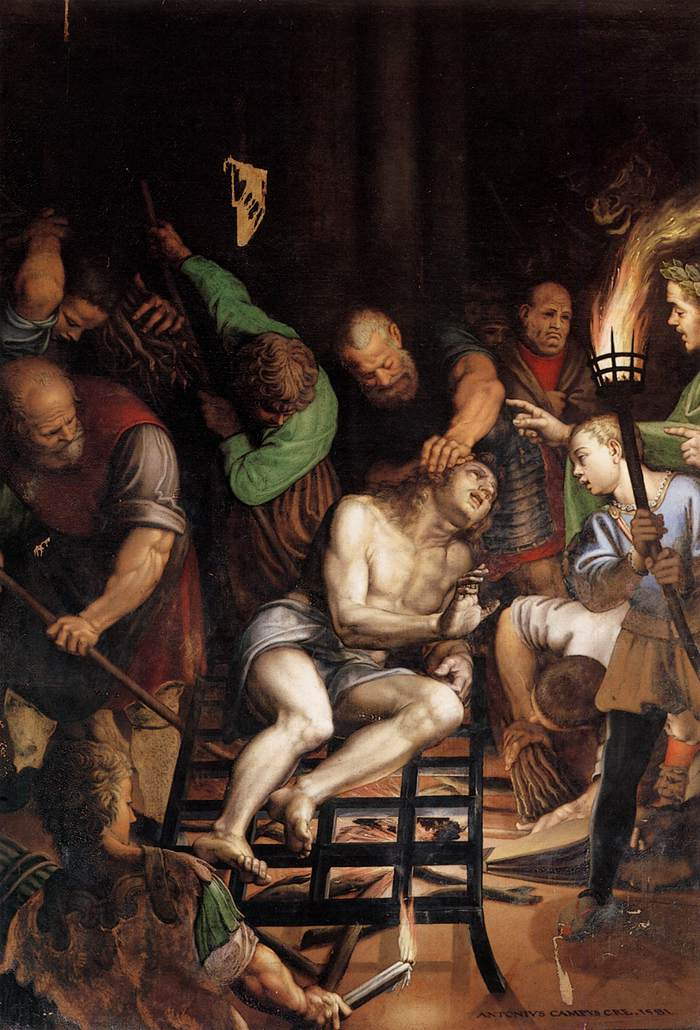
Antonio Campi - Martirio di san Lorenzo (1581), Chiesa di San Paolo Converso

La escuela más presente en Milán después de la local fue sin duda la escuela de artistas cremoneses, en ese momento en un período de prosperidad debido a las obras de construcción del duomo de Cremona. Las dos escuelas, sin embargo, entraron a menudo en conflicto, en particular se recuerda la competencia antes de 1563 entre los milaneses Giuseppe Meda y Giuseppe Arcimboldo y los cremoneses Bernardino Campi y Carlo Urbino en un concurso para el diseño del estandarte de Milán y en 1564, entre Meda y los hermanos Bernardino, Antonio y Giulio Campi en un concurso para los diseños de las puertas del órgano de la catedral de Milán, ambos ganados por los intérpretes milaneses.
El primero en llegar a Milán fue en 1550 Bernardino Campi (1522-1591), llamado por el gobernador Ferrante Gonzaga quien le encargó una serie de retratos de su hija Ippolita gracias a su reputación como retratista, al que siguió un gran número de encargos de toda la nobleza milanesa. Campi introdujo una pintura inspirada en la manera de Parmigianino en la escena artística milanesa, en clara antítesis con la pintura de herencia leonardesca y gaudenziana hasta entonces en boga en la ciudad, también con la ayuda de muchos ayudantes entre ellos Carlo Urbino: si la pintura de Campi era decididamente refinada y elegante, el pintor no tenía una creatividad tan elevada en modelos y soluciones, para lo que recurrió a menudo a la ayuda de Urbino, pintor válido, pero excelente compositor de temas y modelos para las más variadas obras. La fama de Bernardino Campi aumentó en las dos décadas siguientes hasta tal punto que los trabajos que le encargaron fueron tan numerosos que algunos de ellos fueron realizados directamente por su colaborador Urbino: un perfecto ejemplo es el retablo de la Madonna con Bambino e Santi (1565) para la iglesia de Sant'Antonio Abate, firmado y pintado por Campi, cuyos modelos preparatorios de Carlo Urbino están disponibles.
Además de esta prolífica colaboración, obviamente Carlo Urbino también pintó en solitario, incursionando en obras pictóricas más de tradición lombarda como Pentecoste para la capilla de San Giuseppe en la iglesia de San Marco, que retoma el esquema de la Gloria Angelica de Lomazzo pintado en la misma iglesia en la capilla Foppa: la colaboración con Bernardino Campi y sus obras posteriores contribuyeron por sí solas a introducir en Milán un manierismo más atento a las experiencias emilianas y centroitalianas que marcaron la entrada definitiva de comitentes "straniere" en la nobleza milanesa. En este sentido trabajó Carlo Urbino entre 1557 y 1566 en la decoración de la iglesia de Santa Maria presso San Celso y para los lienzos encargados por Isabella Borromeo.
La fama que había obtenido Bernardino Campi favoreció la llegada a Milán de otros protagonistas de la escuela cremonesa, entre ellos los hermanos Giulio Campi —para una Crocifissione (1560) en la iglesia de Santa Maria della Passione—, y Antonio Campi —con el lienzo de la Resurrezione di Cristo (1560) para la iglesia de Santa María presso San Celso, donde se puede apreciar la combinación de ilusionismo perspectivo y luminismo que luego se retoma en las obras de las Storie di san Paolo para la iglesia del mismo nombre, donde los dos hermanos colaboraron: entre los logros más significativos del ciclo se encuentran la Conversione di san Paolo (1564) en la que Antonio Campi se inspira para los personajes del fondo en la obra de Giulio Romano en la Sala di Troia del Palacio Ducal de Mantua y la Decollazione del Battista (1571), que por el ambiente pobre y el efecto lumínico de la antorcha que interrumpe la oscuridad de la escena en el grupo central no dejó de influir en el joven Caravaggio. En la iglesia de Sant'Angelo también de Antonio Campi se encuentran las pinturas del Martirio di santa Caterina (1583) y Santa Caterina nel carcere visitata dall'imperatrice Faustina (1584), pintado en ambientes oscuros con la presencia de varias fuentes de luz, gracias al cual Campi probó suerte en un hábil juego de claroscuros del que tanto habría aprendido Caravaggio en el uso del efecto de "luce radente".
Finalmente, en la iglesia de San Paolo Converso se encuentra la mayor realización de Antonio Campi, con la colaboración de su hermano Vincenzo, de la decoración al fresco de la bóveda con la Assunzione di Gesù ((1586-1589) en la que los hermanos probaron suerte en un raro ejemplo de ilusionismo cuadraturístico inspirado en las soluciones mantuanas de Giulio Romano, en el que se nota la adhesión al tratado de perspectiva de las Due Regole della prospettiva pratica [Dos reglas de la perspectiva práctica] de Jacopo Barozzi da Vignola: la iglesia, regentada por monjas de la familia cremonesa de Sfondrati, fue fundamental para romper el cierre de la escuela milanesa a otras experiencias, confiando casi todos los encargos a artistas cremoneses.
No obstante la acalorada rivalidad entre las escuelas cremonesa y milanesa, los pintores cremoneses y, en particular, los hermanos Campi no dejaron de influir en el arte milanés en los años siguientes, quizás incluso más de lo que influyeron en la propia pintura cremonesa. La formación de los dos hermanos menores tuvo lugar en el taller de su hermano Giulio, seguidor de un rafaelismo de la escuela emiliana: Antonio Campi, en cambio, importará a la ciudad una pintura influenciada, así como por el estilo de su hermano, por la especial atención a los modelos de Camillo Boccaccino y Parmigianino.

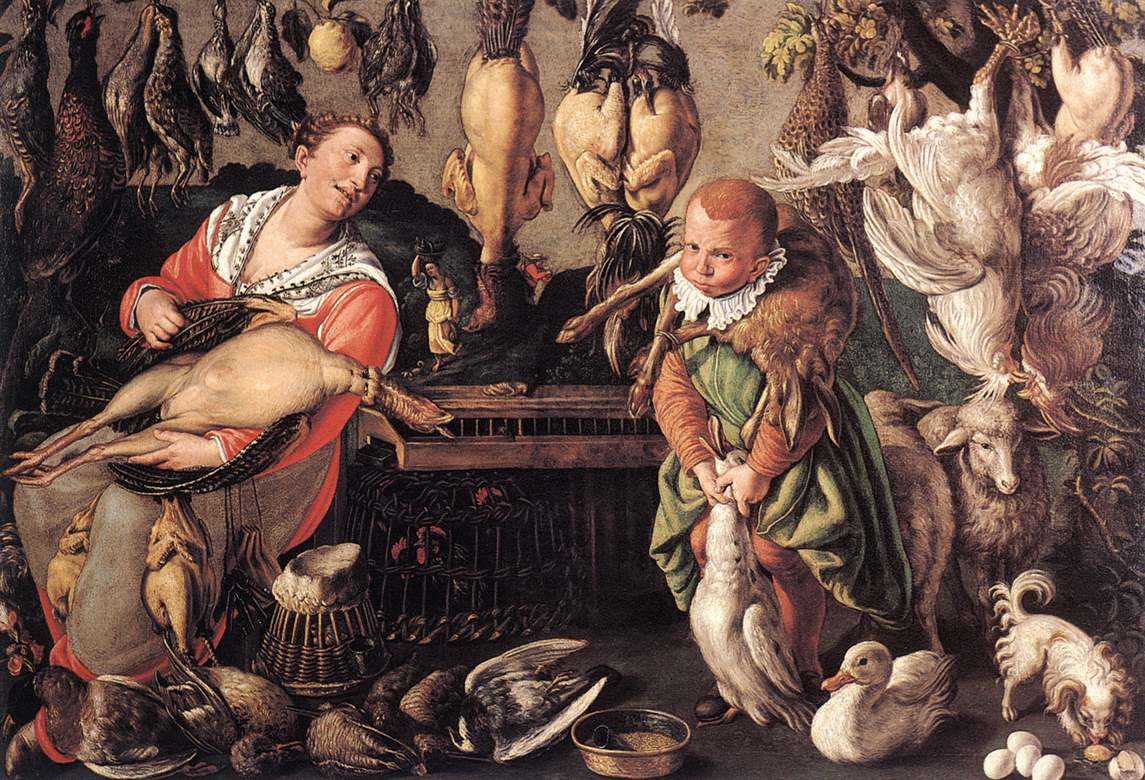
Vincenzo Campi - Pollivendoli (1580 circa), Pinacoteca di Brera, Milano

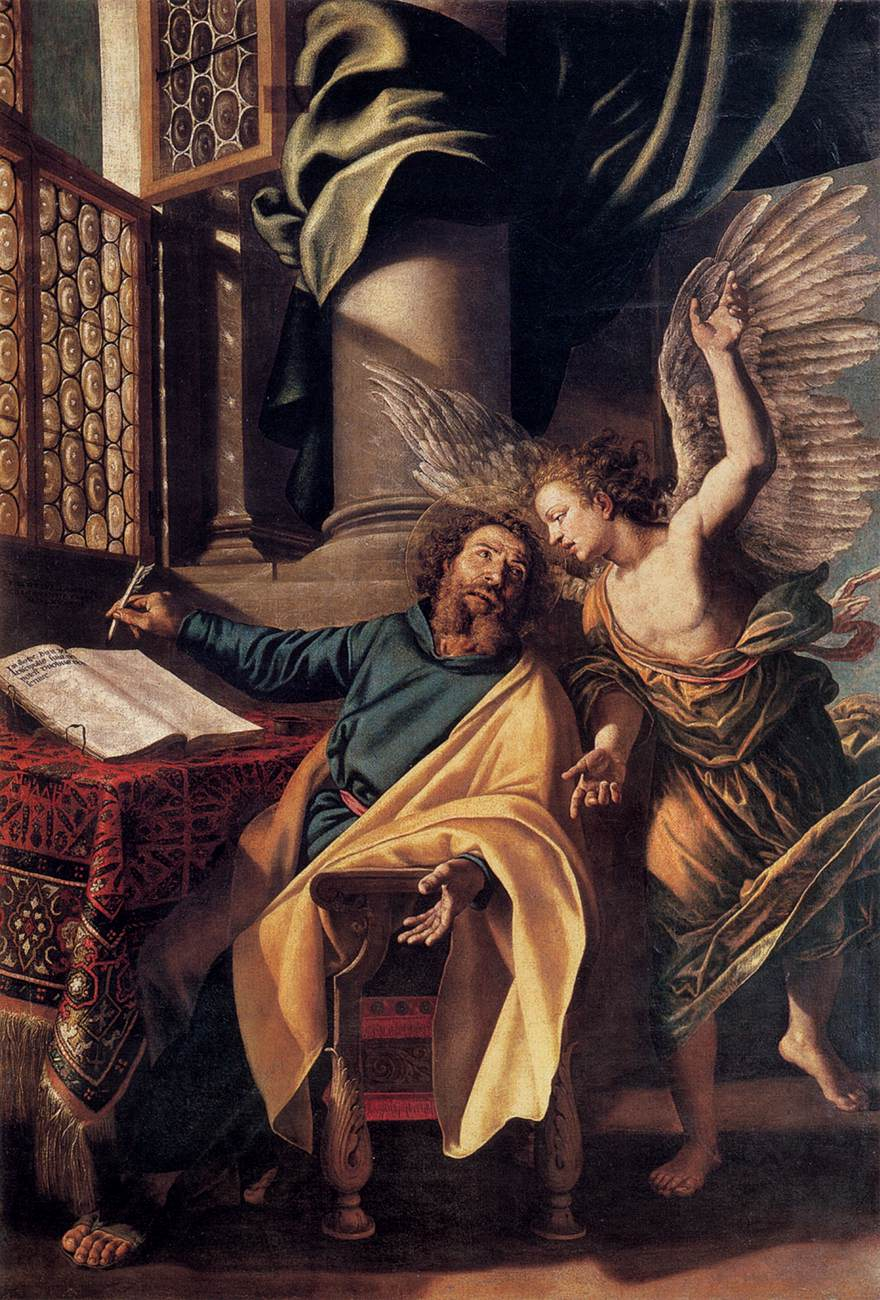
Vincenzo Campi, San Matteo, Pavia, San Francesco.

Vincenzo Campi, el menor de los tres hermanos, fue quien desarrolló el estilo más peculiar de todos: el uso desenfadado de los efectos de luz y una mayor atención a la pintura naturalista hacen que a veces se le etiquete como un exponente del "precaravaggismo". Además de las fructíferas colaboraciones con sus hermanos, Vincenzo también es conocido por haber incursionado en la pintura de género, como en las obras de los Pescivendoli o de los Pollivendoli, que combina una pintura inspirada en la tradición flamenca de Pieter Aertsen y Joachim Beuckelaer con una atención a cada detalle de la escena típica del naturalismo lombardo.
Giovanni da Monte de Cremona, aunque vinculado a la escuela cremonesa, debutó en Milán en la iglesia de Santa Maria cerca de San Celso a su regreso de una estancia en Vilnius y Venecia con la obra de la Resurrezione di Cristo, que luego fue pasada a los hermanos Campi. Habiendo experimentado con diversas actividades como el dibujo de aparatos efímeros, es recordado en Milán por las puertas del órgano de la basilica di San Nazaro con los Santi Nazaro e Celso en las que fusionó todos los elementos nórdicos, venecianos y lombardos aprendidos en su experiencia como un pintor.
De la escuela veneciana fue Simone Peterzano, que debutó en Milán en la decoración de la iglesia de San Maurizio al Monastero Maggiore y para unos lienzos para la iglesia de San Barnaba, en los que aún está vivo su primer estilo, dado por la formación en los modelos venecianos de Tintoretto, Veronese y Tiziano, su maestro. A su llegada a Milán, inmediatamente mostró la adhesión a modelos de pintura mitigados según el espíritu de la Contrarreforma, como en el ciclo para el ábside de la Certosa di Garegnano donde los frailes comisarios precisaron tanto los temas como la forma de pintar, o en la Deposizione ahora en la iglesia de San Fedele, donde el pintor veneciano también muestra cierta adhesión a los modelos de naturalismo típicos de Savoldo: Peterzano también es famoso por ser el maestro de Caravaggio, quien también aprovechó la Deposizione del maestro para redactar el madesimo sujeto ahora conservado en la Pinacoteca Vaticana. La participación en la difusión del arte de la Contrarreforma también está testimoniada por las colaboraciones con Pellegrino Tibaldi, el artista favorito de Borromeo.
Ottavio Semino, pintor de origen genovés, antes de llegar a Milán para realizar las decoraciones del Palacio Marino se formó en la experiencia genovesa de Perin del Vaga, Giulio Romano y Raffaello a quien estudió en un viaje a Roma. Después de la decoración del Palacio Marino, donde llegó gracias a la llamada del conciudadano que encargó el edificio, obtuvo varios encargos, entre ellos los ciclos de frescos para la capilla de San Gerolamo y para la capilla Brasca de la iglesia de Sant'Angelo: curiosamente en el contrato de trabajo de la última capilla se especificaba que el resultado debería haber sido al menos igual al de Giovanni Paolo Lomazzo en la capilla Foppa en San Marco. Aunque en su momento Ottavio Semino fue considerado uno de los mejores pintores de la escena milanesa, los críticos contemporáneos juzgan la obra como decepcionante y obvia debido a la obsesiva adhesión a los modelos rafaelescos: sin embargo, gracias a esa fama, Semino obtuvo muchos encargos, entre ellos frescos de las Storie di san Giovanni Battista en la iglesia de Santa Maria delle Grazie.

## Artes decorativas

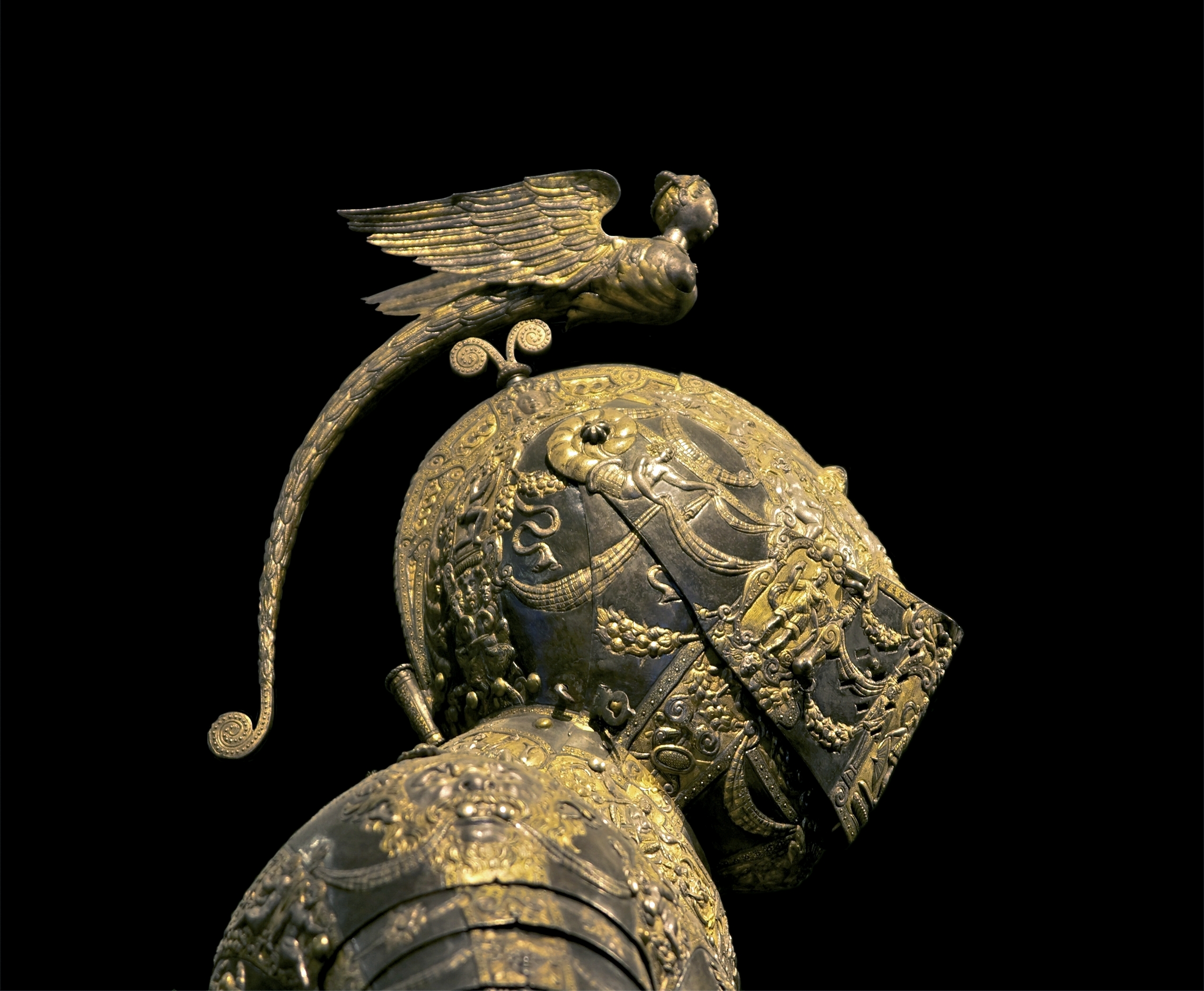
Lucio Marliani llamado el Piccinino, Armatura da parata del duca di Parma e Piacenza, Kunsthistorisches Museum, Viena

Ya en el Renacimiento temprano los artesanos milaneses se encontraban entre los más apreciados de Europa, aunque el máximo esplendor de las artes decorativas en la ciudad se dio en el primer dominio español. Uno de los sectores punteros de la artesanía milanesa era el de las armaduras, cuya elaboración superaba con creces la de otros fabricantes europeos. La fama de los armeros milaneses era tal que sus obras eran consideradas un verdadero símbolo de estatus entre los nobles de toda Europa, a pesar de que otros estados extranjeros habían fundado sus propios talleres, como en Innsbruck, Augusta o Greenwich. Lucio Marliani, conocido como Piccinino, y Giovanni Battista Panzeri, conocido como Zarabaglia, son recordados sobre todo entre los mejores artesanos de la segunda mitad del siglo XVI, ambos pertenecientes a conocidas familias de armeros.
De manera más general, los productores artesanales milaneses de la época suministraban varios tipos de artículos de lujo a muchas wunderkammer de los soberanos europeos. A partir de los años 1530 se consolidó la producción de camafeos, el tallado de piedras preciosas y la elaboración del cristal de roca: los productos eran vajillas de mesa y de aparatos, otros enseres de mesa, copas, ánforas, objetos litúrgicos, además de los camafeos y tallas ya mencionados. Incluso esos objetos, como las armaduras, se consideraban de la mejor calidad: no era raro que las principales familias nobles o las cortes europeas encargaran obras a los talleres milaneses para regalarlas a reyes, parientes o amigos.
Los iniciadores de esta tradición fueron los hermanos Gaspare y Gerolamo Miseroni, quienes con su taller fueron los proveedores, a partir de la segunda mitad del siglo XVI, de Maximiliano II de Habsburgo, Cosme I de 'Medici y de los Gonzaga.

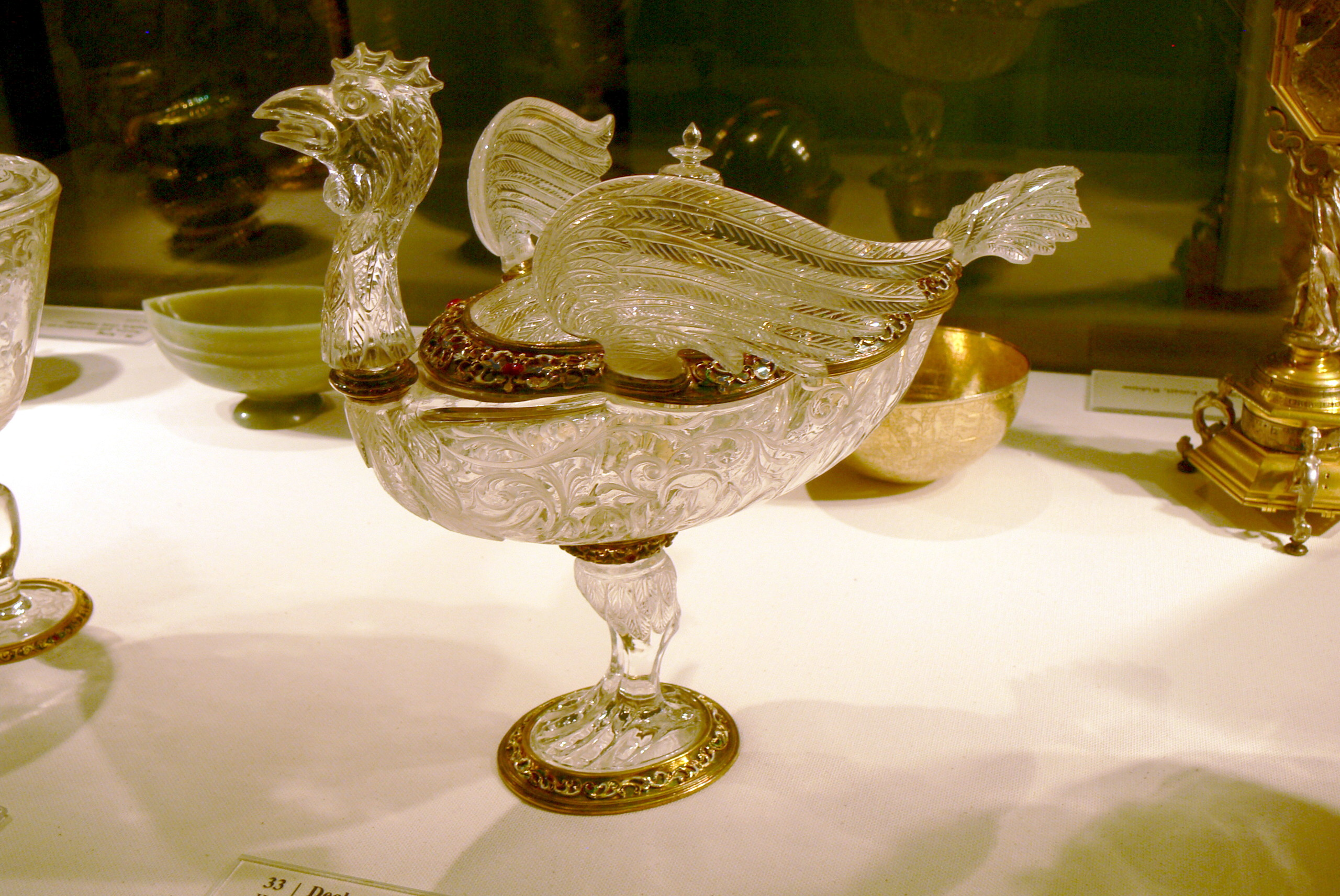
Calice di cristallo a forma di gallo, de un taller milanés, Tesoro dell'ordine Teutonico, Viena

Al taller de los Miseroni se deben muchos retratos sobre medallones de cristal de la colección de Rodolfo II de Habsburgo, incluidos los de Ottavio Miseroni, inventor de la técnica del "commesso" sobre camafeos, que en virtud de los numerosos encargos del emperador implantó un taller en Praga.
Otra famosa familia de talladores fue la familia Scala: a partir de los años 1570 tuvo entre sus principales clientes a los duques de Baviera comenzando por Alberto V de Baviera, los Gonzaga y los Saboya. Entre las diversas obras de la familia se menciona en el testamento de Pompeo Leoni un globo de cristal con un diámetro de sesenta centímetros grabado con la forma del reino de España y decoraciones en oro, realizado para Guillermo V de Baviera. Dentro de la vasta colección de los duques de Baviera también hay muchas obras de Annibale Fontana en las que en ocasiones se inspiró la familia Scala, como la caja para Alberto V con placas de cristal grabadas con relatos del Antiguo Testamento y decorada con piedras preciosas como lapislázuli, rubíes y esmeraldas, además de esmaltes de oro. A Fontana también se deben obras exclusivamente en cristal como el jarrón con la Storia di Giasone (Tesoro de la Residencia, Múnich) y el jarrón con las Storie di Proserpina (Kunsthistorisches Museum, Viena).

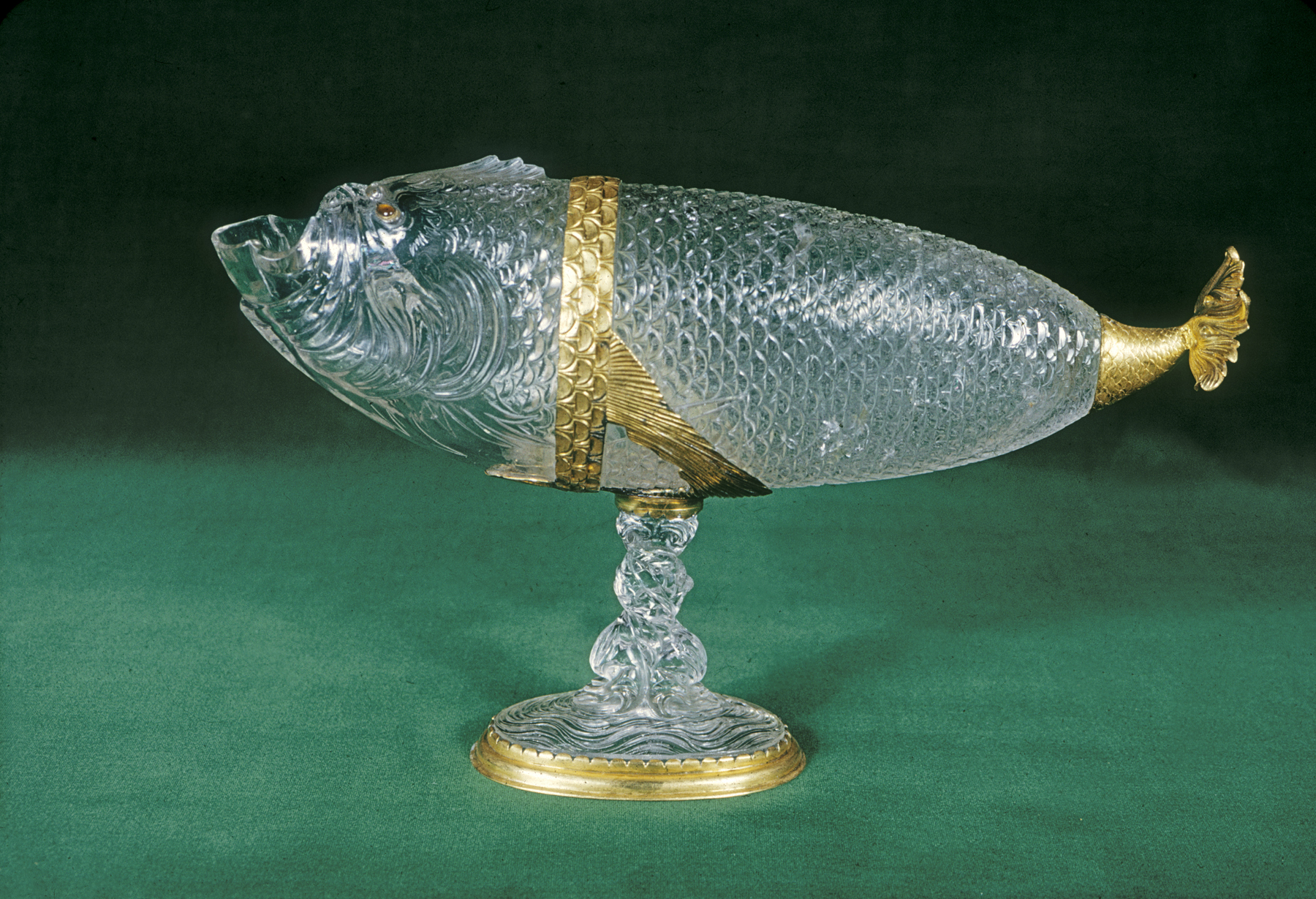
Bottega Saracchi, Vaso a forma di pesce, del taller Saracchi, Walters Art Museum, Baltimora

Además, a las familias de artistas milaneses se debe agregar el taller Saracchi, que también tomaron posesión de los dibujos de Annibale Fontana por vía de su matrimonio con Ippolita Saracchi, hermana de los fundadores del taller. Particularmente activos por los encargos de Alberto II de Baviera, los Saracchi se dedicaron en particular a los objetos de mesa, así como al arte glíptico canónico: entre los ejemplos más famosos destacan la Galera da tavola con historias talladas de la tradición bíblica y clásica (Tesoro de la Residencia, Múnich) o la Fontana da tavola en cristal, oro esmaltado, gemas y camafeos, encargada para el matrimonio de Ferdinando I de 'Medici con Cristina de Lorena (Museo degli Argenti, Florencia). Particularmente apreciados por el procesamiento de cristal y piedras semipreciosas, los Saracchi tuvieron la oportunidad de probar suerte en los campos más extraños, como en los jarrones de jaspe zoomorfos para los Gonzaga, incluidos en la vasta colección de la "zoielera": entre los demás clientes también estaban Felipe II de España, Rodolfo II de Habsburgo y los Saboya.
Junto con los cristales, las piedras preciosas y el oro, también se difundió en Milán el procesamiento de maderas preciosas como el ébano, el marfil, utilizadas especialmente para decorar cajas, y del caparazón de tortuga. Dada la fragilidad de este último material, quedan muy pocos ejemplares en circulación; sin embargo, hay amplias descripciones en los catálogos de las antiguas colecciones de los soberanos europeos: en la elaboración del marfil se recuerda a Giuseppe Guzzi, alumno de Cristoforo Sant'Agostino o al escultor del coro de madera de la iglesia de San Vittore al Corpo, que aportó un escritorio en madera y marfil a Rodolfo II, y tuvo varias colaboraciones con los Miseroni y Arcimboldi.
Saliendo de los objetos de las wunderkammer, en la ciudad también estaba presente la actividad del bordado, que a partir de 1560 tuvo particular fortuna también gracias al trabajo de Scipione Delfinone, el más famoso entre los bordadores milaneses junto con Camillo Pusterla, con quien participó en la ejecución del gonfalone di Milano en un proyecto de Giuseppe Meda. El taller de los Delfinone (o Delfinoni) fue encargado por los Estuardo y Tudor de Inglaterra. Particularmente activo en la ciudad estaba entonces el gremio de bordadores, que preveía el registro exclusivamente de trabajadoras, del que formaba parte Caterina Cantona, que trabajaba por encargo de Cristina de Lorena y de Catalina de Austria, y también se menciona en las Rime de Lomazo. En cualquier caso, todas las actividades del sector de la confección de lujo estuvieron presentes en la ciudad, así como complementos como guantes y gorros. La importancia de este sector manufacturero llevó a los legisladores a introducir normas sobre la vestimenta y sobre la decoración, especialmente para las mujeres: si bien la intención declarada era la difusión de una vestimenta más sobria y evitar que las familias gastaran en exceso, el objetivo real era favorecer la manufactura local, en detrimento de decoraciones como plumas y encajes importados de Génova y de Venecia<ref>

Lombardia spagnola
pg. 99-101

En el apogeo de su fama, a la mayoría de las familias de artesanos milaneses se les ofreció trasladar su taller a varias ciudades, generalmente en la sede de la corte elegida: este fue el caso del mencionado Ottavio Miseroni, quien trasladó su taller a Praga a petición de Rodolfo II, o los talleres de las familias Caroni y Gaffuri que, a propuesta de la familia Medici, trasladaron su negocio a Florencia; también era costumbre trasladarse temporalmente a una corte, como Michele Scala que trabajó cerca de un año en Mantua para los Gonzaga o las brevísimas estancias de los Saracchi en Múnich. Las fábricas milanesas todavía gozaban de éxito en la primera mitad del siglo XVII: su final se identifica a menudo con la gran peste manzoniana de Milán o con el saqueo de Mantua: las grandes colecciones ducales fueron compradas en parte por Carlos I de Inglaterra unos años antes del saqueo, "vendidas" por los duques de Mantua para hacer frente a los problemas económicos de la familia, y luego destruidas o dispersadas por las tropas alemanas que invadieron la ciudad.

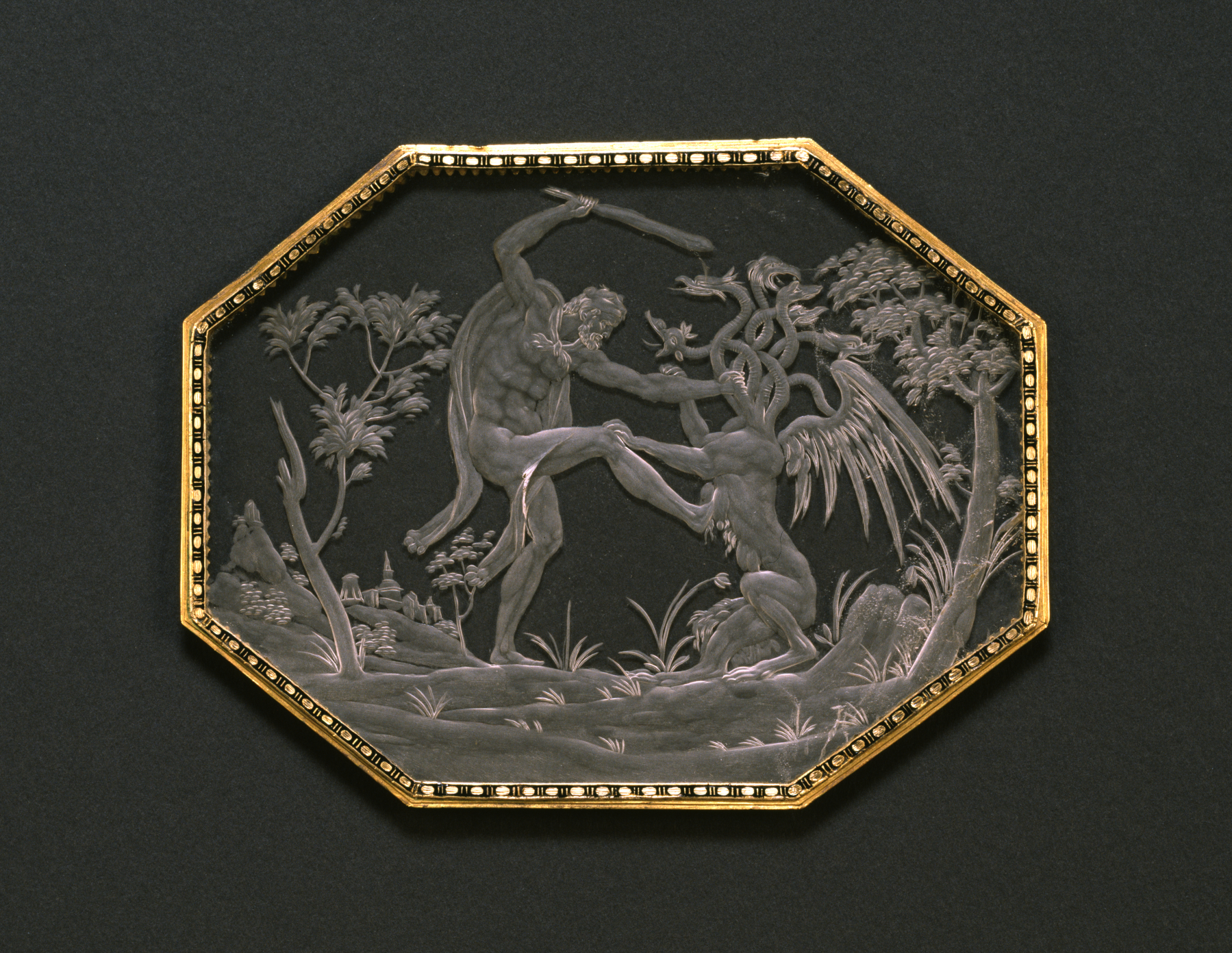
Annibale Fontana, Placca con Ercole che attacca l'Idra di Lerna, Walters Art Museum, Baltimora

## La Accademia dei Facchini del Val di Blenio

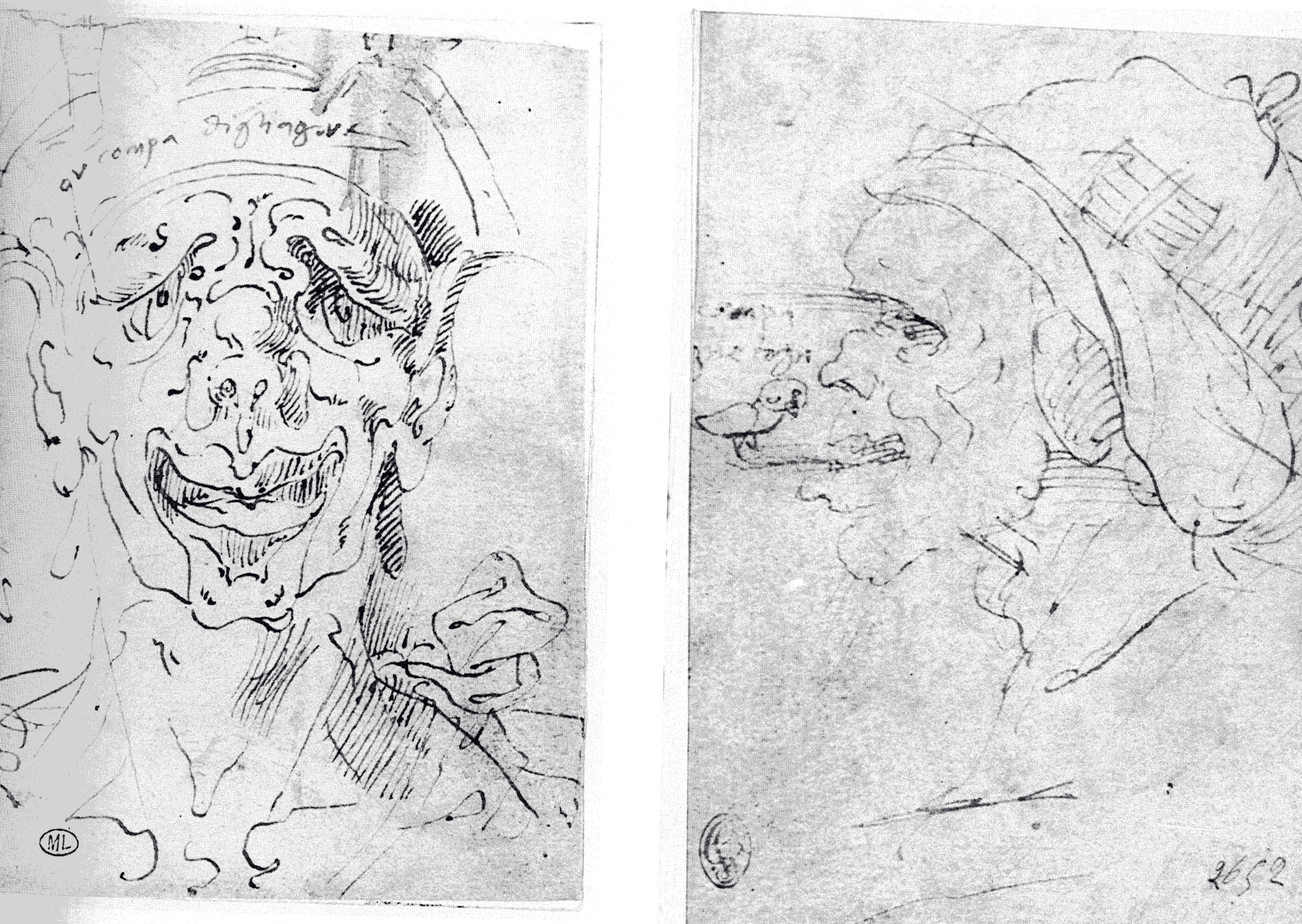
Caricaturas de académicos de Val di Blenio

Para concluir este artículo sobre la situación artística milanesa de finales del siglo XVI, vale la pena dedicar unas líneas a un fenómeno considerado durante mucho tiempo marginal y clandestino, revaluado solo a partir de la última década del siglo XX, lo que ha permitido clasificar la experiencia de los "Rabisch", como también se llamaba a los adherentes del grupo, como un fenómeno paralelo al arte contrarreformador de la época al que se puede denominar «clasicismo alternativo». La revalorización ha hecho que la experiencia de la academia pase de un rol puramente goliárdico y lúdico a un movimiento cultural que con su «actitud antiintelectualista» y la idea del arte «como libre creación» anticipaba temáticas que serán hechas propias siglos después en el romanticismo y en la scapigliatura.
Aunque difícil de definir con precisión y de enmarcar en una sola actividad, la Accademia dei Facchini della Val di Blenio estuvo activa desde la segunda mitad del siglo en Milán, como un grupo de personalidades deseosas de romper con el molde de la cultura difundida a la fuerza por el cardenal Borromeo. El trabajo del grupo fue tan variado como lo fueron sus miembros, estrictamente en secreto: el alma y "abad" de la orden fue Giovanni Paolo Lomazzo, quien se dedicó a casi todas las actividades de la orden, incluida la pintura, la caricatura, la poesía, componiendo la colección dialectal de versos de los Rabisch. Entre los otros miembros más activos aparecen Pirro Visconti Borromeo, noble protector de la orden, el grabador Ambrogio Brambilla y "gran canciller del valle", los pintores Giuseppe Arcimboldi, Aurelio Luini, Ottavio Semino y Paolo Camillo Landriani,, el escultor Annibale Fontana y finalmente el editor flamenco Nicolas van Aelst.
Las actividades del grupo abarcaron, por tanto, desde los dibujos y caricaturas de la herencia de Leonardo con gusto por lo grotesco, hasta la pintura de género; desde monedas repartidas a los miembros del grupo, hasta poemas en un dialecto basado en el bleniense: una suerte de milanés rústico hablado en los valles del cantón de los Grisones, al que se sumaron préstamos de varias lenguas de la época, entre ellas el español, toscano y genovés. Los poemas resultaron a menudo ridículos cuando no vulgares: por eso la asociación permaneció en secreto en un período en el que el control de la Iglesia sobre la moral pública llegó al punto de negar al asociado Aurelio Luini el ejercicio de la pintura en la ciudad por orden del propio arzobispo.
Algunos de los documentos atribuibles a la academia permiten describir algunas costumbres del grupo. El más famoso es, sin duda, el 'Autoritratto in veste di abate dell'Accademia della Val di Blenio de Lomazzo, donde el pintor se reproduce con un abrigo de piel y un sombrero de paja con el sello de la academia, probablemente realizado por Annibale Fontana, representando a un contenedor de vino con hojas de hiedra y vid, símbolo de Baco, tema central de la academia al retomar la creencia aristotélica en la asociación de la creatividad artística con la embriaguez del vino. No está claro si los miembros debían vestirse de la manera representada en la pintura, sin embargo, era obligatorio durante las reuniones expresarse en el dialecto bleniense; el idioma en el que se realizaba el "examen de admisión", que incluía una serie de preguntas sobre los usos y costumbres de los Brentatori, o antiguos transportadores de vino del Tesino.
En la academia no faltaba el componente goliárdico y lúdico como fin en sí mismo, pero sería un error clasificarlo sólo como tal: en los sonetos de Lomazzo, además de dobles sentidos y burlas, se pueden encontrar importantes elementos de crítica social hacia las políticas rígidas de Borromeo, así como referencias a las obras de Pietro Aretino y Luciano di Samosata. Un ataque al humanismo se encuentra en las caricaturas que extreman y deforman el cuerpo humano, centro de la cultura humanista renacentista con su perfección, mientras que en la misma línea se insertan las pinturas de Arcimboldo que representan figuras humanas compuestas de vegetales, que sin embargo escapan en última instancia a los fines de la academia debido a la simbología clásica a la que el pintor debía seguir para los encargos poderosos. Concluyendo por tanto el análisis de este bizarro y ecléctico grupo de artistas, se puede decir que la clave del grupo fue precisamente el ataque al corazón del arte reformado, o contra los modelos impuestos y las reglas fijas que habrían resultado en composiciones ortodoxas, más allá del cual no era posible salir, para decirlo en palabras de Francesco Porzio, a través de la «asunción del material popular en clave culta, en apoyo de una poética moderna y consciente» .